# Josef Stalin
Josef Stalin (ou Estaline; Gori, 18 de dezembro de 1878 – Moscou, 5 de março de 1953) foi um revolucionário comunista e político soviético de origem georgiana. Governou a União Soviética (URSS) de meados da década de 1920 até sua morte, servindo como Secretário-Geral do Partido Comunista de 1922 a 1952, e como primeiro-ministro de seu país de 1941 a 1953. Inicialmente presidindo um estado unipartidário que governava por um sistema de liderança coletiva, consolidou o poder tornando-se o ditador ou autocrata da União Soviética em 1927. Ideologicamente ligado à interpretação leninista do marxismo, ajudou a formalizar essas ideias como marxismo-leninismo, enquanto suas próprias políticas ficaram conhecidas como stalinismo.
Nascido em uma família pobre de etnia georgiana em Gori, Império Russo, iniciou sua carreira revolucionária após juntar-se ao Partido Operário Social-Democrata Russo (POSDR) quando jovem. Lá, editou o jornal do partido, o Pravda, e levantou fundos para a facção bolchevique de Vladimir Lenin por meio de roubos, sequestros e redes de proteção. Repetidamente preso, sofreu vários exílios internos na Sibéria. Depois que os bolcheviques tomaram o poder na Rússia durante a Revolução de Outubro de 1917, juntou-se ao comitê Politburo do partido. Serviu na Guerra Civil Russa antes de supervisionar a criação da União Soviética em 1922. Quando Lenin adoeceu e morreu em 1924, Stalin gradualmente assumiu a liderança do país. Durante seu governo, o "Socialismo em um Único País" tornou-se um princípio central dos dogmas do partido. Lançados pela primeira vez em 1928 para substituir a Nova Política Econômica de seu antecessor, seus planos quinquenais alcançaram a coletivização agrícola e uma rápida industrialização, criando uma economia de comando centralizada. As posteriores interrupções na produção de alimentos contribuíram para a fome entre 1932 e 1933, levando à morte ucrânianos e outras nacionalidades soviéticas. Para erradicar aqueles considerados "inimigos da classe trabalhadora", instituiu o "Grande Expurgo", no qual mais de um milhão de pessoas foram presas e pelo menos 700 mil executadas entre 1934 e 1939.
Sua política externa promoveu o marxismo-leninismo através da Internacional Comunista e apoiou movimentos antifascistas por toda a Europa durante a década de 1930, particularmente na Guerra Civil Espanhola. Em 1939, assinou um pacto de não agressão com a Alemanha Nazista, resultando em uma invasão da Polônia. A Alemanha encerrou o pacto invadindo a União Soviética em 1941. Apesar dos contratempos iniciais, o Exército Vermelho repeliu a incursão alemã e capturou Berlim em 1945, pondo fim à Segunda Guerra Mundial na Europa. Os soviéticos anexaram os estados bálticos e ajudaram a estabelecer governos alinhados em toda a Europa Central e Oriental, China e Coreia do Norte. A União Soviética e os Estados Unidos emergiram da guerra como as duas superpotências mundiais. Tensões surgiram entre o Bloco Oriental apoiado pelos soviéticos e o Bloco Ocidental apoiado pelos americanos, dando origem à Guerra Fria. Stalin conduziu seu país através da reconstrução no período pós-guerra, durante a qual desenvolveu uma arma nuclear em 1949. Nestes anos, o país experimentou outra grande fome e uma campanha antissemita que atingiu o auge no complô dos médicos. Stalin morreu em 1953 e acabou sendo sucedido por Nikita Khrushchov, que denunciou seu antecessor e iniciou um processo de desestalinização em toda a sociedade soviética.
Amplamente considerado uma das figuras mais significativas do século XX, sua imagem foi tema de um culto à personalidade generalizado dentro do movimento marxista-leninista internacional, onde foi considerado um defensor do socialismo e da classe trabalhadora. Desde a dissolução da União Soviética em 1991, manteve popularidade na Rússia e na Geórgia como um líder vitorioso em tempos de guerra que estabeleceu a União Soviética como uma grande potência mundial. Por outro lado, seu regime foi amplamente descrito como totalitário e condenado por supervisionar repressões em massa, limpeza étnica, deportações, centenas de milhares de execuções e duas fomes que causaram a morte de milhões de pessoas.

## Primeiros anos

### Infância e educação: 1878–1899
Josef Stalin nasceu na cidade de Gori, na província russa de Tíflis (atual Geórgia), em 18 de dezembro de 1878. Era filho de Besarion Jughashvili e Ekaterine "Keke" Geladze, que casaram-se em maio de 1872 e perderam dois filhos na infância antes dele nascer. Eles eram da etnia georgiana e Stalin cresceu falando a língua georgiana. Gori era parte do Império Russo e o lar de uma mistura de comunidades georgianas, armênias, russas e judias. Stalin foi batizado em 29 de dezembro. Foi apelidado de "Soso", um diminutivo de "Ioseb".

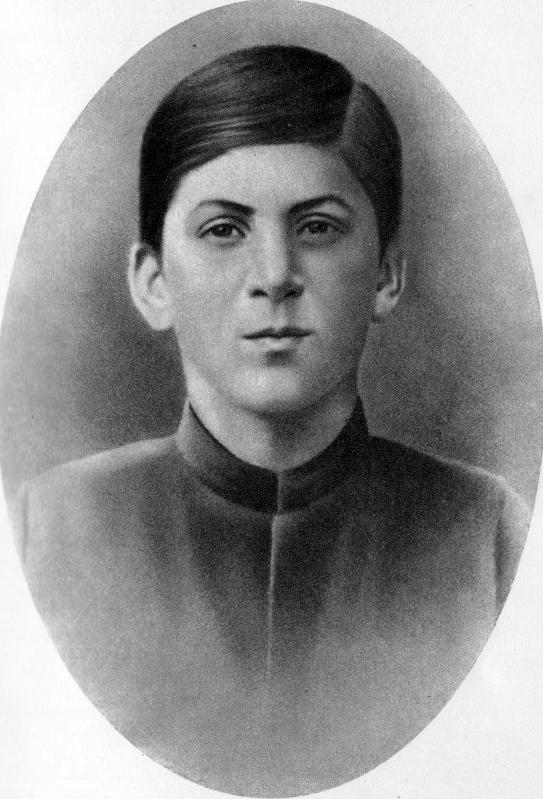
Stalin em 1894, com cerca de 15 anos

Besarion era um sapateiro que trabalhava na oficina de outro homem; inicialmente teve sucesso financeiro, mas depois entrou em declínio e a família se viu vivendo na pobreza. O pai tornou-se um alcoólatra e batia no filho e na esposa; está por sua vez "desancava-o sem piedade". Ekaterine e Stalin deixaram a casa em 1883, e começaram uma vida errante, passando por nove diferentes quartos alugados em dez anos. Ambos mudaram-se em 1886 para a casa de um amigo da família, o padre Christopher Charkviani. Ela trabalhava como faxineira e lavadora de roupas para famílias locais; estava determinada a mandar o filho para a escola, algo que ninguém da família havia conseguido antes. No final de 1888, com 10 anos, Stalin foi matriculado na Escola da Igreja de Gori. Isso normalmente era reservado aos filhos do clero, embora Charkviani garantiu que o menino recebesse uma vaga. Stalin se destacou academicamente, exibindo talentos em aulas de pintura e teatro, escrevendo sua própria poesia e cantando como um menino de coro. Entrou em muitas lutas, e um amigo de infância notou que ele "era o melhor, mas também o mais mal comportado aluno" da turma. Enfrentou vários problemas graves de saúde; em 1884 contraiu varíola e ficou com cicatrizes na face. Aos 12 anos foi gravemente ferido após ser atingido por uma fáeton, o que foi a provável causa de uma incapacidade no braço esquerdo ao longo da vida.

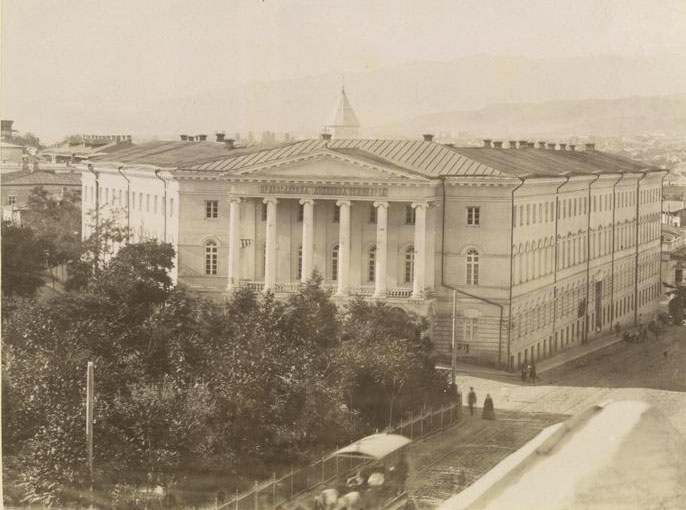
Em 1894, Stalin iniciou seus estudos no Seminário Espiritual de Tíflis (retratado aqui na década de 1870)

Por recomendação de seus professores, matriculou-se em agosto de 1894 no Seminário Espiritual em Tíflis, habilitado por uma bolsa de estudos que lhe permitiu estudar a uma taxa reduzida. Aqui juntou-se a 600 padres estagiários que ingressaram no seminário. Foi novamente bem-sucedido academicamente e ganhou notas altas. Continuou escrevendo poesia; cinco de seus poemas foram publicados sob o pseudônimo de "Soselo" no jornal de Ilia Chavchavadze, Iveria ('Geórgia'). Tematicamente, eles tratavam de temas como natureza, terra e patriotismo. Segundo o historiador Simon Sebag Montefiore, tornaram-se "clássicos georgianos menores", e foram incluídos em várias antologias da poesia do país nos anos vindouros. Quando ficou mais velho, perdeu o interesse em seus estudos; suas notas caíram e ele foi repetidamente confinado a uma cela por comportamento rebelde. Os professores reclamavam que ele se declarava ateu, conversava na sala de aula e se recusava a tirar o chapéu para os monges.
Juntou-se a um clube de livros proibidos ativo na escola; foi particularmente influenciado pelo romance pró-revolucionário Que Fazer? (1863), de Nikolai Tchernichevski. Outra obra que o influenciou foi O Parricida, de Alexander Kazbegi, do qual adotou o apelido "Koba" do protagonista bandido. Também leu O Capital (1867), do teórico alemão Karl Marx. Dedicou-se à teoria social e política do marxismo, que estava em ascensão na Geórgia, uma das várias formas de socialismo que se opunham às autoridades czaristas do império. À noite assistia reuniões secretas de trabalhadores e foi apresentado a Silibistro "Silva" Jibladze, o fundador marxista do Mesame Dasi ('Terceiro Grupo'), um grupo socialista georgiano. Em abril de 1899, Stalin deixou o seminário e nunca mais voltou, embora a escola o encorajasse.

### Partido Operário Social-Democrata Russo: 1899–1904

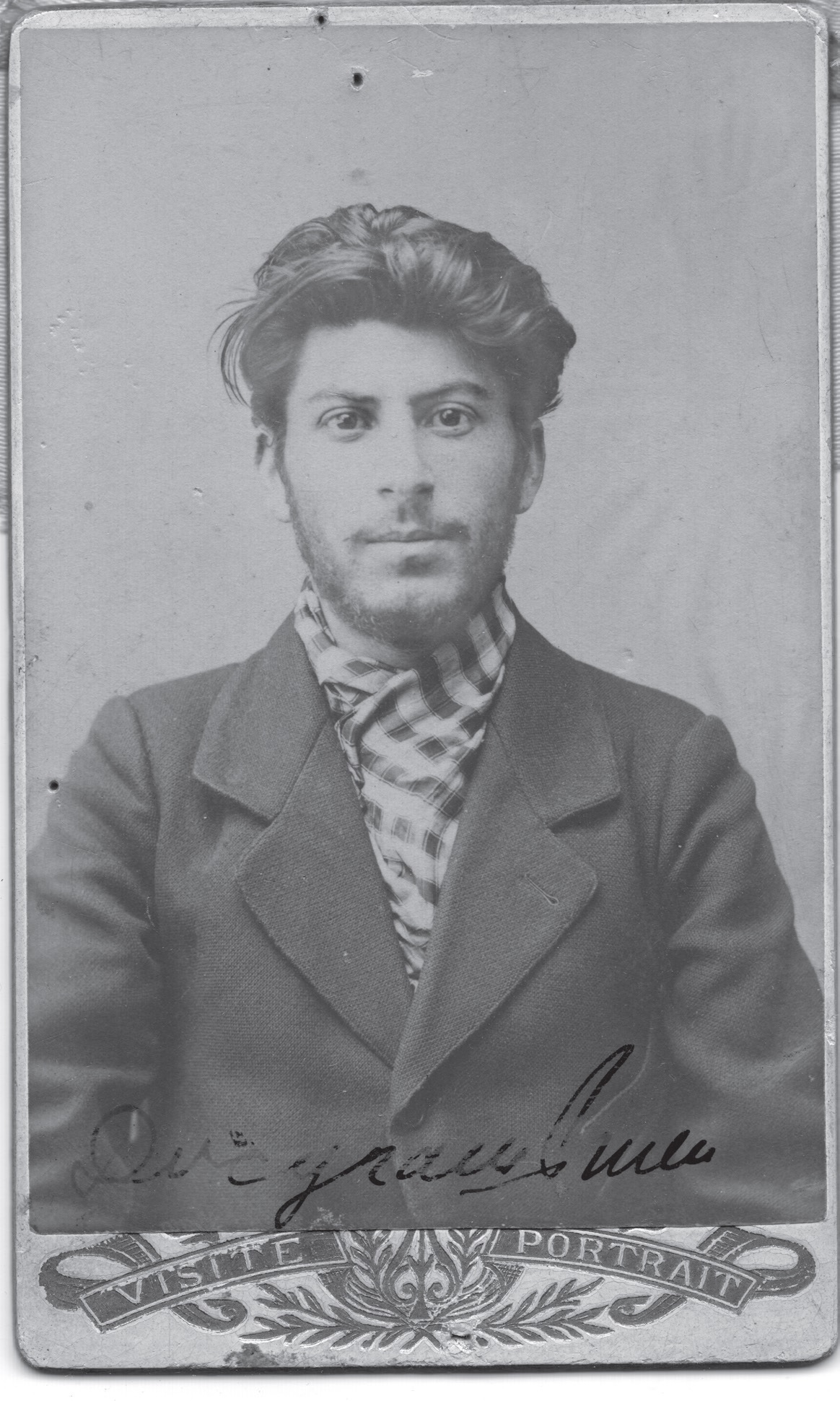
Stalin em 1902

Em outubro de 1899, Stalin começou a trabalhar como meteorologista em um observatório de Tíflis. Atraiu um grupo de apoiadores através de suas aulas de teoria socialista e coorganizou uma reunião secreta de operários para o Dia do Trabalhador de 1900, na qual encorajou com sucesso muitos dos homens a entrar em greve. A essa altura, a polícia secreta do império — a Okhrana — estava ciente de suas atividades no meio revolucionário da cidade. Tentaram prendê-lo em março de 1901, mas ele escapou e se escondeu, vivendo das doações de amigos e simpatizantes. Permanecendo oculto, ajudou a planejar uma manifestação para o primeiro de maio de 1901, na qual 3 mil manifestantes entraram em confronto com as autoridades. Continuou evitando a prisão usando pseudônimos e dormindo em diferentes apartamentos. Em novembro daquele ano, foi eleito para o Comitê de Tíflis do Partido Operário Social-Democrata Russo (POSDR), um partido marxista fundado em 1898.
Naquele mês viajou para a cidade portuária de Batumi. Sua retórica militante provou ser divisora entre os marxistas da cidade, alguns dos quais suspeitavam que ele poderia ser um "agente provocador" trabalhando para o governo. Encontrou emprego no armazém da refinaria Rothschild, onde coorganizou duas greves de trabalhadores. Depois que vários líderes de greve serem presos, ajudou a organizar uma manifestação pública em massa que levou à tomada da prisão; tropas atiraram contra os manifestantes, 13 dos quais foram mortos. Organizou uma segunda manifestação em massa no dia do funeral, antes de ser preso em abril de 1902. Foi Inicialmente detido na prisão de Batumi, e mais tarde foi transferido para a de Kutaisi, mais segura. Em meados de 1903 foi condenado a três anos de exílio no leste da Sibéria.
Stalin deixou Batumi em outubro, chegando à pequena cidade siberiana de Novaya Uda no final de novembro. Lá, ele viveu em uma casa de camponês de dois quartos, dormindo na despensa do prédio. Stalin fez duas tentativas de fuga; no primeiro chegou a Balagansk antes de retornar devido à úlcera de frio. Sua segunda tentativa foi bem sucedida e ele chegou a Tíflis em janeiro de 1904. Lá, coeditou um jornal marxista local, o Proletariatis Brdzola ('Luta Proletária'), com Filipp Makharadze. Ele pediu que o movimento marxista georgiano se separasse de seu homólogo russo, resultando em vários membros do POSDR acusando-o de manter opiniões contrárias ao etos do internacionalismo marxista e pedindo sua expulsão do partido; logo ele retratou suas opiniões. Durante seu exílio, o POSDR foi dividido entre os bolcheviques de Vladimir Lenin e os mencheviques de Julius Martov. Stalin detestou muitos dos mencheviques da Geórgia e alinhou-se aos bolcheviques. Embora tenha estabelecido uma fortaleza bolchevique na cidade mineira de Chiatura, o movimento continuou a ser uma força minoritária na cena revolucionária georgiana dominada pelos mencheviques.

### Revolução de 1905 e suas consequências: 1905–1912
Em janeiro de 1905, tropas do governo massacraram manifestantes em São Petersburgo. A agitação logo se espalhou pelo Império Russo no que veio a ser conhecido como a Revolução de 1905. A Geórgia foi uma das regiões particularmente afetadas. Stalin estava em Baku em fevereiro, quando eclodiu a violência étnica entre armênios e azeris; pelo menos 2 mil foram mortos. Criticou publicamente os "pogroms contra judeus e armênios" como parte das tentativas do czar Nicolau II de "fortalecer seu desprezível trono". Formou um pelotão de batalha bolchevique que usou para tentar manter separadas as facções étnicas de Baku em guerra; também usou o desassossego como um disfarce para roubar equipamentos de impressão. Em meio à crescente violência em toda a Geórgia, formou outros Esquadrões de Batalha, com os mencheviques fazendo o mesmo. Os Esquadrões de Stalin desarmaram a polícia e as tropas locais, invadiram arsenais do governo e captaram recursos por meio de esquemas de proteção em grandes empresas e minas locais. Eles lançaram ataques contra as tropas cossacas do governo e os czaristas Centenas Negras, coordenando algumas operações com a milícia menchevique.

Stalin conheceu Vladimir Lenin (foto) numa conferência em Tampere, 1905. Lenin tornou-se o "mentor indispensável de Stalin"

Em novembro, os bolcheviques georgianos elegeram Stalin como um de seus delegados em uma conferência do grupo em São Petersburgo. Na chegada conheceu a esposa de Lenin, Nadejda Krupskaia, que o informou que o local havia sido transferido para Tampere, no Grão-Ducado da Finlândia. Na conferência, Stalin conheceu Vladimir Lenin. Embora considerasse este com profundo respeito, Stalin manifestou seu desacordo com a visão de que os bolcheviques deveriam apresentar candidatos para a próxima eleição à Duma de Estado; ele via o processo parlamentar como uma perda de tempo. Em abril de 1906, participou do IV Congresso do POSDR em Estocolmo; esta foi sua primeira viagem fora do Império Russo. Na conferência, o POSDR — então liderado por sua maioria menchevique — concordou que não levantaria fundos usando assaltos à mão armada. Lenin e Stalin discordaram dessa decisão e depois discutiram em particular como poderiam continuar os roubos à causa bolchevique.
Stalin casou-se com Ekaterina Svanidze em uma cerimônia na igreja em Senaki em julho de 1906. Em março de 1907 ela deu à luz um filho, Yakov. Naquele ano — segundo o historiador Robert Service — o revolucionário se estabeleceu como "o principal bolchevique da Geórgia". Participou do V Congresso do POSDR, realizado em Londres entre maio e junho de 1907. Após voltar a Tíflis, organizou em junho o roubo de uma grande quantidade em dinheiro do Banco Imperial. Sua gangue emboscou o comboio armado na Praça de Erevan com armas de fogo e bombas caseiras. Cerca de 40 pessoas foram mortas, mas toda a sua gangue escapou viva. Após o assalto, estabeleceu-se em Baku com sua esposa e filho. Lá, mencheviques o confrontaram sobre o roubo e votaram em expulsá-lo do partido, mas ele não tomou conhecimento deles.
Em Baku garantiu a dominação bolchevique da filial local do POSDR, e editou dois jornais do partido, o Bakinsky Proletary e o Gudok ("Apito"). Em agosto de 1907 participou do VII Congresso da Segunda Internacional — uma organização socialista internacional — em Stuttgart, na Alemanha. Em novembro sua esposa morreu de tifo e ele deixou seu filho com a família em Tíflis. Na capital, ele havia reagrupado sua gangue, o Enxoval, que continuava a atacar os Centenas Negras e aumentava as finanças, executando esquemas de proteção, falsificando moeda e realizando roubos. Eles também sequestraram filhos de várias figuras ricas para extrair dinheiro do resgate. No início de 1908, viajou para a cidade suíça de Genebra para se reunir com Lenin e o proeminente marxista russo Gueorgui Plekhanov, embora este o exasperasse.
Em março de 1908 foi detido e internado na prisão de Bailov. Lá, ele liderou os bolcheviques presos, organizou grupos de discussão e ordenou o assassinato de informantes suspeitos. Foi condenado a dois anos de exílio na aldeia de Solvychegodsk, Oblast de Vologda, chegando lá em fevereiro do ano seguinte. Em junho, ele escapou da aldeia e chegou a Kotlas disfarçado de mulher; de lá foi para São Petersburgo. Em março de 1910, ele foi preso novamente e enviado de volta a Solvychegodsk. Lá ele teve casos com pelo menos duas mulheres; uma proprietária, Maria Kuzakova, mais tarde deu à luz seu segundo filho, Konstantin. Em junho de 1911, Stalin recebeu permissão para se mudar para Vologda, onde permaneceu por dois meses, tendo um relacionamento com Pelageya Onufrieva. Fugiu para São Petersburgo, onde foi preso em setembro de 1911 e condenado a mais três anos de exílio em Vologda.

### No Comitê Central e na redação doPravda: 1912–1917

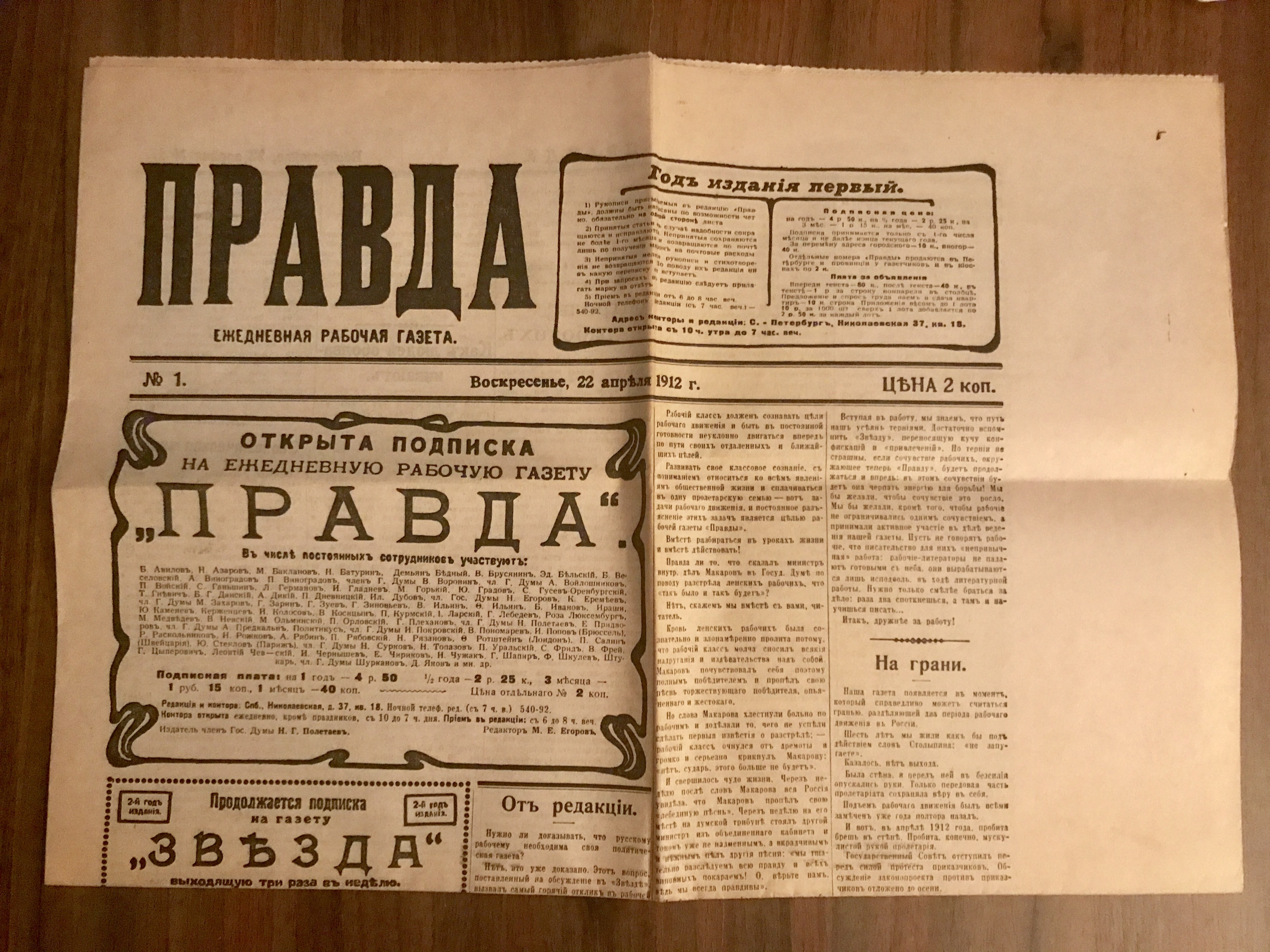
Primeira edição do Pravda, o jornal bolchevique do qual Stalin era editor

Enquanto Stalin estava no exílio, o primeiro Comitê Central Bolchevique foi eleito na Conferência de Praga. Logo após, Lenin e Grigori Zinoviev decidiram cooptá-lo para o grupo. Ainda em Vologda, ele concordou, permanecendo membro do Comitê Central pelo resto de sua vida. Lenin acreditava que Stalin, como georgiano, ajudaria a garantir apoio aos bolcheviques das minorias étnicas do Império. Em fevereiro de 1912, voltou a fugir para São Petersburgo, encarregado de converter o semanário bolchevique Zvezda ("Estrela") em um diário, o Pravda ("A Verdade"). O novo jornal foi lançado em abril de 1912, embora o papel de Stalin como editor fosse mantido em segredo.
Em maio de 1912, ele foi preso novamente e encarcerado na Prisão Shpalerhy, antes de ser sentenciado a três anos de exílio na Sibéria. Em julho chegou à aldeia siberiana de Narym, onde dividiu um quarto com o bolchevique Iákov Sverdlov. Depois de dois meses, ambos escaparam de volta para São Petersburgo. Durante um breve período em Tiflis, Stalin e o Enxoval planejaram a emboscada de um carteiro, durante a qual a maioria do grupo — embora não o próprio — foi detida pelas autoridades. Stalin retornou a São Petersburgo, onde continuou editando e escrevendo artigos para o Pravda.

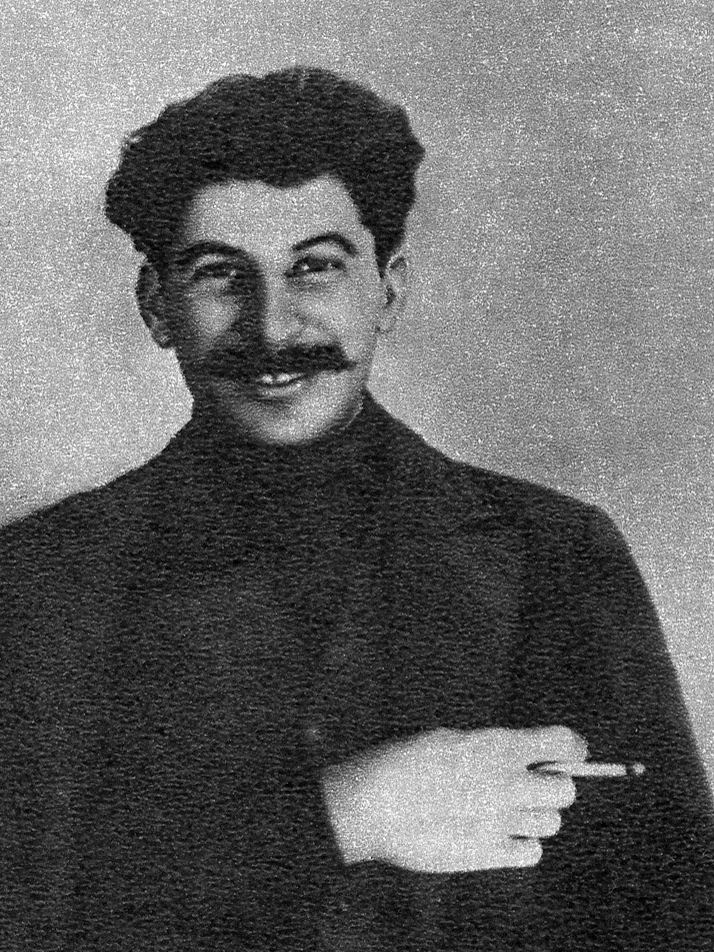
Stalin em 1915

Depois das eleições da Duma em outubro de 1912, seis bolcheviques e seis mencheviques foram eleitos, Stalin escreveu artigos pedindo a reconciliação entre as duas facções marxistas, pelas quais ele foi criticado por Lenin. No final do ano, ele cruzou duas vezes o Império Austro-Húngaro para visitar Lenin em Cracóvia, eventualmente cedendo à oposição do líder bolchevique à reunificação com os mencheviques. Em janeiro de 1913 viajou para Viena, concentrando-se na "questão nacional" de como os bolcheviques deveriam lidar com as minorias nacionais e étnicas do Império Russo. Lenin, que incentivou Stalin a escrever um artigo sobre o assunto, queria atrair esses grupos para a causa bolchevique, oferecendo-lhes o direito de secessão do Estado russo, mas, ao mesmo tempo, esperava que continuassem a fazer parte de uma futura Rússia governada por bolcheviques. Seu artigo final foi intitulado O Marxismo e Problema Nacional e Colonial, publicado pela primeira vez nas edições de março, abril e maio de 1913 da revista bolchevique Prosveshcheniye; Lenin ficou muito satisfeito com a obra. De acordo com Montefiore, esse foi o "trabalho mais famoso de Stalin". O artigo foi publicado sob o pseudônimo de "K. Stalin", um nome que ele vinha usando desde 1912. Derivado da palavra russa para aço (stal), isso foi traduzido como "Homem de Aço"; Stalin pode ter pretendido imitar o pseudônimo de Lenin. Stalin reteve esse nome pelo resto de sua vida, possivelmente porque foi usado no artigo que estabeleceu sua reputação entre os bolcheviques.
Em fevereiro de 1913 foi preso em São Petersburgo. Foi condenado a quatro anos de exílio em Turukhansk, uma parte remota da Sibéria da qual a fuga era particularmente difícil. Em agosto chegou à aldeia de Monastyrskoe, embora depois de quatro semanas tenha sido transferido para a aldeia de Kostino. Em março de 1914, preocupados com uma possível tentativa de fuga, as autoridades o transferiram para o povoado de Kureika, na periferia do Círculo Polar Ártico. Na aldeia, Stalin teve um relacionamento com Lidia Pereprygia, que tinha treze anos na época e, portanto, um ano a menos que a idade legal de consentimento na Rússia czarista. Por volta de dezembro de 1914, Pereprygia deu à luz o filho de Stálin, embora a criança tenha morrido em breve. Ela deu à luz a outro de seus filhos, Alexander, por volta de abril de 1917. Em Kureika, viveu em estreita colaboração com os indígenas evenques e ostíacos e passou a maioria do tempo pescando.

### Revolução Russa: 1917
Enquanto estava no exílio, a Rússia entrou na Primeira Guerra Mundial e, em outubro de 1916, Stalin e outros bolcheviques exilados foram recrutados para o exército russo, partindo para Monastyrskoe. Chegaram a Krasnoiarsk em fevereiro de 1917, onde um legista o julgou inadequado para o serviço militar devido a seu braço aleijado. Foi obrigado a servir mais quatro meses em seu exílio, e solicitou com sucesso que servisse na cidade vizinha de Achinsk. Estava na cidade quando a Revolução de Fevereiro aconteceu; revoltas eclodiram em Petrogrado — já que São Petersburgo tinha sido renomeada — e o czar Nicolau II abdicou para escapar de ser violentamente derrubado. O Império Russo tornou-se uma república de facto, liderada por um Governo Provisório dominado por liberais. Em clima de comemoração, viajou de trem para Petrogrado em março. Lá, ele e o bolchevique Lev Kamenev assumiram o controle do Pravda, e Stalin foi nomeado representante bolchevique no Comitê Executivo do Soviete de Petrogrado, um influente conselho dos trabalhadores da cidade. Em abril, Stalin ficou em terceiro lugar nas eleições bolcheviques para o Comitê Central do partido; Lenin ficou em primeiro e Zinoviev em segundo. Isso refletia sua elevada posição dentro do partido na época.

O governo existente de latifundiários e capitalistas deve ser substituído por um novo governo, um de trabalhadores e camponeses. O pseudo-governo existente que não foi eleito pelo povo e que não é responsável perante o povo deve ser substituído por um governo reconhecido pelo povo, eleito pelos representantes dos trabalhadores, soldados e camponeses e responsabilizado perante os seus representantes.

—Editorial de Stalin no Pravda, outubro de 1917
Stalin ajudou a organizar a insurreição das Jornadas de Julho, uma demonstração armada de força pelos partidários bolcheviques. Depois que a manifestação foi suprimida, o Governo Provisório iniciou uma repressão aos membros do partido, atacando o Pravda. Durante esse ataque, Stalin tirou Lenin do escritório do jornal e assumiu a segurança do líder bolchevique, movendo-o entre as casas seguras de Petrogrado antes de contrabandeá-lo para Razliv. Na ausência de Lenin, Stalin continuou editando o Pravda e serviu como líder interino dos bolcheviques, supervisionando o VI Congresso do partido, que era secretamente realizado. Lenin começou a pedir aos bolcheviques que tomassem o poder derrubando o governo provisório num golpe de Estado. Stalin e seu colega bolchevique Leon Trótski endossaram o plano de ação de Lenin, mas foi inicialmente contestado por Kamenev e outros membros do partido. Lenin retornou a Petrogrado e obteve maioria em favor de um golpe numa reunião do Comitê Central em 10 de outubro.
Em 24 de outubro, a polícia invadiu os escritórios do jornal bolchevique, destruindo máquinas e prensas; Stalin recuperou parte desse equipamento para continuar suas atividades. Na madrugada de 25 de outubro, juntou-se a Lenin em uma reunião do Comitê Central no Instituto Smolny, de onde foi dirigido o golpe bolchevique — a Revolução de Outubro. A milícia bolchevique apoderou-se da central elétrica de Petrogrado, dos principais correios, do banco estatal, da central telefônica e de várias pontes. Um navio controlado pelos bolcheviques, o Aurora, abriu fogo ao Palácio de Inverno; os delegados reunidos do Governo Provisório renderam-se e foram presos pelos bolcheviques. Embora tivesse sido encarregado de informar os delegados bolcheviques do II Congresso dos Sovietes sobre a situação em desenvolvimento, o papel de Stalin no golpe não foi publicamente visível. Trótski e outros bolcheviques opositores de Stalin usaram isso como evidência de que seu papel no golpe fora insignificante, embora mais tarde os historiadores rejeitassem isso. Segundo o historiador Oleg Khlevniuk, Stalin "desempenhou um papel importante [na Revolução de Outubro]… como um importante bolchevique, membro do Comitê Central do partido e editor de seu principal jornal"; o historiador Stephen Kotkin notou, de maneira semelhante, que ele estivera "no meio dos acontecimentos" na construção do golpe.

## Governo de Lenin

### Consolidação do poder: 1917–1918
Em 26 de outubro, Lenin declarou-se presidente de um novo governo, o Conselho do Comissariado do Povo ("Sovnarkom"). Stalin apoiou a decisão do presidente de não formar uma coalizão com os mencheviques e o Partido Socialista Revolucionário, apesar de formarem um governo de coalizão com os Socialistas Revolucionários de Esquerda. Stalin tornou-se parte de um quarteto informal que liderava o governo, ao lado de Lenin, Trótski e Sverdlov; destes, Sverdlov esteve regularmente ausente e morreu em março de 1919. O escritório de Stalin ficava próximo ao de Lenin, no Instituto Smolny, e ele e Trótski eram os únicos indivíduos autorizados a acessar o escritório do presidente sem autorização. Embora não tão bem conhecido como Lenin ou Trótski, a importância de Stalin entre os bolcheviques cresceu. Coassinou os decretos do líder soviético encerrando jornais hostis e, com Sverdlov, presidiu as sessões do comitê que redigia uma constituição para a nova República Socialista Federativa Soviética da Rússia. Apoiou fortemente a formação do serviço de segurança da Cheka e o subsequente Terror Vermelho que iniciou-se; notando que a violência estatal havia se mostrado uma ferramenta eficaz para as potências capitalistas, acreditava que isso seria o mesmo para o governo soviético. Ao contrário dos bolcheviques mais antigos como Kamenev e Nikolai Bukharin, Stalin nunca expressou preocupação com o rápido crescimento e expansão da Cheka e do Terror.
Tendo abandonado o cargo de editor do Pravda, foi nomeado Comissário do Povo para as Nacionalidades. Escolheu Nadejda Alliluyeva como sua secretária, e em algum momento se casou com ela, embora a data seja desconhecida. Em novembro de 1917, assinou o Decreto sobre Nacionalidade, que proclamou o direito de secessão e autodeterminação às minorias étnicas e nacionais que viviam na Rússia. O propósito do decreto era principalmente estratégico; os bolcheviques queriam ganhar o favor entre as minorias étnicas, mas não esperavam que elas desejassem realmente a independência. Naquele mês, ele viajou para Helsinque para conversar com os social-democratas finlandeses, concedendo o pedido de independência da Finlândia em dezembro. Seu departamento alocou fundos para estabelecer prensas e escolas nas línguas de várias minorias étnicas. Os revolucionários socialistas acusaram o discurso de Stalin de federalismo e autodeterminação nacional como uma fachada para as políticas centralizadoras e imperialistas do Sovnarkom.
Devido à contínua Primeira Guerra Mundial, na qual a Rússia estava lutando contra as Potências Centrais da Alemanha e da Áustria-Hungria, o governo de Lenin mudou-se de Petrogrado para Moscou em março de 1918. Lá, eles se basearam no Kremlin; foi aqui que Stalin, Trótski, Sverdlov e Lenin viveram. Apoiou o desejo de Lenin de assinar um armistício com os Poderes Centrais, independentemente do custo em território. Stalin julgou necessário porque — ao contrário do presidente — não estava convencido de que a Europa estivesse à beira da revolução proletária. Lenin acabou convencendo os outros alto-bolcheviques de seu ponto de vista, resultando na assinatura do Tratado de Brest-Litovski em março de 1918. O tratado deu vastas áreas de terra e recursos para as Potências Centrais e enfureceu muitos na Rússia; os revolucionários socialistas de esquerda se retiraram do governo de coalizão sobre o assunto. O partido governante da Rússia Soviética logo foi renomeado, tornando-se o Partido Comunista Russo.

### Comando militar: 1918–1921
Depois que os bolcheviques tomaram o poder, exércitos da direita e da esquerda política se uniram contra eles, gerando a Guerra Civil Russa. Para garantir o acesso ao suprimento cada vez menor de alimentos, em maio de 1918, o Sovnarkom enviou Stalin a Tsarítsin para se encarregar da aquisição de alimentos no sul da Rússia. Ansioso para se mostrar como comandante, uma vez lá assumiu o controle das operações militares regionais. Fez amizade com duas figuras militares, Kliment Vorochilov e Semion Budionny, que formariam o núcleo de sua base de apoio militar e político. Acreditando que a vitória era assegurada pela superioridade numérica, enviou inúmeras tropas do Exército Vermelho para a batalha contra os exércitos Brancos antibolcheviques na região, resultando em grandes perdas; Lenin estava preocupado com essa tática cara. Em Tsarítsin, comandou a filial local da Cheka para executar supostos contrarrevolucionários, às vezes sem julgamento, e — em contravenção às ordens do governo — expurgou agências militares e de coleta de alimentos de especialistas de classe média, alguns dos quais também executou. Seu uso da violência e do terror de Estado foi em maior escala do que a maioria dos líderes bolcheviques aprovou; por exemplo, ordenou que várias aldeias fossem incendiadas para garantir o cumprimento de seu programa de aquisição de alimentos.

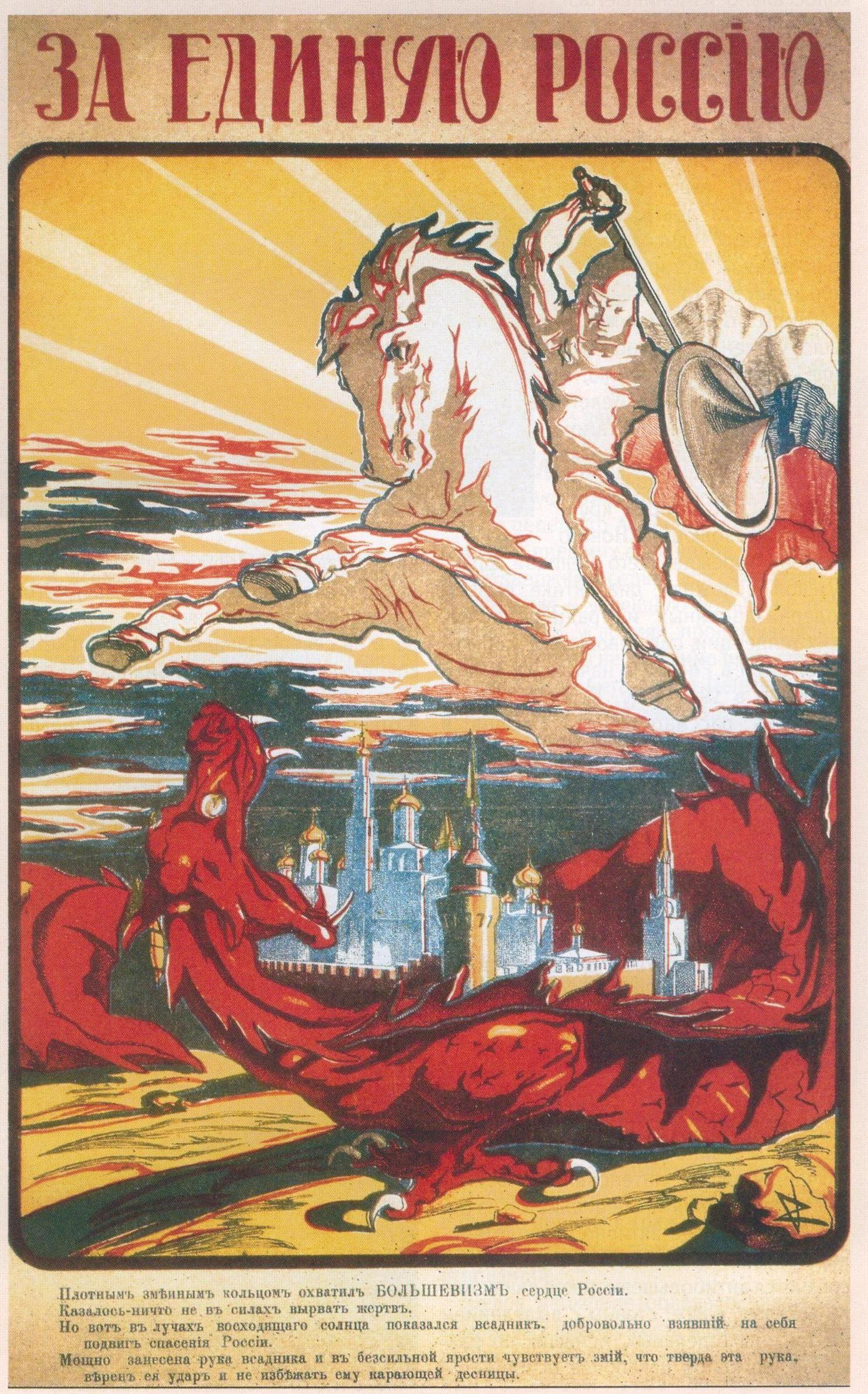
"Por uma Rússia unida" (1919). Cartaz propagandista dos Exércitos Brancos representando os bolcheviques como um dragão vermelho e a Causa Branca como um cavaleiro cruzado

Em dezembro de 1918, Stalin foi enviado a Perm para liderar uma investigação sobre como as forças brancas de Aleksandr Kolchak haviam conseguido dizimar as tropas vermelhas que ali se encontravam. Retornou a Moscou entre janeiro e março de 1919, antes de ser designado para a Frente Ocidental em Petrogrado. Quando o Terceiro Regimento Vermelho desertou, ele ordenou a execução pública dos que foram capturados. Em setembro foi devolvido à Frente Sul. Durante a guerra, provou seu valor para o Comitê Central, demonstrando decisão, determinação e disposição para assumir responsabilidades em situações de conflito. Ao mesmo tempo, desconsiderou ordens e repetidamente ameaçou renunciar quando afrontado. Em novembro de 1919, o governo concedeu-lhe a Ordem do Estandarte Vermelho por seu serviço de guerra.
Os bolcheviques venceram a guerra civil no final de 1919. O Sovnarkom voltou sua atenção para a disseminação da revolução proletária no exterior, para esse fim formando a Internacional Comunista em março de 1919; Stalin assistiu à sua cerimônia inaugural. Embora não compartilhasse da crença de Lenin de que o proletariado europeu estava à beira da revolução, reconheceu que, enquanto permanecesse sozinha, a Rússia Soviética continuaria vulnerável. Em dezembro de 1918, redigiu decretos que reconheciam as repúblicas soviéticas de governo marxista na Estônia, Lituânia e Letônia; durante a guerra civil, esses governos marxistas foram derrubados e os países bálticos tornaram-se totalmente independentes da Rússia, um ato que Stalin considerou ilegítimo. Em fevereiro de 1920, foi nomeado chefe da Inspetoria dos Operários e Camponeses; nesse mesmo mês, ele também foi transferido para a Frente Caucasiana.
Após os confrontos anteriores entre as tropas polonesas e russas, a Guerra Polonesa-Soviética eclodiu no início de 1920, com os poloneses invadindo a Ucrânia e tomando Kiev. Stalin foi transferido para a Ucrânia, na Frente Sudoeste. O Exército Vermelho forçou as tropas polonesas de volta ao seu país. Lenin acreditava que o proletariado polonês se levantaria para apoiar os russos contra o governo local de Józef Piłsudski. Stalin havia advertido contra isso; ele acreditava que o nacionalismo levaria as classes trabalhadoras polonesas a apoiar o esforço de guerra de seu governo. Também acreditava que o Exército Vermelho estava mal preparado para conduzir uma guerra ofensiva e que isso daria aos Exércitos Brancos uma chance de ressurgir na Crimeia, reacendendo potencialmente a guerra civil. Stalin perdeu o argumento, depois do qual aceitou a decisão de Lenin e a apoiou. Ao longo da Frente Sudoeste, tornou-se determinado a conquistar Lwów; ao concentrar-se nesse objetivo, desobedeceu às ordens de transferir suas tropas para ajudar as forças de Mikhail Tukhachevsky. Em agosto, os poloneses repeliram o avanço russo e Stalin retornou a Moscou. Um tratado de paz polonês-soviético foi assinado; ele viu isso como um fracasso pelo qual culpou Trótski. Trótski, por sua vez, acusou Stalin de "erros estratégicos" ao lidar com a guerra na Nona Conferência Bolchevique. Stalin sentiu-se ressentido e subestimado; em setembro exigiu a demissão dos militares, o que foi concedido.

### Últimos anos de Lenin: 1921–1923

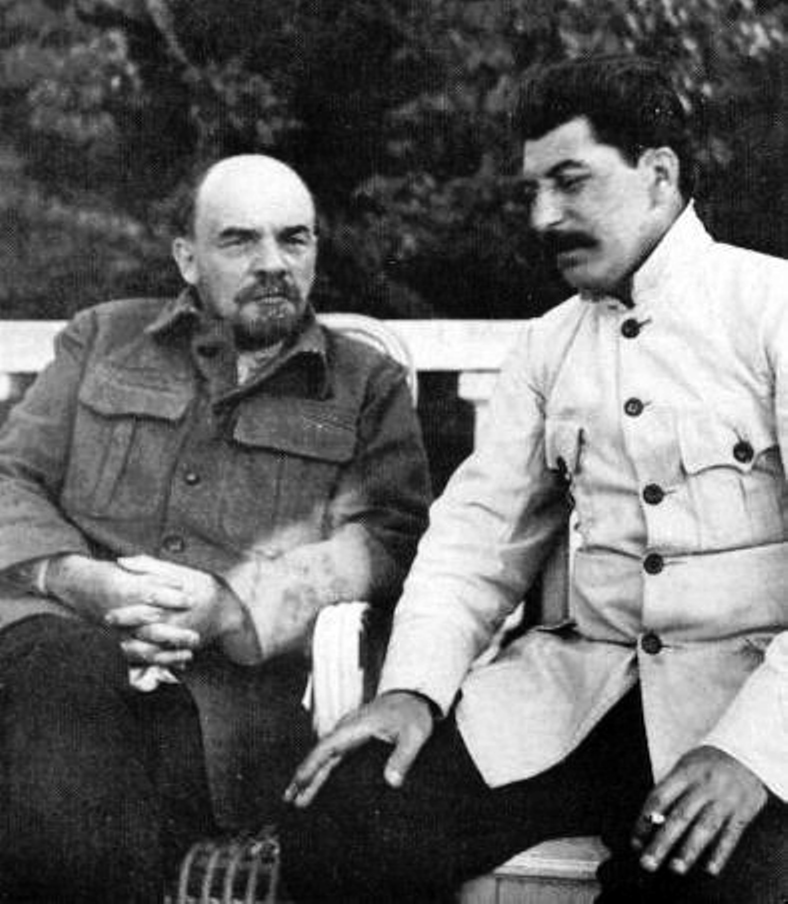
Stalin (à direita) conversa com um Lenin doente em Gorky, setembro 1922

O governo soviético procurou trazer os estados vizinhos para seu domínio; em fevereiro de 1921, invadiram a Geórgia governada por mencheviques, enquanto em abril, Stalin ordenou que o Exército Vermelho no Turquestão reafirmasse o controle estatal russo. Como Comissário do Povo para as Nacionalidades, acreditava que cada grupo nacional e étnico deveria ter o direito de se expressar, facilitado por meio de "repúblicas autônomas" dentro do Estado russo, nas quais poderiam supervisionar vários assuntos regionais. Ao adotar essa visão, alguns marxistas o acusaram de se dobrar demais ao nacionalismo burguês, enquanto outros o acusavam de permanecer muito russocêntrico ao tentar manter essas nações dentro do Estado russo.
O Cáucaso nativo de Stalin representava um problema particular devido à sua mistura altamente multiétnica. Opôs-se à ideia de repúblicas autônomas georgianas, armênias e azerbaijanis separadas, argumentando que estas provavelmente oprimiriam as minorias étnicas dentro de seus respectivos territórios; em vez disso, convocou uma República Socialista Federativa Transcaucasiana. O Partido Comunista da Geórgia opôs-se à ideia, resultando no caso georgiano. Em meados de 1921, Stalin retornou ao sul do Cáucaso, pedindo aos comunistas georgianos que evitassem o nacionalismo georgiano chauvinista que marginalizava as minorias da Abecásia, Ossétia e Adjara na Geórgia. Nessa viagem, encontrou-se com seu filho Yakov e o levou de volta a Moscou; Nadya dera à luz outro dos filhos de Stalin, Vasily, em março daquele ano.
Após a guerra civil, as greves de trabalhadores e revoltas camponesas irromperam em toda a Rússia, na maioria em oposição ao projeto de requisição de alimentos do Sovnarkom; como antídoto, Lenin introduziu reformas orientadas para o mercado: a Nova Política Econômica (NEP). Também houve turbulência interna no Partido Comunista, quando Trótski liderou uma facção pedindo a abolição dos sindicatos; Lenin se opunha a isso e Stalin ajudou a unir a oposição à ação de Trótski. Também concordou em supervisionar o Departamento de Agitação e Propaganda na Secretaria do Comitê Central. No XI Congresso do Partido em 1922, Lenin o nomeou como novo Secretário Geral do Partido Comunista. Embora tenham sido expressas preocupações de que a adoção desse novo posto além dos demais sobrecarregasse sua carga de trabalho e lhe desse muito poder, Stalin foi indicado. Para Lenin, era vantajoso ter um aliado-chave nesse posto crucial.

Stalin é brusco demais, e este defeito, plenamente tolerável em nosso meio e entre nós, os comunistas, se coloca intolerável no cargo de Secretário Geral. Por isso proponho aos camaradas que pensem a forma de passar Stalin a outro posto e nomear a este cargo outro homem que se diferencie do camarada Stalin em todos os demais aspectos apenas por uma vantagem a saber: que seja mais tolerante, mais leal, mais correto e mais atento com os camaradas, menos caprichoso etc.

—Testamento de Lenin, 4 de janeiro de 1923; foi possivelmente escrito por Krupskaya em vez do próprio
Em maio de 1922, um derrame deixou Lenin parcialmente paralisado. Residindo em sua dacha de Gorki, sua principal conexão com o Sovnarkom foi por meio de Stalin, que era um visitante regular. Lenin pediu duas vezes para obter veneno, para que pudesse cometer suicídio, mas Stalin nunca o entregou. Apesar dessa camaradagem, o líder dos bolcheviques não gostava do que chamava de astúcia "asiática" do georgiano e disse a sua irmã Maria que ele "não era inteligente". Ambos discutiram sobre a questão do comércio exterior; Lenin acreditava que o Estado soviético deveria ter o monopólio do comércio exterior, mas Stalin apoiou a opinião de Grigori Sokolnikov de que fazer isso era impraticável nesse estágio. Outro desentendimento veio sobre o caso georgiano, com o líder dos bolcheviques apoiando o desejo do Comitê Central da Geórgia de uma República Soviética da Geórgia sobre a ideia do Secretário Geral de uma República Transcaucasiana.
Também discordaram sobre a natureza do estado soviético. Lenin pediu que o país fosse renomeado para "União das Repúblicas Soviéticas da Europa e da Ásia", refletindo seu desejo de expansão nos dois continentes. Stalin acreditava que isso encorajaria o sentimento de independência entre os não russos, em vez de argumentar que as minorias étnicas estariam contentes como repúblicas autônomas dentro da República Socialista Federativa Soviética da Rússia. Lenin acusou Stalin de "Grande Chauvinismo Russo"; Stalin o acusou de "liberalismo nacional". Um compromisso foi alcançado, em que o país seria renomeado a "União das Repúblicas Socialistas Soviéticas" (URSS). A formação da URSS foi ratificada em dezembro de 1922; embora oficialmente um sistema federal, todas as decisões importantes foram tomadas pelo Politburo governante do Partido Comunista da União Soviética em Moscou.
Suas diferenças também se tornaram pessoais; Lenin ficou particularmente irritado quando Stalin foi rude com sua esposa Krupskaya durante uma conversa telefônica. Nos últimos anos de sua vida, Krupskaya forneceu às figuras do governo o Testamento de Lenin, uma série de notas cada vez mais depreciativas sobre Stalin. Estas criticaram suas maneiras rudes e o poder excessivo, sugerindo que deveria ser removido da posição de Secretário Geral. Alguns historiadores questionaram se Lenin os produziu, sugerindo que talvez tenham sido escritos por sua mulher, que tinha diferenças pessoais dele; Stalin, no entanto, nunca manifestou publicamente preocupações sobre sua autenticidade.

## Ascensão ao poder

### Sucedendo Lenin: 1924–1927

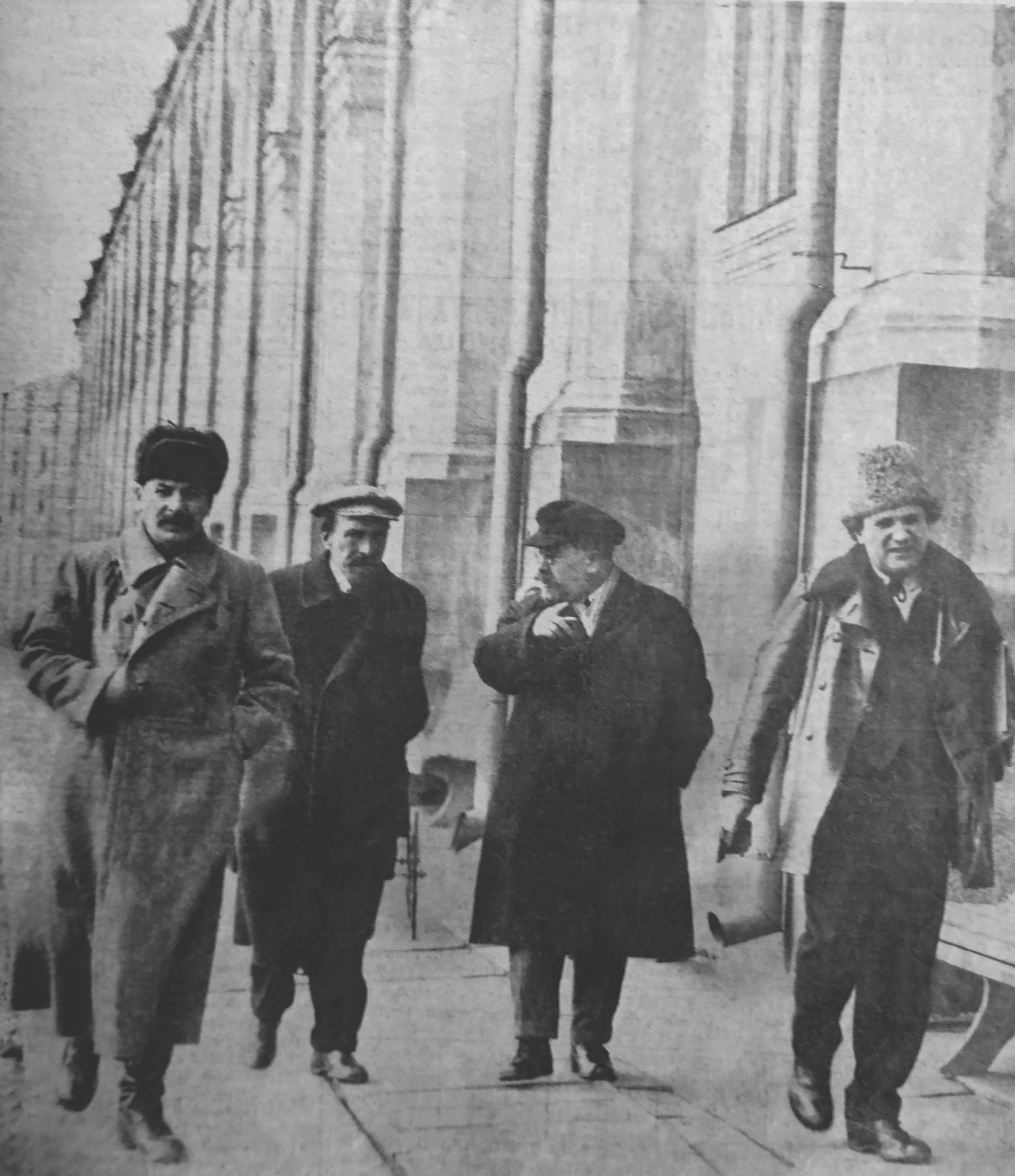
Da esquerda para a direita: Stalin, Aleksei Rykov, Lev Kamenev e Grigori Zinoviev em 1925

Lenin morreu em janeiro de 1924. Stalin assistiu ao funeral e foi um dos que carregaram o caixão; contra os desejos da viúva do falecido, o Politburo embalsamou seu cadáver e o colocou dentro de um mausoléu na Praça Vermelha de Moscou. Este foi incorporado a um crescente culto à personalidade dedicado ao líder soviético, com Petrogrado sendo renomeado "Leningrado" naquele ano. Para reforçar sua imagem como um devotado leninista, Stalin deu nove palestras na Universidade Sverdlov sobre os "Fundamentos do Leninismo", mais tarde publicado em forma de livro. No seguinte XIII Congresso Comunista da Rússia, o "Testamento de Lenin" foi lido por altos funcionários. Envergonhado por seu conteúdo, Stalin ofereceu sua renúncia ao cargo de secretário-geral; esse ato de humildade o salvou e ele foi mantido na posição.
Como secretário-geral, tivera a liberdade de marcar reuniões com sua própria equipe, implantando seus correligionários em todo o partido e na administração. Favorecendo os novos membros do Partido Comunista, muitos de origem trabalhadora e camponesa, aos "velhos bolcheviques" que tendiam a ter educação universitária, ele garantiu que teria partidários dispersos em todas as regiões do país. Tinha muito contato com os funcionários jovens do partido, e o desejo de promoção levou muitas figuras provinciais a procurar impressionar Stalin e ganhar seu favor. Também desenvolveu estreitas relações com o trio no coração da polícia secreta (primeiro a Cheka e depois a sua substituta, o Diretório Político Estatal): Félix Dzerjinsky, Guenrikh Yagoda e Viacheslav Menjinsky. Em sua vida privada, dividiu o tempo entre o apartamento do Kremlin e uma datcha em Zubalova; sua esposa deu à luz uma filha, Svetlana, em fevereiro de 1926.
Na esteira da morte de Lenin, vários protagonistas surgiram na luta para se tornar seu sucessor: ao lado de Stalin estavam Trótski, Zinoviev, Kamenev, Bukharin, Aleksei Rykov e Mikhail Tomsky. Stalin via Trótski — a quem ele desprezava pessoalmente — como o principal obstáculo ao seu domínio dentro do partido. Enquanto Lenin estava doente, ele forjou uma aliança com Kamenev e Zinoviev contra seu inimigo. Embora Zinoviev estivesse preocupado com a crescente autoridade de Stalin, uniu-se a ele no XIII Congresso como um contrapeso a Trótski, que agora liderava uma facção do partido conhecida como Oposição de Esquerda. Este grupo acreditava que a NEP concedesse demais ao capitalismo; Stalin foi chamado de "direitista" por seu apoio à política. Este construiu uma comitiva de seus partidários no Comitê Central, enquanto a Oposição de Esquerda foi gradualmente removida de suas posições de influência. Foi apoiado por Bukharin, que, como Stalin, acreditava que as propostas da Oposição de Esquerda iriam mergulhar a União Soviética na instabilidade.

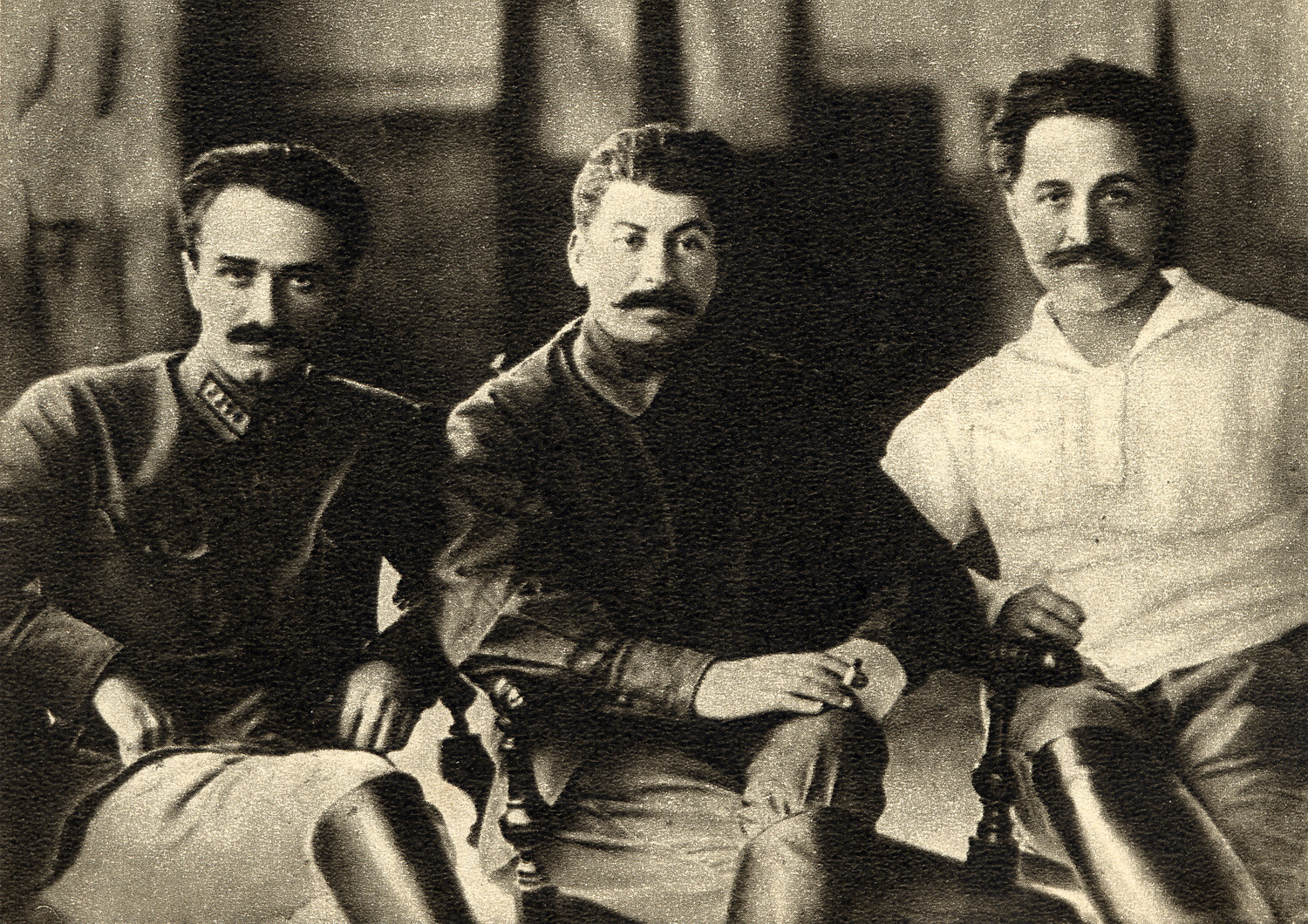
Stalin e seus associados Anastas Mikoyan e Sergo Ordjonikidze em Tíflis, 1925

No final de 1924 moveu-se contra Kamenev e Zinoviev, removendo seus partidários de posições-chave. No ano seguinte, Kamenev e Zinoviev entraram em oposição aberta a Stalin e Bukharin. Atacaram um ao outro no XIV Congresso do Partido, em que Stalin acusou ambos de reintroduzirem o facciosismo — e, portanto, a instabilidade — no partido. Em meados de 1926, Kamenev e Zinoviev juntaram-se aos partidários de Trótski para formar a Oposição Unificada contra o secretário-geral; em outubro, eles concordaram em interromper a atividade de facção sob ameaça de expulsão, e depois publicamente retrataram suas opiniões sob o comando de Stalin. Os argumentos faccionalistas continuaram, com Stalin ameaçando renunciar em outubro e depois em dezembro de 1926 e novamente em dezembro de 1927. Em outubro de 1927, Zinoviev e Trótski foram removidos do Comitê Central; este último foi exilado para o Cazaquistão e depois deportado do país em 1929. Alguns dos membros da Oposição Unificada que se arrependeram foram mais tarde reabilitados e devolvidos ao governo.
Stalin era agora o líder supremo do partido, embora não fosse o chefe de governo, tarefa que confiou ao seu principal aliado, Viatcheslav Molotov. Outros partidários importantes no Politburo eram Vorochilov, Lazar Kaganovitch e Sergo Ordjonikidze, com Stalin garantindo que seus aliados governassem as várias instituições do Estado. De acordo com Montefiore, neste momento "Stalin era o líder dos oligarcas, mas estava longe de ser um ditador". Sua crescente influência refletia-se na nomeação de vários locais em homenagem; em junho de 1924, a cidade mineradora ucraniana de Yuzovka tornou-se Stalino e, em abril de 1925, Tsarítsin foi renomeada para Stalingrado por ordem de Mikhail Kalinin e Avel Yenukidze.
Em 1926 publicou Sobre Questões do Leninismo. Aqui, ele introduziu o conceito de "Socialismo em um Único País", que apresentou como uma perspectiva leninista ortodoxa. Entrou em choque com as concepções bolcheviques estabelecidas de que o socialismo não poderia ser estabelecido num país, mas só poderia ser alcançado globalmente através do processo de revolução mundial. No ano seguinte houve algum argumento no partido sobre a política soviética em relação à China. Stalin pedira que o Partido Comunista do país, liderado por Mao Tsé-Tung, se aliasse aos nacionalistas do Kuomintang (KMT) de Chiang Kai-shek, considerando a aliança comunista-Kuomintang como o melhor baluarte contra o expansionismo imperial japonês. Em vez disso, o KMT reprimiu os comunistas e uma guerra civil eclodiu entre os dois lados.

### Desculaquização, coletivização e industrialização: 1927–1931

#### Política econômica
Estamos de 50 a 100 anos atrás dos países adiantados. Temos que cobrir essa lacuna em 10 anos. Ou fazemos isto ou seremos aniquilados. É isto o que nossas obrigações perante os trabalhadores e camponeses da URSS nos ditam.

— Stalin, fevereiro de 1931
A União Soviética ficou para trás do desenvolvimento industrial dos países ocidentais, e havia um déficit de grãos; 1927 produziu apenas 70% dos grãos produzidos no ano anterior. O governo temia o ataque do Japão, França, Reino Unido, Polônia e Romênia. Muitos comunistas, inclusive do Komsomol, OGPU e do Exército Vermelho, estavam ansiosos para se livrar da NEP e de sua abordagem orientada para o mercado; tinham preocupações sobre aqueles que lucravam com a política: camponeses ricos conhecidos como "cúlaques" e donos de pequenos negócios ou "NEPman". Neste ponto, Stalin voltou-se contra a NEP, colocando-o numa posição à "esquerda" até de Trótski ou Zinoviev.
No início de 1928 viajou para Novosibirsk, onde alegou que os cúlaques estavam acumulando grãos e ordenou que eles fossem presos e o produto confiscado, com Stalin trazendo consigo grande parte dos grãos da área para Moscou em fevereiro. Ao seu comando, os esquadrões de aquisição de grãos surgiram na Sibéria Ocidental e nos Urais, com a violência entre esses esquadrões e o campesinato. Anunciou que tanto os cúlaques quanto os "camponeses médios" deveriam ser coagidos a liberar sua colheita. Bukharin e vários outros membros do Comitê Central estavam furiosos por não terem sido consultados sobre essa medida, que consideraram imprudente. Em janeiro de 1930, o Politburo aprovou a liquidação da classe cúlaque; os acusados foram reunidos e exilados para outras partes do país ou para campos de concentração. Um grande número morreu durante a viagem. Em julho, mais de 320 mil famílias haviam sido afetadas pela política anticúlaque. Segundo o historiador Dmitri Volkogonov, a desculaquização foi "o primeiro terror em massa aplicado por Stalin em seu próprio país".

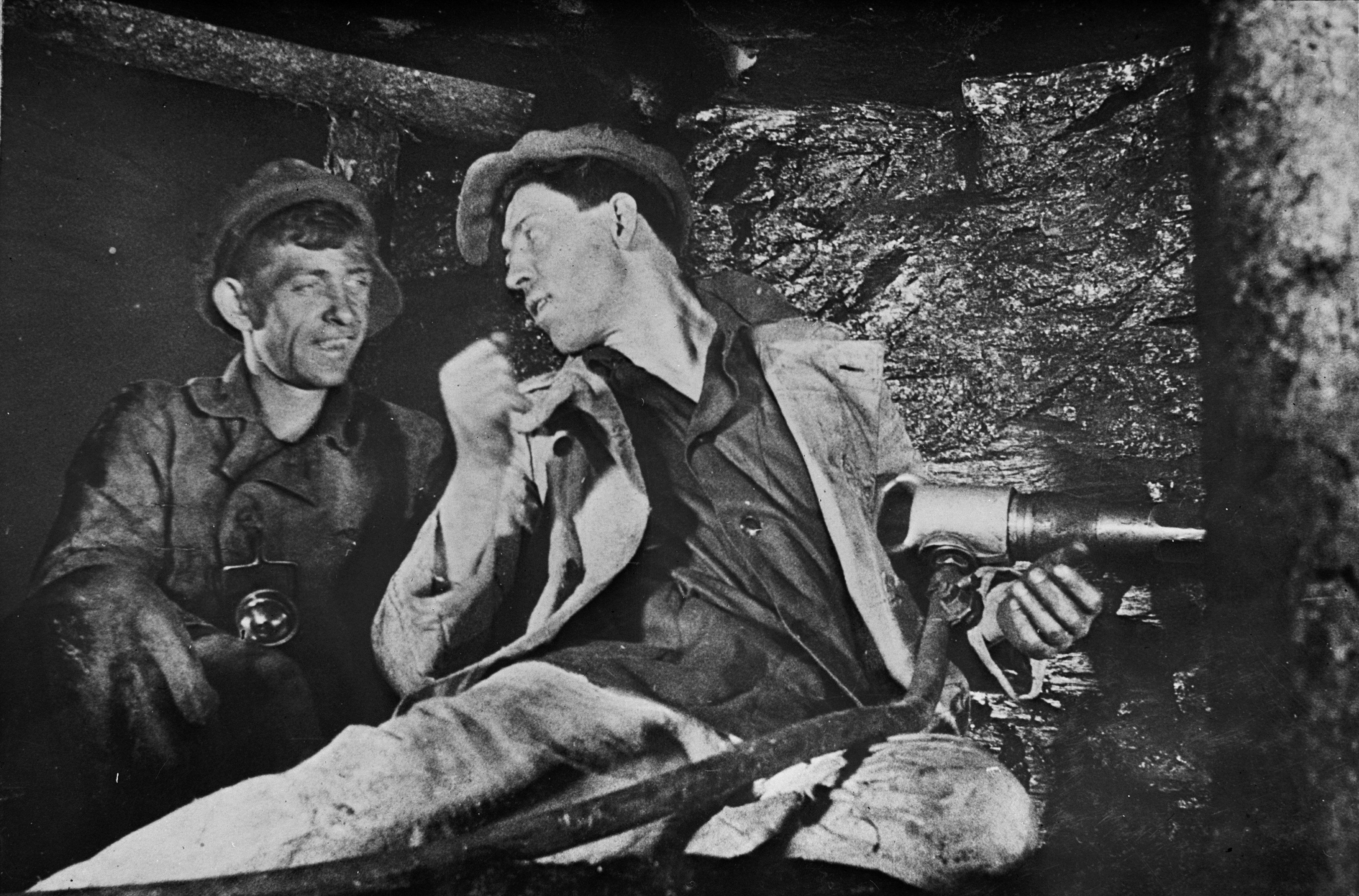
Aleksei Grigorievich Stakhanov com um colega mineiro; o governo de Stalin iniciou o movimento stakhanovista para incentivar o trabalho duro. Foi parcialmente responsável por um aumento substancial na produção durante a década de 1930

Em 1929, o Politburo anunciou a coletivização em massa da agricultura, estabelecendo as fazendas coletivas (kolkhoz) e as fazendas estatais (sovkhoz). Stalin impediu que os cúlaques se juntassem a esses coletivos. Embora oficialmente voluntários, muitos camponeses se juntaram aos coletivos com medo de enfrentarem o destino dos cúlaques; outros se juntaram em meio à intimidação e violência dos membros do partido. Em 1932, cerca de 62% das famílias envolvidas na agricultura faziam parte de coletivos e, em 1936, aumentaram para 90%. Muitos dos camponeses se ressentiam da perda de sua terra privada e a produtividade caía. A fome estourou em muitas áreas, com o Politburo ordenando frequentemente a distribuição de alimentos emergenciais para essas regiões.
Revoltas camponesas armadas contra a desculaquização e a coletivização irromperam na Ucrânia, no norte do Cáucaso, no sul da Rússia e na Ásia Central, alcançando seu ápice em março de 1930; elas foram suprimidas pelo Exército Vermelho. Stalin respondeu às insurreições com um artigo insistindo que a coletivização era voluntária e culpando qualquer violência e outros excessos às autoridades locais. Embora Stalin e Bukharin estivessem próximos há muitos anos, este expressou preocupação com tais políticas; ele as considerou como um retorno à antiga política de "comunismo de guerra" de Lenin e acreditava que isso falharia. Em meados de 1928, não conseguiu reunir apoio suficiente no partido para se opor às reformas. Em novembro do ano seguinte, Stalin o retirou do Politburo.
Oficialmente, a União Soviética havia substituído a "irracionalidade" e o "desperdício" de uma economia de mercado por uma economia planificada organizada em um quadro científico de longo prazo, preciso e científico; na realidade, a economia soviética baseava-se em mandamentos ad hoc emitidos pelo centro, muitas vezes para estabelecer metas de curto prazo. Em 1928, o primeiro plano quinquenal foi lançado, seu principal foco era o estímulo à indústria pesada; terminou um ano antes do previsto, em 1932. A URSS passou por uma enorme transformação econômica. Novas minas foram abertas, novas cidades como Magnitogorsk foram construídas e o trabalho no Canal Mar Branco–Báltico começou. Milhões de camponeses se mudaram para as cidades, embora a construção de casas urbanas não acompanhasse a demanda. Grandes dívidas foram acumuladas comprando máquinas estrangeiras.
Muitos dos principais projetos de construção, incluindo o Canal Mar Branco–Báltico e o Metrô de Moscou, foram construídos em grande parte por meio de trabalho forçado. Os últimos elementos de controle dos trabalhadores sobre a indústria foram removidos, com os gerentes de fábrica aumentando sua autoridade e recebendo privilégios e benefícios; Stalin defendeu a disparidade salarial apontando para o argumento de Marx de que isso era necessário durante os estágios inferiores do socialismo. Para promover a intensificação do trabalho, uma série de medalhas e prêmios, bem como o movimento stakhanovista foram introduzidos. Sua mensagem era de que o socialismo estava sendo estabelecido na URSS, enquanto o capitalismo estava desmoronando em meio ao crash de Wall Street. Seus discursos e artigos refletiam a visão utópica da União Soviética elevando-se a alturas inigualáveis do desenvolvimento humano, criando o "novo homem soviético".

#### Política cultural
Em 1928, Stalin declarou que a guerra de classes entre o proletariado e seus inimigos se intensificaria à medida que o socialismo se desenvolvesse. Ele alertou para o "perigo da direita", inclusive no próprio Partido Comunista. O primeiro grande julgamento de demonstração na URSS foi o Julgamento de Shakhty de 1928, no qual vários "especialistas industriais" de classe média foram condenados por sabotagem. De 1929 a 1930, mais ensaios foram realizados para intimidar a oposição: estes incluíram o Julgamento do Partido Industrial, o Julgamento Menchevique e o da Metropolitan-Vickers. Consciente de que a maioria étnica russa podia ter preocupações sobre ser governada por um georgiano, ele promoveu os russos étnicos em toda a hierarquia do Estado e tornou a língua russa obrigatória em todas as escolas e ofícios, embora para ser usado em conjunto com as línguas locais em áreas com maiorias não-russas. O sentimento nacionalista entre as minorias étnicas foi suprimido. Políticas sociais conservadoras foram promovidas para melhorar a disciplina social e impulsionar o crescimento populacional; isso incluiu um foco em unidades familiares fortes e maternidade, a recriminalização da homossexualidade, restrições impostas ao aborto e ao divórcio, e a abolição do departamento de mulheres, o Genotdel.

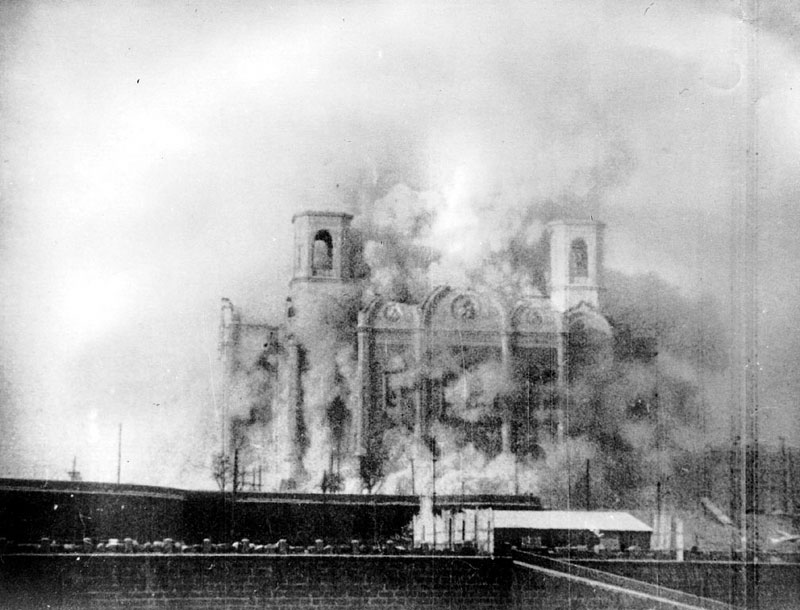
Fotografia tirada da demolição da Catedral de Cristo Salvador em Moscou em 1931, a fim de abrir caminho para o Palácio dos Sovietes

Desejava uma "revolução cultural", implicando tanto a criação de uma cultura para as "massas" quanto a disseminação mais ampla da cultura anterior da elite. Supervisionou a proliferação de escolas, jornais e bibliotecas, bem como o avanço da alfabetização e numeramento. O "realismo socialista" foi promovido através das artes, enquanto Stalin cortejou pessoalmente escritores proeminentes, como Máximo Gorki, Mikhail Sholokhov e Aleksej Nikolaevič Tolstoj. Também demonstrou patrocínio para cientistas cuja pesquisa se enquadrava em sua interpretação preconcebida do marxismo; ele, por exemplo, endossou a pesquisa do biólogo e agrônomo Trofim Lysenko apesar do fato de ter sido rejeitada pela maioria de seus pares científicos como pseudociência. A campanha antirreligiosa do governo foi intensificada, com o aumento do financiamento dado à Liga dos Ateus Militantes. O clero cristão, muçulmano e budista enfrentou perseguição. Muitos edifícios religiosos foram demolidos, mais notavelmente a Catedral de Cristo Salvador, em Moscou, destruída em 1931 para dar lugar ao (nunca completado) Palácio dos Sovietes. A religião manteve uma influência sobre grande parte da população; no censo de 1937, 57% dos entrevistados identificaram-se como religiosos.
Ao longo dos anos 1920 e além, Stalin atribuiu grande prioridade à política externa. Pessoalmente se encontrou com uma variedade de visitantes ocidentais, incluindo George Bernard Shaw e H. G. Wells, os quais ficaram impressionados com ele. Através da Internacional Comunista, seu governo exerceu forte influência sobre os partidos marxistas em outras partes do mundo; inicialmente, Stalin deixou o comando da organização em grande parte para Bukharin. Durante o VI Congresso, em julho de 1928, informou aos delegados que a principal ameaça ao socialismo não vinha da direita, mas de socialistas não-marxistas e social-democratas, a quem ele chamava de "social-fascistas"; Stalin reconheceu que, em muitos países, os social-democratas eram os principais rivais marxistas-leninistas no apoio da classe trabalhadora. Essa preocupação com esquerdistas rivais opostos preocupava Bukharin, que considerava o crescimento do fascismo e da extrema-direita em toda a Europa uma ameaça muito maior. Após o afastamento de Bukharin, colocou a Internacional Comunista sob a administração de Dmitri Manuilski e Ósip Piátnitski.
Stalin enfrentou problemas em sua vida familiar. Em 1929, seu filho Yakov tentou sem sucesso o suicídio; seu fracasso ganhou o desprezo do próprio pai. Sua relação com Nadya também era tensa em meio a seus argumentos e problemas de saúde mental. Em novembro de 1932, depois de um jantar em grupo no Kremlin em que Stalin flertou com outras mulheres, Nadya se matou. Publicamente, a causa da morte foi dada como apendicite; também ocultou a verdadeira causa da morte de seus filhos. Seus amigos notaram que ele sofreu uma mudança significativa após o suicídio dela, tornando-se emocionalmente mais difícil.

### Grandes crises: 1932–1939

#### Fome

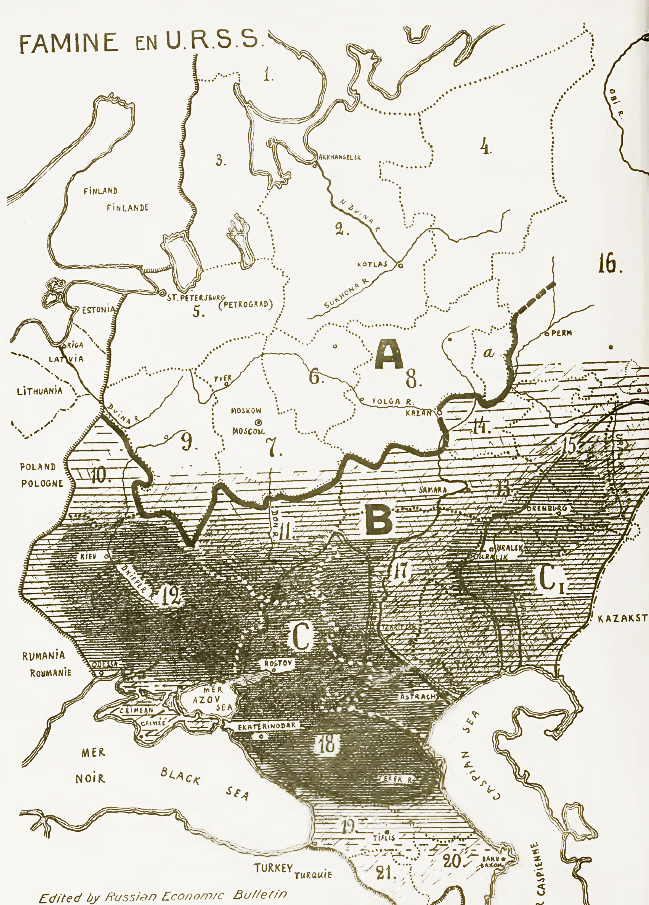
Fome soviética de 1932–1933. Áreas de fome mais desastrosa marcadas em preto. Símbolos no mapa: A – regiões consumidoras de cereais, B – regiões produtoras de cereais. C – antigas terras dos cossacos do Don, Kuban e Terek, C1 – antigas terras dos cossacos dos Urais e Orenburg.

Dentro da União Soviética, havia um descontentamento cívico generalizado contra o governo de Stalin. A agitação social, antes restrita em grande parte no campo, era cada vez mais evidente nas áreas urbanas, o levando a facilitar algumas de suas políticas econômicas em 1932. Em maio, introduziu um sistema de mercados kolkhoz onde os camponeses podiam comercializar seus excedentes. Ao mesmo tempo, as sanções penais tornaram-se mais severas; por sua instigação, em agosto daquele ano, foi introduzido um decreto, significando que o roubo de um punhado de grãos poderia ser uma ofensa capital. O segundo plano quinquenal teve suas cotas de produção reduzidas das do primeiro, com a ênfase principal agora na melhoria das condições de vida. Para isso, enfatizou a expansão do espaço habitacional e a produção de bens de consumo. Como seu antecessor, este plano foi repetidamente alterado para atender a situações em mudança; houve, por exemplo, uma ênfase crescente na produção de armamentos depois que Adolf Hitler se tornou o chanceler alemão em 1933.
A União Soviética experimentou uma grande fome que atingiu o pico no inverno de 1932–1933; entre cinco e sete milhões de pessoas morreram. Os países mais afetados foram a Ucrânia e o norte do Cáucaso, embora a fome também tenha afetado o Cazaquistão e várias províncias russas . Os historiadores há muito debatem se seu governo pretendia que a fome ocorresse ou não; não há documentos conhecidos nos quais Stalin ou seu governo pediram explicitamente que a fome fosse usada contra a população. As colheitas de 1931 e 1932 foram ruins devido às condições climáticas e seguiram vários anos em que a menor produtividade resultou em um declínio gradual na produção. As políticas do governo — incluindo o foco na rápida industrialização, a socialização do gado e a ênfase nas áreas semeadas pela rotação de culturas — exacerbaram o problema; o estado também falhou em construir reservas de grãos para essa emergência. Stalin atribuiu a fome a elementos hostis e destruidores no campesinato; seu governo forneceu pequenas quantidades de alimentos às áreas rurais atingidas pela fome, embora isso fosse totalmente insuficiente para lidar com os níveis de fome. De acordo com sua ideologia, os comunistas acreditavam que o suprimento de alimentos deveria ser priorizado para a força de trabalho urbana; para Stalin, o destino da industrialização soviética era muito mais importante do que a vida dos camponeses. As exportações de grãos, que eram um dos principais meios de pagamento soviético para máquinas, caíram bastante. Não reconheceu que suas políticas haviam contribuído para a fome, cuja existência foi negada a observadores estrangeiros.

#### Política externa e ideológica
Entre 1935 e 1936, Stalin supervisionou uma nova constituição; suas dramáticas características liberais foram projetadas como armas de propaganda, pois todo o poder estava em suas mãos e em seu Politburo. Apesar dos seus proclamados direitos constitucionais, não seria permitido aos cidadãos subverter a ordem soviética. Stalin, glosando várias cláusulas, declarou abertamente que não haveria enfraquecimento da ditadura. Declarou que "o socialismo, que é a primeira fase do comunismo, foi basicamente alcançado neste país". Em 1938 foi publicada a História do Partido Comunista (Bolchevique) da União Soviética, coloquialmente conhecida como Curso Curto; Conquest mais tarde referiu-se a este livro como o "texto central do stalinismo". Várias biografias autorizadas do líder também foram publicadas, embora geralmente desejasse ser retratado como a personificação do Partido Comunista, em vez de explorar sua história de vida. No final da década de 1930, impôs "alguns limites à adoração de sua própria grandeza". Ainda em 1938, seu círculo interno ganhou um certo grau de estabilidade, empregando as personalidades que lá permaneceriam até sua morte.

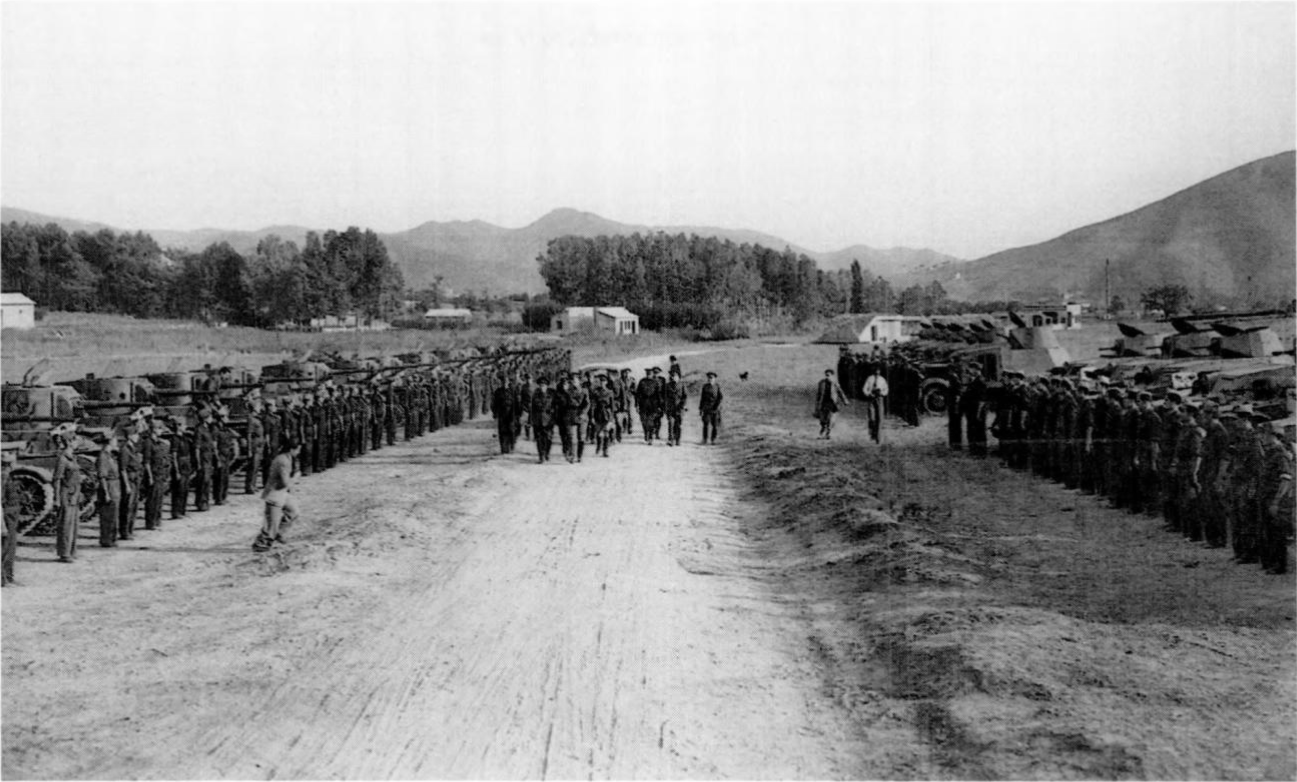
Revisão dos veículos blindados de combate soviéticos usados para equipar o Exército Popular da República durante a Guerra Civil Espanhola

Buscando melhorar as relações internacionais, em 1934, a União Soviética garantiu a adesão à Liga das Nações, da qual fora anteriormente excluída. Iniciou comunicações confidenciais com Hitler em outubro de 1933, logo depois que este chegou ao poder na Alemanha. Stalin admirava Hitler, particularmente suas manobras para remover rivais do Partido Nazista na Noite das Facas Longas. Todavia, reconheceu a ameaça representada pelo nazismo e pelo fascismo e procurou estabelecer melhores vínculos com as democracias liberais da Europa Ocidental; em maio de 1935, os soviéticos assinaram um tratado de assistência mútua com a França e a Checoslováquia. No VII Congresso da Internacional Comunista, realizado entre julho e agosto de 1935, o governo soviético incentivou os marxistas-leninistas a unirem-se com outros esquerdistas como parte de uma frente popular contra o fascismo. Por sua vez, os governos anticomunistas da Alemanha, Itália fascista e Japão assinaram o Pacto Anticomintern no ano seguinte.
Quando a Guerra Civil Espanhola estourou em julho de 1936, os soviéticos enviaram 648 aeronaves e 407 tanques para a facção republicana de esquerda; estes foram acompanhados por 3 mil tropas soviéticas e 42 mil membros das Brigadas Internacionais criadas pela Internacional Comunista. Stalin teve um forte envolvimento pessoal na situação espanhola. A Alemanha e a Itália apoiaram a facção nacionalista, que acabou sendo vitoriosa em março de 1939. Com o início da Segunda Guerra Sino-Japonesa em julho de 1937, a União Soviética e a China assinaram um pacto de não agressão no mês de agosto seguinte. Stalin ajudou os chineses, pois o KMT e os comunistas suspenderam sua guerra civil e formaram a desejada Frente Unida.

#### O Grande Terror

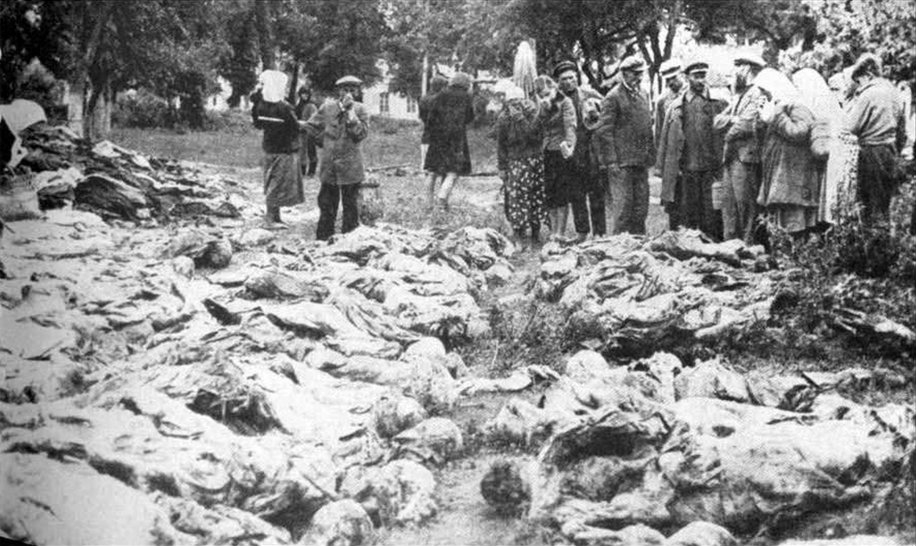
Sepultura com os corpos exumados do massacre de Vinnytsia

Stalin costumava dar sinais conflitantes sobre a repressão estatal. Em maio de 1933, libertou da prisão muitos condenados por delitos menores, ordenando que os serviços de segurança não realizassem outras prisões e deportações em massa. Em setembro do ano seguinte, lançou uma comissão para investigar prisões falsas; naquele mesmo mês, pediu a execução de trabalhadores numa Fábrica Metalúrgica acusados de espionar a favor do Japão. Essa abordagem mista começou a mudar em dezembro de 1934, depois que um membro importante do partido, Serguei Kirov, foi assassinado. Após o ocorrido, Stalin ficou cada vez mais preocupado com a ameaça de assassinato, melhorou sua segurança pessoal e raramente saiu em público. A repressão estatal se intensificou após a morte de Kirov; Stalin a instigou, refletindo sua priorização da segurança acima de outras considerações. Emitiu um decreto estabelecendo as troikas da NKVD, que poderiam ser adotadas sem envolver os tribunais. Em 1935 ordenou que o NKVD expulsasse suspeitos contrarrevolucionários das áreas urbanas; no início de 1935, mais de 11 mil foram expulsos de Leningrado. Em 1936, Nikolai Yezhov tornou-se chefe da NKVD.
Orquestrou a prisão de muitos ex-oponentes no Partido Comunista, bem como membros do Comitê Central: denunciados como mercenários apoiados pelo Ocidente, muitos foram presos ou exilados internamente. O primeiro julgamento de Moscou ocorreu em agosto de 1936; Kamenev e Zinoviev estavam entre os acusados de planejar assassinatos, considerados culpados em um julgamento falso e executados. A segunda farsa jurídica de Moscou ocorreu em janeiro de 1937 e o terceiro em março do ano seguinte, no qual Bukharin e Rykov foram acusados de envolvimento no suposto complô terrorista trotskista-zinovievita e sentenciados à morte. No final de 1937, todos os remanescentes da liderança coletiva haviam saído do Politburo, que era controlado inteiramente pelo secretário geral. Houve expulsões em massa do partido, com Stalin ordenando que partidos comunistas estrangeiros também expurgassem elementos antistalinistas.
Durante as décadas de 1930 e 1940, grupos da NKVD assassinaram desertores e oponentes no exterior; em agosto de 1940, Trótski foi assassinado no México, eliminando o último dos oponentes de Stalin entre os ex-líderes do Partido. Em maio, seguiu-se a prisão da maioria dos membros militares do Comando Supremo e prisões em massa por todo o exército, muitas vezes sob acusações fabricadas. Esses expurgos substituíram a maioria da velha guarda do partido por oficiais mais jovens que não se lembravam de um tempo antes da liderança de Stalin e que eram considerados pessoalmente mais leais a ele. Os funcionários do partido cumpriram prontamente seus mandamentos e procuraram agradar o líder para evitar serem vítimas do expurgo. Esses funcionários costumavam realizar um número maior de prisões e execuções do que suas cotas fixadas pelo governo central de Stalin.
As repressões se intensificaram ainda mais em dezembro de 1936 e permaneceram em um nível alto até novembro de 1938, um período conhecido como o Grande Expurgo. Até o final de 1937, os expurgos foram além do partido e estavam afetando a população em geral. Em julho, o Politburo ordenou um expurgo de "elementos antissoviéticos" na sociedade, visando os bolcheviques antistalinistas, ex-mencheviques e revolucionários socialistas, padres, ex-soldados do Exército Branco e criminosos comuns. Naquele mês, Stalin e Yezhov assinaram a Ordem nº 00447, listando 268 950 pessoas para prisão, das quais 75 950 foram executadas. Também iniciou "operações nacionais", a limpeza étnica de grupos não soviéticos — entre eles poloneses, alemães, letões, finlandeses, gregos, coreanos e chineses — através do exílio interno ou externo. Durante esses anos, aproximadamente 1,6 milhão de pessoas foram presas, 700 mil foram baleadas e um número desconhecido morreu sob tortura da NKVD.
Stalin iniciou todas as decisões importantes durante o Terror, dirigindo pessoalmente muitas de suas operações e interessando-se por sua implementação. Seus motivos para isso foram muito debatidos pelos historiadores. Seus escritos pessoais do período foram — segundo Khlevniuk — "extraordinariamente complicados e incoerentes", repletos de reivindicações sobre inimigos que o cercavam. Estava particularmente preocupado com o sucesso que as forças da direita tiveram em derrubar o governo esquerdista espanhol, temendo uma quinta-coluna interna em caso de guerra futura com o Japão e a Alemanha. O Grande Terror terminou quando Yezhov foi removido como chefe da NKVD, para ser substituído por Lavrenti Beria, um homem totalmente dedicado ao líder soviético. Yezhov foi preso em abril de 1939 e executado em 1940. O Terror prejudicou a reputação da União Soviética no exterior, particularmente entre os simpatizantes esquerdistas. No final, procurou desviar a responsabilidade de si mesmo, culpando seus "excessos" e "violações da lei" em Yezhov. Segundo o historiador James Harris, a pesquisa arquivística contemporânea mostra que a motivação por trás dos expurgos não era Stalin tentando estabelecer sua própria ditadura pessoal; as evidências sugerem que estava comprometido com a construção do estado socialista previsto por Lenin. A verdadeira motivação para o terror, segundo o historiador, era um medo exagerado de contrarrevolução.

## Segunda Guerra Mundial

### Pacto com a Alemanha Nazista: 1939–1941
Como marxista-leninista, Stalin esperava um conflito inevitável entre potências capitalistas concorrentes; depois que a Alemanha Nazista anexou a Áustria e parte da Checoslováquia em 1938, reconheceu que uma guerra estava se aproximando. Procurou manter a neutralidade soviética, esperando que uma guerra alemã contra a França e a Grã-Bretanha levasse ao domínio soviético na Europa. Militarmente, os soviéticos também enfrentaram uma ameaça no leste, com tropas russas entrando em choque com os japoneses expansionistas no final da década de 1930. O líder bolchevique iniciou uma formação militar, com o Exército Vermelho mais do que duplicando entre janeiro de 1939 e junho de 1941, embora na pressa da expansão muitos de seus oficiais tenham sido mal treinados. Entre 1940 e 1941, também expurgou os militares, deixando-o com uma severa escassez de oficiais treinados quando a guerra eclodiu.

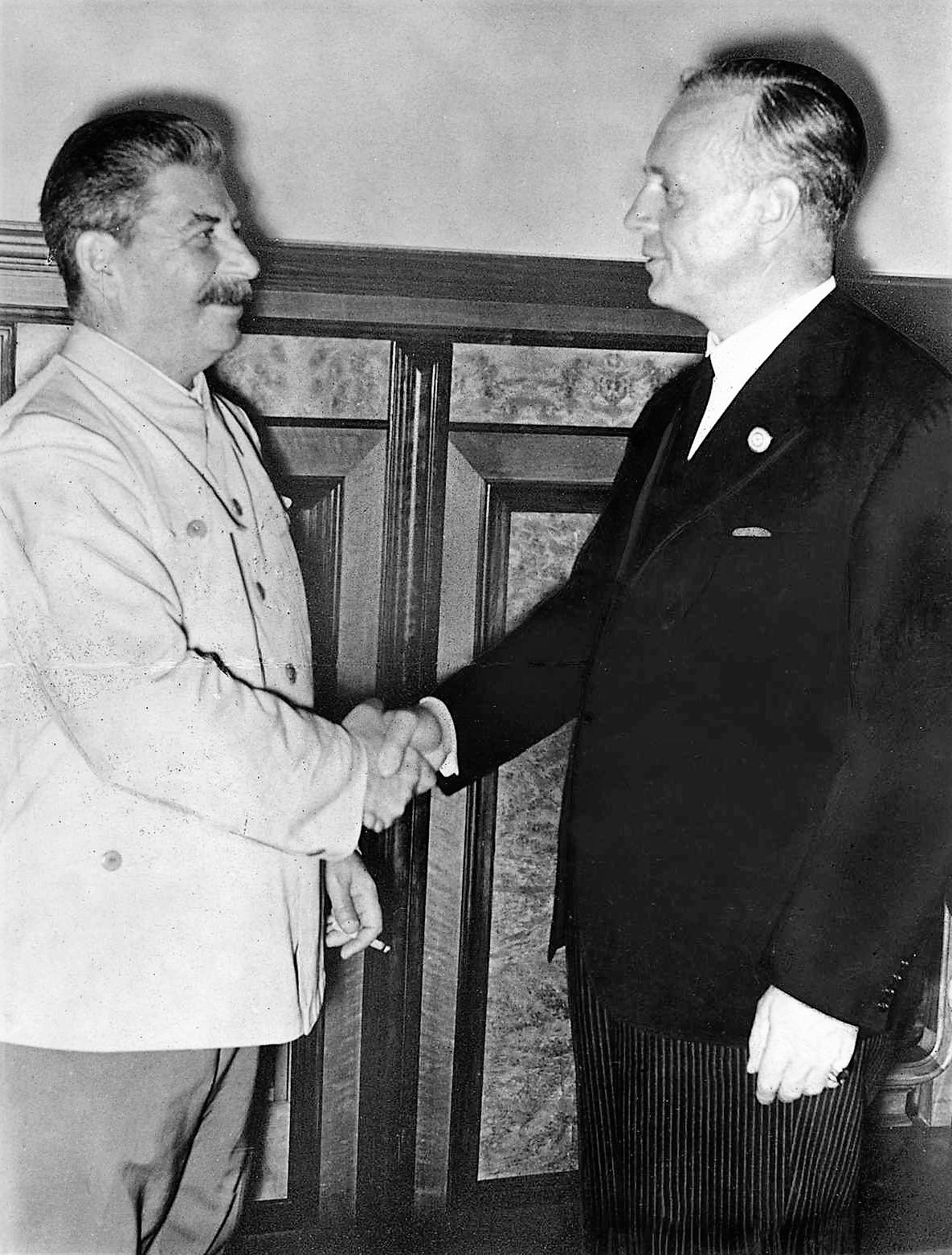
Stalin cumprimentando o ministro das Relações Exteriores alemão Joachim von Ribbentrop no Kremlin, 1939

Como a Grã-Bretanha e a França pareciam não querer se comprometer com uma aliança com a União Soviética, arrumou um acordo melhor com os alemães. Em 3 de maio de 1939, substituiu seu ministro das Relações Exteriores pró-Ocidente Maxim Litvinov por Viatcheslav Molotov. Em maio daquele ano, a Alemanha iniciou negociações com os soviéticos, propondo que a Europa Oriental fosse dividida entre as duas potências. O líder via isso como uma oportunidade para expansão territorial e paz temporária com o país. Em agosto, a União Soviética assinou um pacto de não agressão com a Alemanha, negociado por Molotov e pelo ministro das Relações Exteriores alemão Joachim von Ribbentrop. Uma semana depois, a Alemanha invadiu a Polônia, provocando o Reino Unido e a França a declarar guerra. Em 17 de setembro, o Exército Vermelho invadiu o leste da Polônia, oficialmente para restaurar a ordem em meio ao colapso do estado polonês. Em 28 de setembro, a Alemanha e a União Soviética trocaram alguns de seus territórios recém-conquistados; a Alemanha ganhou as áreas linguisticamente dominadas pela Polônia da província de Lublin e parte da província de Varsóvia, enquanto os soviéticos conquistaram a Lituânia. Um Tratado de Fronteira Germano–Soviético foi assinado pouco depois, na presença de Stalin. Os dois estados continuaram a negociar, minando o bloqueio britânico aos alemães.

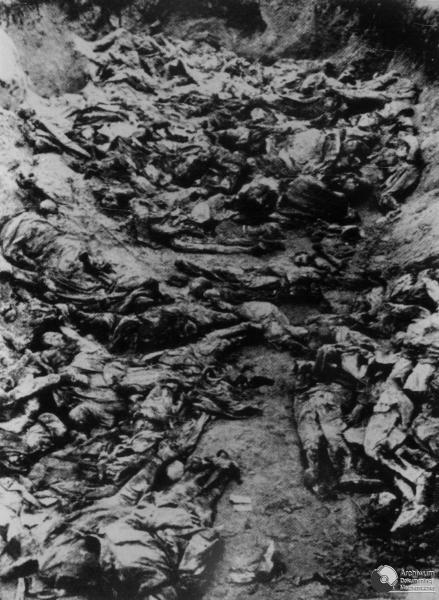
Vala comum de oficiais poloneses mortos pelo NKVD na floresta de Katyn em 1940

Os soviéticos exigiram ainda partes do leste da Finlândia, mas o governo do país recusou. Eles invadiram a nação vizinha em novembro de 1939, mas, apesar da inferioridade numérica, os finlandeses mantiveram o Exército Vermelho à distância. A opinião internacional apoiou a Finlândia, com os soviéticos sendo expulsos da Liga das Nações. Envergonhados por sua incapacidade de derrotar os finlandeses, assinaram um tratado de paz provisório, no qual receberam concessões territoriais do país. Em junho de 1940, o Exército Vermelho ocupou os estados bálticos, que foram fundidos à força na União Soviética em agosto; também invadiram e anexaram a Bessarábia e Bucovina do Norte, partes da Romênia. Os russos tentaram impedir a dissidência nesses novos territórios da Europa Oriental com repressões em massa. Um dos casos mais notáveis foi o massacre de Katyn, em abril e maio de 1940, no qual foram executados cerca de 22 mil membros das forças armadas, da polícia e da intelligentsia da Polônia assim como cidadãos comuns. O massacre foi atribuído aos nazis e a União Soviética negou a sua responsabilidade até 1990. 
A velocidade da vitória alemã sobre a ocupação da França em meados de 1940 pegou Stalin de surpresa. Concentrou-se cada vez mais no apaziguamento com os alemães para adiar qualquer conflito com eles. Depois que o Pacto Tripartite foi assinado pelas Potências do Eixo Alemanha, Japão e Itália em outubro de 1940, propôs que a URSS também aderisse ao Eixo. Para demonstrar intenções pacíficas em relação à nação vizinha, em abril de 1941 os soviéticos assinaram um pacto de neutralidade com o Japão. Embora chefe de governo de facto por uma década e meia, concluiu que as relações com a Alemanha haviam se deteriorado a tal ponto que precisava lidar com o problema como chefe de governo de jure: em 6 de maio, substituiu Molotov como primeiro-ministro.

### Invasão alemã: 1941–1942

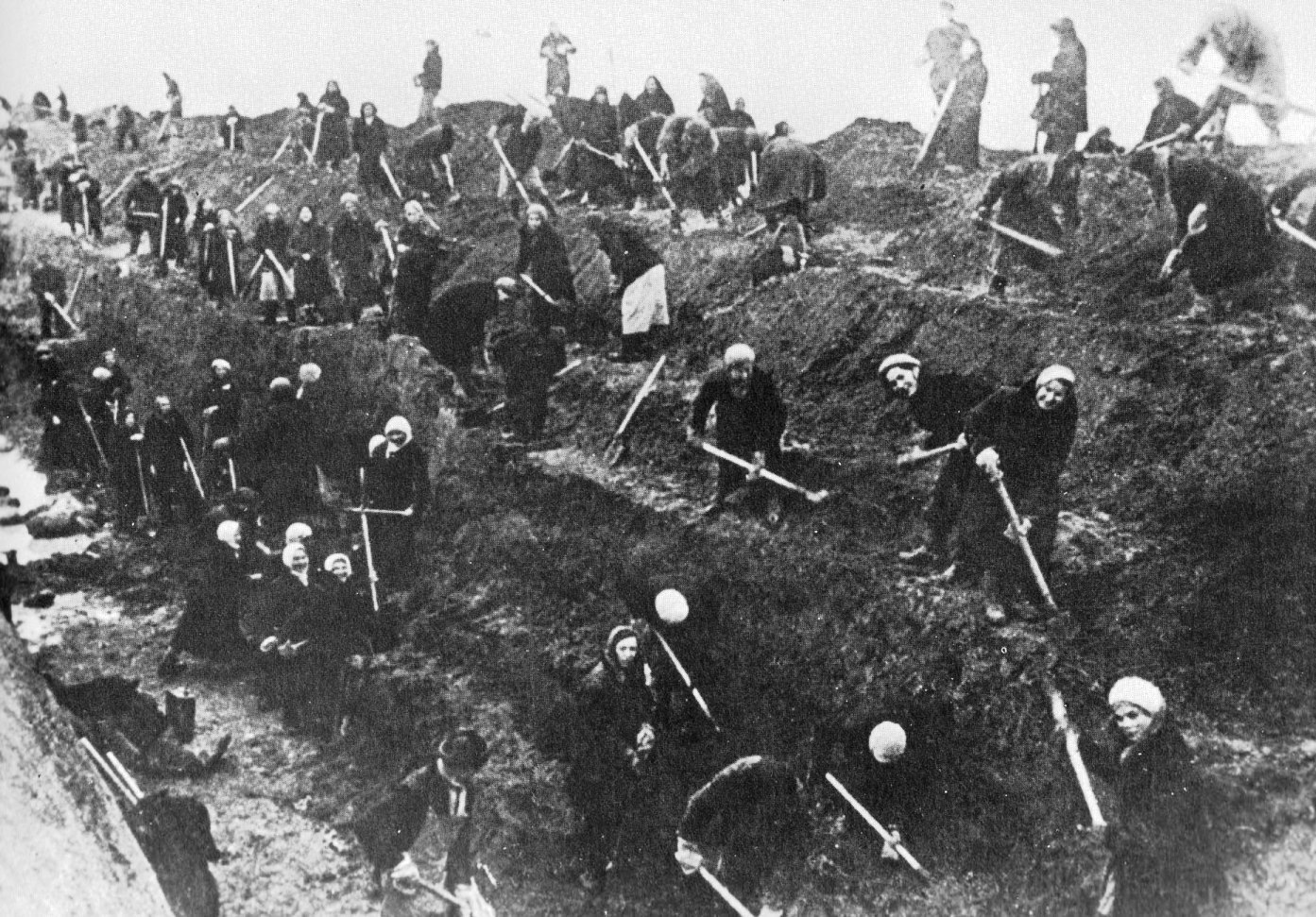
Com todos os homens em batalha, as mulheres de Moscou cavam trincheiras antitanque em Moscou em 1941

Em junho de 1941, a Alemanha invadiu a União Soviética, iniciando a guerra na Frente Oriental. Embora as agências de inteligência o alertassem repetidamente sobre as intenções da Alemanha, Stalin foi pego de surpresa. Formou um Comitê Estatal de Defesa, que chefiou como Comandante Supremo, bem como um Comando Supremo militar (Stavka), com Gueorgui Júkov como Chefe de Gabinete. A tática alemã de blitzkrieg foi em princípio altamente eficaz; a força aérea soviética nas fronteiras ocidentais foi destruída em dois dias. A Wehrmacht alemã entrou profundamente no território soviético; logo, a Ucrânia, a Bielorrússia e os estados bálticos estavam sob ocupação inimiga e Leningrado estava sitiada; refugiados soviéticos estavam inundando Moscou e as cidades vizinhas. Em julho, a Luftwaffe da Alemanha bombardeou Moscou, e em outubro a Wehrmacht estava reunida para um ataque total à capital. Foram feitos planos para o governo soviético evacuar para Kuibyshev, embora Stalin tenha decidido permanecer na capital, acreditando que seu voo prejudicaria o moral das tropas. O avanço alemão em Moscou foi interrompido após dois meses de batalha em condições climáticas cada vez mais severas.
Contra o conselho de Júkov e outros generais, Stalin enfatizou o ataque à defesa. Em junho de 1941, ordenou uma política de terra arrasada de destruição de infraestrutura e suprimentos de comida antes que os alemães os apreendessem, também ordenando que o NKVD matasse cerca de 100 mil prisioneiros políticos nas áreas em que a Wehrmacht aproximava-se. Ele expurgou o comando militar; várias figuras de alto escalão foram rebaixadas ou transferidas e outras foram presas e executadas. Com a Ordem número 270, Stalin ordenou que os soldados arriscassem ser capturados para lutar até a morte, descrevendo os capturados como traidores; entre os que foram levados como prisioneiros de guerra pelos alemães estava seu filho Yakov, que morreu sob custódia. Emitiu a Ordem número 227 em julho de 1942, que determinava que aqueles que se retirassem sem autorização seriam colocados em "batalhões penais" usados como bucha de canhão nas linhas de frente. Em meio à luta, os exércitos alemão e soviético desconsideraram as leis da guerra estabelecidas nas Convenções de Genebra; os soviéticos publicamente divulgaram massacres nazistas de comunistas, judeus e romani. Stalin explorou o antissemitismo nazista e, em abril de 1942, patrocinou o Comitê Judaico Antifascista (CJA) para angariar apoio judeu e estrangeiro ao esforço de guerra soviético.

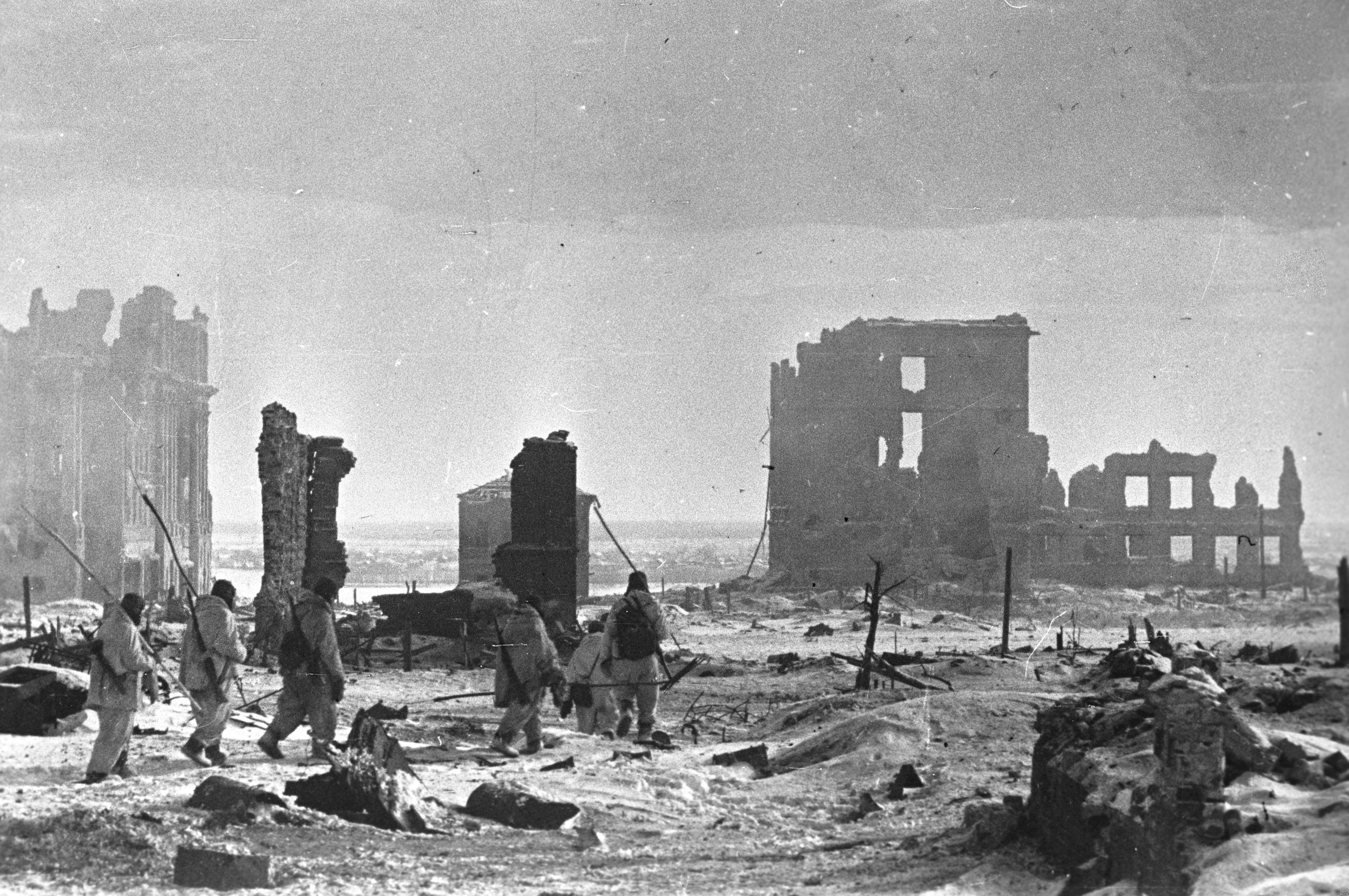
O centro de Stalingrado após a libertação, 2 de fevereiro de 1943

Os soviéticos aliaram-se ao Reino Unido e aos Estados Unidos; embora tenham entrado na guerra contra a Alemanha em 1941, pouca assistência americana direta chegou aos soviéticos até o final de 1942. Respondendo à invasão, intensificaram seus empreendimentos industriais no centro da Rússia, concentrando-se quase inteiramente na produção militar. Alcançaram altos níveis de produtividade industrial, superando os da Alemanha. Durante a guerra, Stalin foi mais tolerante com a Igreja Ortodoxa Russa, permitindo retomar algumas de suas atividades e encontrando-se com o Patriarca Sérgio em setembro de 1943. Também permitiu uma ampla gama de expressões culturais, permitindo que escritores e artistas anteriormente reprimidos, como Anna Akhmátova e Dmitri Shostakovitch, dispersassem seu trabalho mais livremente. A Internacional foi descartada como o hino nacional, sendo substituída por uma música mais patriótica. O governo promoveu cada vez mais o sentimento pan-eslavo, ao mesmo tempo, em que incentivava críticas crescentes ao cosmopolitismo, particularmente a ideia do "cosmopolitismo sem raízes", uma abordagem com repercussões específicas aos judeus soviéticos. O Comintern foi dissolvido em 1943, e Stalin incentivou os partidos marxistas-leninistas estrangeiros a enfatizar o nacionalismo sobre o internacionalismo para ampliar seu apelo doméstico.
Em abril de 1942, Stalin cancelou a Stavka, ordenando o primeiro contra-ataque sério dos soviéticos, uma tentativa de capturar Carcóvia, controlada pela Alemanha, no leste da Ucrânia. Este ataque não teve êxito. Naquele ano, Hitler mudou seu objetivo principal de uma vitória geral na Frente Oriental, para garantir os campos de petróleo no sul da União Soviética, cruciais para um esforço de guerra alemão de longo prazo. Enquanto os generais do Exército Vermelho viram evidências de que o líder nazista desviaria os esforços para o sul, Stalin considerou isso um movimento de flanqueamento num esforço renovado para tomar Moscou. Em junho de 1942, o Exército alemão iniciou uma grande ofensiva no sul da Rússia, ameaçando Stalingrado; o líder ordenou que o Exército Vermelho mantivesse a cidade a qualquer custo. Isso resultou na prolongada batalha de Stalingrado. Em dezembro de 1942, colocou Konstantin Rokossovsky como encarregado de manter a cidade. Em fevereiro do ano seguinte, as tropas alemãs que atacavam a cidade renderam-se. A vitória russa marcou um grande ponto de virada na guerra; em comemoração, Stalin declarou-se Marechal da União Soviética.

### Contra-ataque soviético: 1942–1945

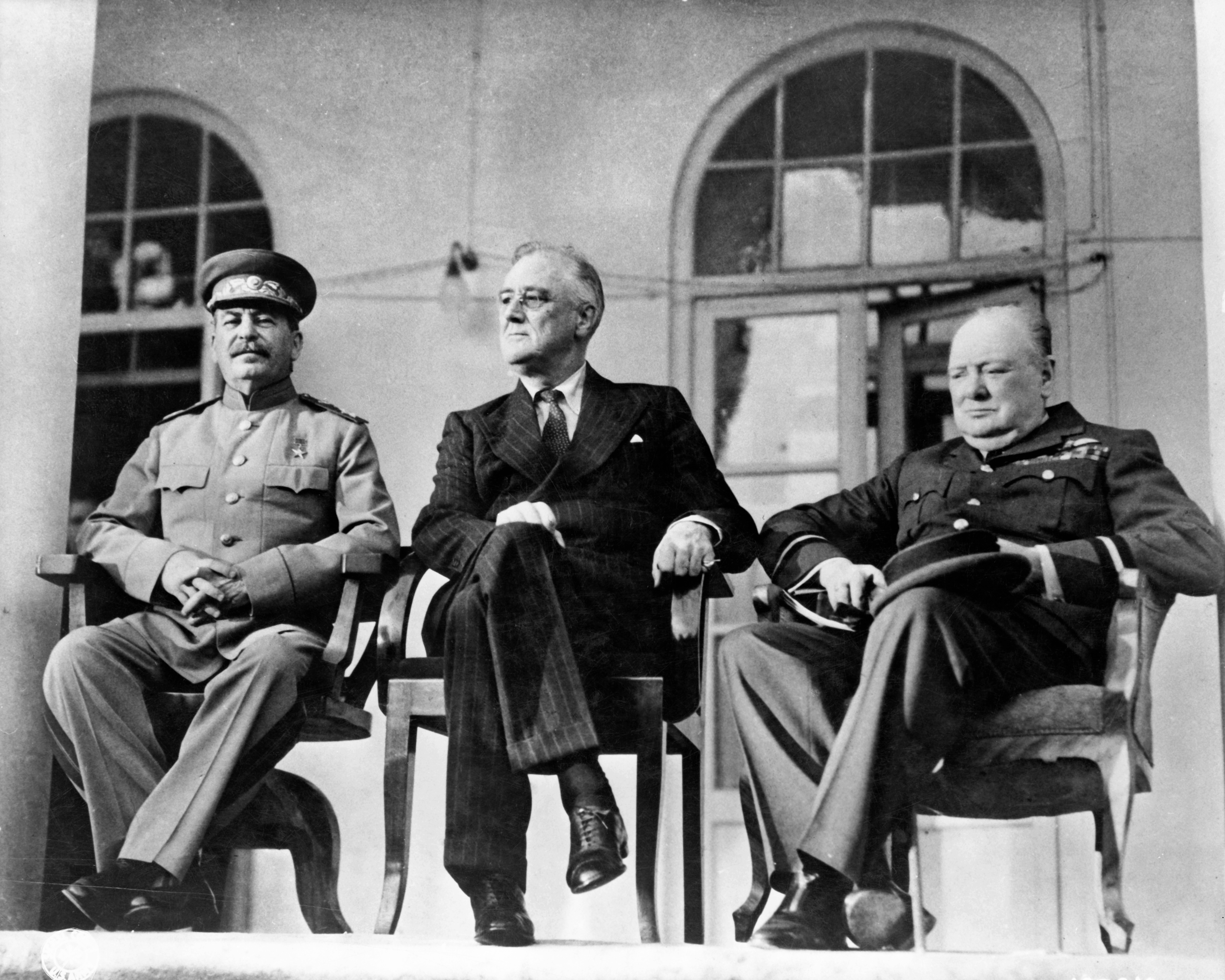
Os Três Grandes: Stalin, o presidente dos Estados Unidos Franklin D. Roosevelt e o primeiro-ministro britânico Winston Churchill na Conferência de Teerã, em novembro de 1943

Em novembro de 1942, os soviéticos começaram a repelir a campanha estratégica alemã no sul, o que lhes permitiu que tomassem a ofensiva durante a maior parte do resto da guerra na Frente Oriental, embora o país tivesse 2,5 milhões de baixas nesse esforço. As forças nazistas tentaram um ataque de cerco em Kursk, que foi repelido com sucesso pelo adversário. No final de 1943, os soviéticos retomaram metade do território ocupado pelos alemães entre 1941 e 1942. A produção industrial militar nacional também aumentou substancialmente entre o final de 1941 e o início de 1943, depois que Stalin mudou as fábricas para o leste da frente, a salvo de invasões alemãs e ataques aéreos.
Nos países aliados, foi cada vez mais retratado de maneira positiva ao longo da guerra. Em 1941, a Orquestra Filarmônica de Londres realizou um concerto para comemorar seu aniversário e, em 1942, a revista Time o nomeou "Homem do Ano". Quando soube que as pessoas nos países ocidentais o chamavam carinhosamente de "Tio Joe", ele ficou inicialmente ofendido, considerando-o indigno. Permaneceram suspeitas mútuas entre Stalin, o primeiro-ministro britânico Winston Churchill e o presidente dos Estados Unidos Franklin D. Roosevelt, que juntos eram conhecidos como os "Três Grandes". Churchill voou para Moscou para visitá-lo em agosto de 1942 e novamente em outubro de 1944. Stalin mal deixou Moscou durante a guerra, com Roosevelt e Churchill frustrados com sua relutância em viajar para encontrá-los.
Em novembro de 1943, encontrou-se com Churchill e Roosevelt em Teerã, local escolhido por ele. Lá, o líder soviético e o presidente americano se deram bem, ambos desejando o desmantelamento do Império Britânico no pós-guerra. Na conferência, o trio concordou que, para impedir que a Alemanha se tornasse uma potência militar mais uma vez, o estado alemão deveria ser dividido. Roosevelt e Churchill também concordaram com a exigência de Stalin de que a cidade alemã de Königsberg fosse declarada território soviético. Estava impaciente para o Reino Unido e os EUA abrirem uma Frente Ocidental para aliviar a pressão do Oriente; eles finalmente o fizeram em meados de 1944. Stalin insistiu que, após a guerra, seu país deveria incorporar as partes da Polônia que ocupava de acordo com o Pacto Molotov-Ribbentrop com a Alemanha, à qual Churchill se opunha. Discutindo o destino dos Bálcãs, mais tarde em 1944, o primeiro-ministro britânico concordou com a sugestão do líder soviético de que, após a guerra, Bulgária, Romênia, Hungria e Iugoslávia ficariam sob a esfera de influência soviética, enquanto a Grécia ficaria sob a esfera do Ocidente.

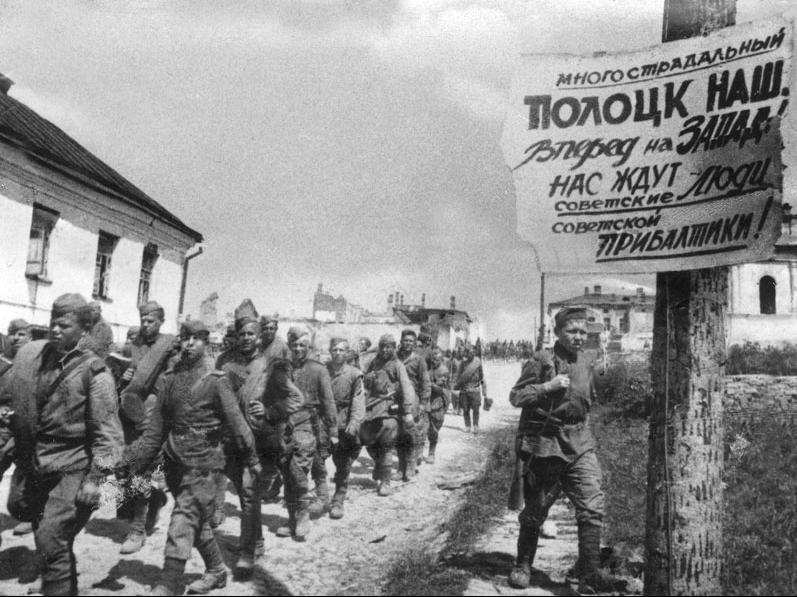
Soldados soviéticos em Polatsk, 4 de julho de 1944

Em 1944, a União Soviética fez avanços significativos em toda a Europa Oriental em direção à Alemanha, incluindo a Operação Bagration, uma ofensiva maciça na Bielorrússia Soviética contra o Grupo de Exércitos Centro alemão. Nesse ano os exércitos alemães foram expulsos dos estados bálticos, que foram novamente anexados à União Soviética. Quando o Exército Vermelho reconquistou o Cáucaso e a Crimeia, vários grupos étnicos que viviam na região — os calmucos, chechenos, inguches, carachais, bálcaros e os crimeanos — foram acusados de colaborar com os alemães. Usando a ideia de responsabilidade coletiva como base, o governo de Stalin aboliu suas repúblicas autônomas e entre o final de 1943 e 1944 deportou a maioria de suas populações para a Ásia Central e a Sibéria. Mais de um milhão de pessoas foram deportadas como resultado da política.
Em fevereiro de 1945, os três líderes reuniram-se na Conferência de Ialta. Roosevelt e Churchill concordaram com a exigência de Stalin de que a Alemanha pagasse à União Soviética 20 bilhões de dólares em reparações e que seu país fosse autorizado a anexar Sacalina e as Ilhas Curilas em troca de entrar na guerra contra o Japão. Também foi feito um acordo de que um governo polonês do pós-guerra deveria ser uma coalizão composta de elementos comunistas e conservadores. Privadamente, procurou garantir que a Polônia estivesse totalmente sob influência soviética. O Exército Vermelho reteve a assistência aos combatentes da resistência polonesa que lutavam contra os alemães na Revolta de Varsóvia, com Stalin acreditando que qualquer militante polonês vitorioso poderia interferir em suas aspirações de dominar o país por meio de um futuro governo marxista. Embora oculte seus desejos dos outros líderes aliados, colocou grande ênfase primeiro na captura de Berlim, acreditando que isso lhe permitiria colocar mais da Europa sob controle soviético a longo prazo. Churchill estava preocupado com o fato de ter sido esse o caso e tentou, sem sucesso, convencer os EUA de que os Aliados Ocidentais deveriam perseguir o mesmo objetivo.

### Vitória: 1945

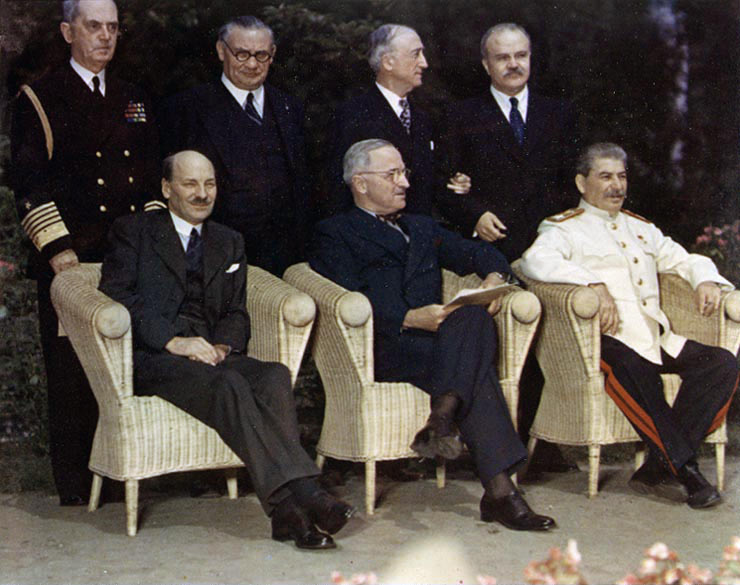
Primeiro-ministro britânico Clement Attlee, o presidente dos EUA Harry S. Truman e Josef Stalin na Conferência de Potsdam, em julho de 1945

Em abril de 1945, o Exército Vermelho capturou Berlim, Hitler cometeu suicídio e a Alemanha rendeu-se em maio. Stalin queria que o führer fosse capturado vivo; ele levou seus restos mortais a Moscou para impedir que se tornassem uma relíquia para simpatizantes nazistas. Quando o Exército Vermelho conquistou o território alemão, descobriram os campos de extermínio que o governo nazista havia administrado. Muitos soldados soviéticos envolveram-se em saques, pilhagem e estupro, tanto na Alemanha quanto em partes da Europa Oriental. O líder soviético recusou-se a punir os agressores. Após receber uma queixa sobre esses acontecimentos do comunista iugoslavo Milovan Đilas, perguntou como, após experimentar os traumas de guerra, um soldado poderia "reagir normalmente? E o que há de tão terrível em se divertir com uma mulher, depois de tantos horrores?".
Com a Alemanha derrotada, mudou o foco para a guerra com o Japão, transferindo meio milhão de tropas para o Extremo Oriente. Foi pressionado por seus aliados a entrar na guerra e queria consolidar a posição estratégica da União Soviética na Ásia. Em 8 de agosto, entre os bombardeios atômicos dos EUA em Hiroshima e Nagasaki, o exército soviético invadiu a Manchúria ocupada pelos japoneses e derrotou o Exército de Guangdong. Esses eventos levaram à rendição japonesa e ao fim da guerra. As forças soviéticas continuaram a crescer até ocuparem todas as concessões territoriais inimigas, mas os Estados Unidos rejeitaram o desejo de Stalin de que o Exército Vermelho participasse da ocupação aliada do Japão.
Participou da Conferência de Potsdam entre julho e agosto de 1945 ao lado de seus novos colegas, o primeiro-ministro britânico Clement Attlee e o presidente norte-americano Harry S. Truman. Na conferência, repetiu promessas anteriores a Churchill de que se absteria de uma "sovietização" da Europa Oriental. Pressionou por reparações da Alemanha sem considerar o suprimento mínimo básico para a sobrevivência dos cidadãos locais, o que preocupou Truman e Churchill, que pensavam que o país tornaria-se um fardo financeiro para as potências ocidentais. Também pressionou pelo "espólio de guerra", que permitiria à União Soviética apreender diretamente propriedades de nações conquistadas sem limitação quantitativa ou qualitativa, e uma cláusula foi adicionada, permitindo que isso ocorresse com algumas limitações. A Alemanha foi dividida em quatro zonas: soviética, norte-americana, britânica e francesa, com a própria Berlim — localizada dentro da área soviética — também subdividida dessa maneira.

## Era do pós-guerra

### Reconstrução e fome: 1945–1947
De acordo com Robert Service, após a guerra Stalin estava no "ápice de sua carreira". Dentro da União Soviética, ele era amplamente considerado a personificação da vitória e do patriotismo. Seus exércitos controlavam a Europa Central e Oriental até o rio Elba. Em junho de 1945, adotou o título de Generalíssimo e ficou no topo do Mausoléu de Lenin para assistir a um desfile de comemoração liderado por Júkov pela Praça Vermelha. Em um banquete oferecido aos comandantes do exército, descreveu o povo russo como "uma nação notável" e a "força dirigente" dentro da União Soviética, a primeira vez que endossou inequivocamente os russos em detrimento de outras nacionalidades soviéticas. Em 1946, o estado publicou suas Obras Selecionadas. No ano seguinte, publicou uma segunda edição de sua biografia oficial, que o elogiou mais do que a antecessora. Era citado no Pravda diariamente e fotos dele permaneceram difundidas nas paredes de locais de trabalho e residências.

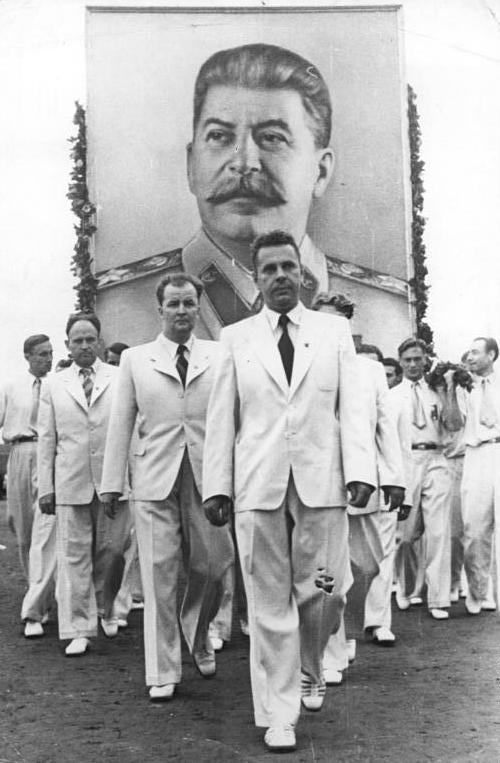
Bandeira de Stalin em Budapeste em 1949

Apesar de sua posição internacional fortalecida, Stalin era cauteloso quanto à dissidência interna e ao desejo de mudança entre a população. Ele também estava preocupado com o retorno de seus exércitos, que haviam sido expostos a uma ampla variedade de bens de consumo na Alemanha, muitos dos quais haviam saqueado e trazido com eles. Nisso, lembrou a Revolta Dezembrista de 1825 pelos soldados russos que retornaram da derrota da França nas Guerras Napoleônicas. Garantiu que os prisioneiros de guerra soviéticos que retornassem passassem por campos de "filtragem" ao chegarem à União Soviética, onde 2 775 700 foram interrogados para determinar se eram traidores. Então, cerca da metade foi presa em campos de trabalho forçado. Nos estados bálticos, onde havia muita oposição ao domínio soviético, foram iniciados programas de desculaquização e desclericalização, resultando em 142 mil deportações entre 1945 e 1949. O sistema Gulag de campos de trabalho foi expandido ainda mais. Em janeiro de 1953, três por cento da população soviética estava presa ou em exílio interno, com 2,8 milhões em "assentamentos especiais" em áreas isoladas e outros 2,5 milhões em campos, colônias penais e prisões.
O NKVD recebeu ordens para catalogar a escala de destruição durante a guerra. Foi estabelecido que 1 710 cidades soviéticas e 70 mil aldeias foram destruídas. O órgão registrou que entre 26 e 27 milhões de cidadãos soviéticos foram mortos, com outros milhões feridos, desnutridos ou órfãos. Após a guerra, alguns dos associados de Stalin sugeriram modificações na política do governo. A sociedade soviética do pós-guerra era mais tolerante do que sua fase pré-guerra em vários aspectos. Foi permitido que a Igreja Ortodoxa Russa retivesse as igrejas que abrira durante a guerra. A academia e as artes também tiveram maior liberdade do que tinham antes de 1941. Reconhecendo a necessidade de medidas drásticas a serem tomadas para combater a inflação e promover a regeneração econômica, em dezembro de 1947 o governo desvalorizou o rublo e aboliu o sistema de racionamento. A pena capital foi abolida em 1947, mas reinstalada em 1950.
A saúde de Stalin estava piorando, e problemas cardíacos forçaram férias de dois meses no final de 1945. Ficou cada vez mais preocupado com a possibilidade de que importantes figuras políticas e militares tentassem expulsá-lo; evitou que qualquer um deles se tornasse poderoso o suficiente para rivalizar consigo e tiveram seus apartamentos grampeados com aparelhos de escuta. Ele rebaixou Molotov e favoreceu cada vez mais Beria e Malenkov em posições-chave. Em 1949, trouxe Nikita Khrushchov da Ucrânia para Moscou, nomeando-o secretário do Comitê Central e chefe do braço do partido na cidade. No Caso Leningrado, a liderança da cidade foi expurgada em meio a acusações de traição; as execuções de muitos dos acusados ocorreram em 1950.
No período do pós-guerra, muitas vezes houve escassez de alimentos nas cidades soviéticas, e a URSS passou por uma grande fome de 1946 a 1947. Iniciada por uma seca e uma colheita ruim que se seguiu em 1946, foi exacerbada pela política governamental de compra de alimentos, incluindo a decisão do estado de aumentar os estoques e exportar alimentos internacionalmente, em vez de distribuí-los para as áreas afetadas pela fome. As estimativas atuais indicam que entre um milhão e 1,5 milhão de pessoas morreram de desnutrição ou doenças como resultado. Enquanto a produção agrícola estagnava, Stalin se concentrava em uma série de grandes projetos de infraestrutura, incluindo a construção de usinas hidrelétricas, canais e linhas ferroviárias que conduziam ao polo norte. Muito disso foi construído com trabalho prisional.

### Política da Guerra Fria: 1947–1950

#### Militarização e relações internacionais

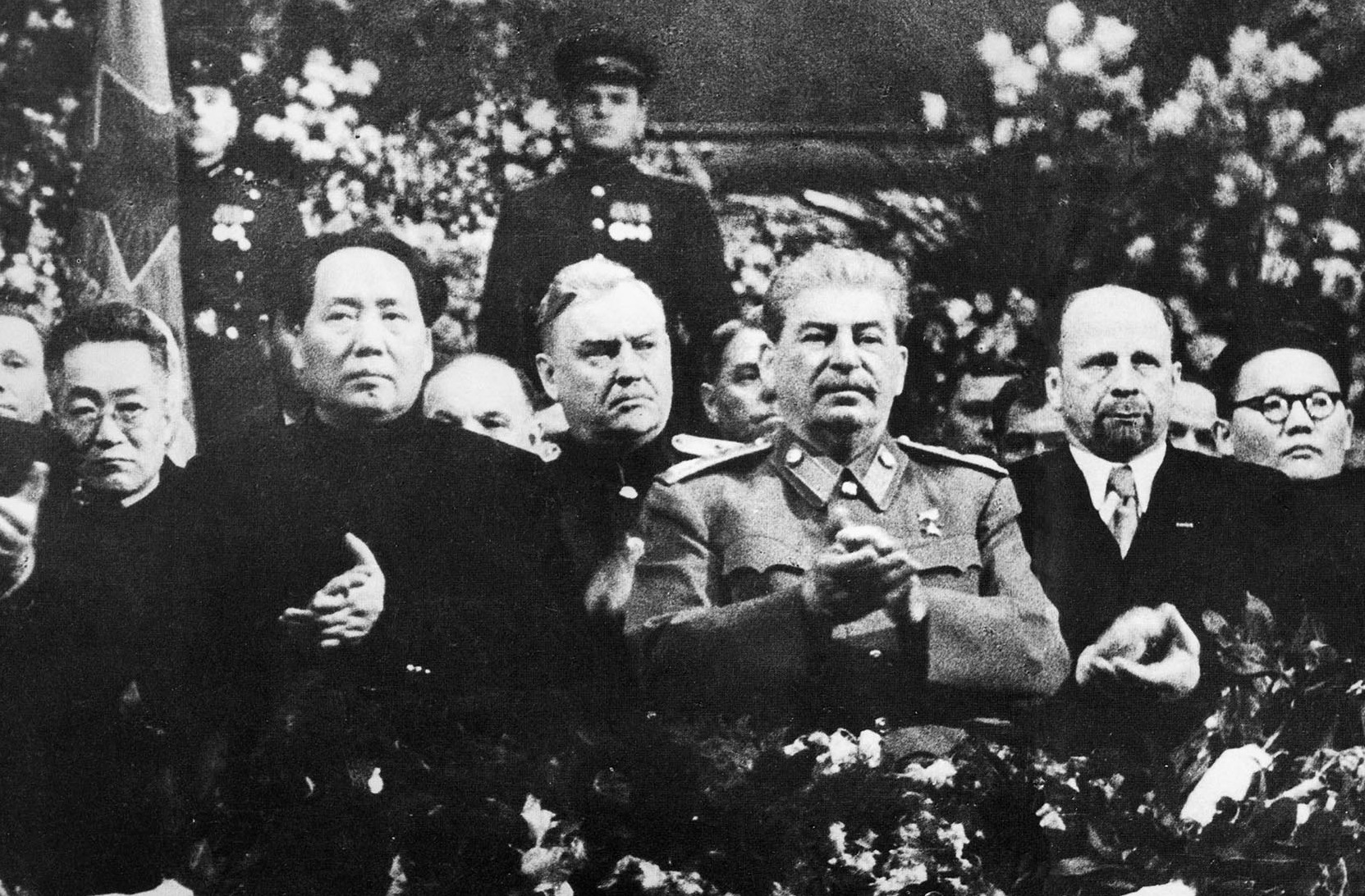
Stalin na celebração do seu septuagésimo aniversário com (da esquerda para a direita) Mao Tsé-Tung, Nikolai Bulganin, Walter Ulbricht e Yumjaagiin Tsedenbal

Após a Segunda Guerra Mundial, o Império Britânico entrou em declínio, deixando os EUA e a URSS como as potências mundiais dominantes. As tensões entre esses ex-Aliados aumentaram, resultando na Guerra Fria. Embora Stalin tenha descrito publicamente os governos britânico e americano como agressivos, achava improvável que uma guerra com eles fosse iminente, acreditando que várias décadas de paz eram possíveis. No entanto, ele intensificou secretamente a pesquisa soviética em armas nucleares, com a intenção de criar uma bomba atômica. Ainda assim, previu a indesejabilidade de um conflito nuclear, dizendo em 1949 que "armas atômicas dificilmente podem ser usadas sem significar o fim do mundo". Ele pessoalmente teve um grande interesse no desenvolvimento da arma. Em agosto de 1949, a bomba foi testada com sucesso nos desertos fora de Semipalatinsk, no Cazaquistão. Também iniciou uma nova formação militar; o exército soviético foi expandido de 2,9 milhões de soldados, como estava em 1949, para 5,8 milhões em 1953.
Os Estados Unidos começaram a promover seus interesses em todos os continentes, adquirindo bases da Força Aérea na África e na Ásia e garantindo que regimes pró-EUA tomassem o poder em toda a América Latina. Lançaram o Plano Marshall em junho de 1947, com o qual buscaram minar a hegemonia soviética na Europa Oriental. Os EUA também ofereceram ajuda financeira como parte do Plano Marshall, com a condição de que abrissem seus mercados ao comércio, sabendo que os soviéticos jamais concordariam. Os Aliados exigiram que Stalin retirasse o Exército Vermelho do norte do Irã. Ele inicialmente recusou, levando a uma crise internacional em 1946, mas um ano depois finalmente cedeu e retirou suas tropas. Stalin também tentou maximizar a influência soviética no cenário mundial, pressionando sem sucesso para que a Líbia — recentemente libertada da ocupação italiana — se tornasse um protetorado soviético. Enviou Molotov como seu representante a São Francisco para participar das negociações para formar as Organização das Nações Unidas, insistindo que os soviéticos tivessem um lugar no Conselho de Segurança. Em abril de 1949, as potências ocidentais estabeleceram a Organização do Tratado do Atlântico Norte (OTAN), uma aliança militar internacional de países capitalistas. Nos países ocidentais, Stalin foi cada vez mais retratado como "o ditador mais malvado vivo" e comparado a Hitler.
Em 1948, Stalin editou e reescreveu seções de Falsificadores da História, publicado como uma série de artigos do Pravda em fevereiro de 1948 e, em seguida, em livro. Escrito em resposta às revelações públicas da aliança soviética de 1939 com a Alemanha, ele se concentrava em culpar as potências ocidentais pela guerra. Ele erroneamente alegou que o avanço alemão inicial no início da guerra não foi resultado da fraqueza militar soviética, mas sim de uma retirada estratégica deliberada. Em 1949, comemorações ocorreram para marcar seu septuagésimo aniversário (embora não fosse o ano correto), no qual Stalin participou de um evento no Teatro Bolshoi ao lado de líderes marxista-leninistas de toda a Europa e Ásia.

#### Bloco do Leste
Após a guerra, Stalin procurou manter o domínio soviético em toda a Europa Oriental enquanto expandia sua influência na Ásia. Cautelosamente em relação às respostas dos Aliados ocidentais, evitou imediatamente instalar governos do Partido Comunista em todo o Leste Europeu, em vez disso, inicialmente garantindo que os marxistas-leninistas fossem colocados nos ministérios da coalizão. Em contraste com sua abordagem aos estados bálticos, ele rejeitou a proposta de fundir os novos estados comunistas na União Soviética, reconhecendo-os como estados-nação independentes. Foi confrontado com o problema de que havia poucos marxistas restantes na Europa Oriental, com a maioria tendo sido morto pelos nazistas. Ele exigiu que as reparações de guerra fossem pagas pela Alemanha e seus aliados do Eixo, Hungria, Romênia e República Eslovaca. Ciente de que esses países haviam sido empurrados para o socialismo por meio da invasão do que da revolução proletária, referia-se a eles não como "ditaduras do proletariado", mas como "democracias populares", sugerindo que nesses países havia uma aliança pró-socialista combinando o proletariado, o campesinato e a classe média baixa.

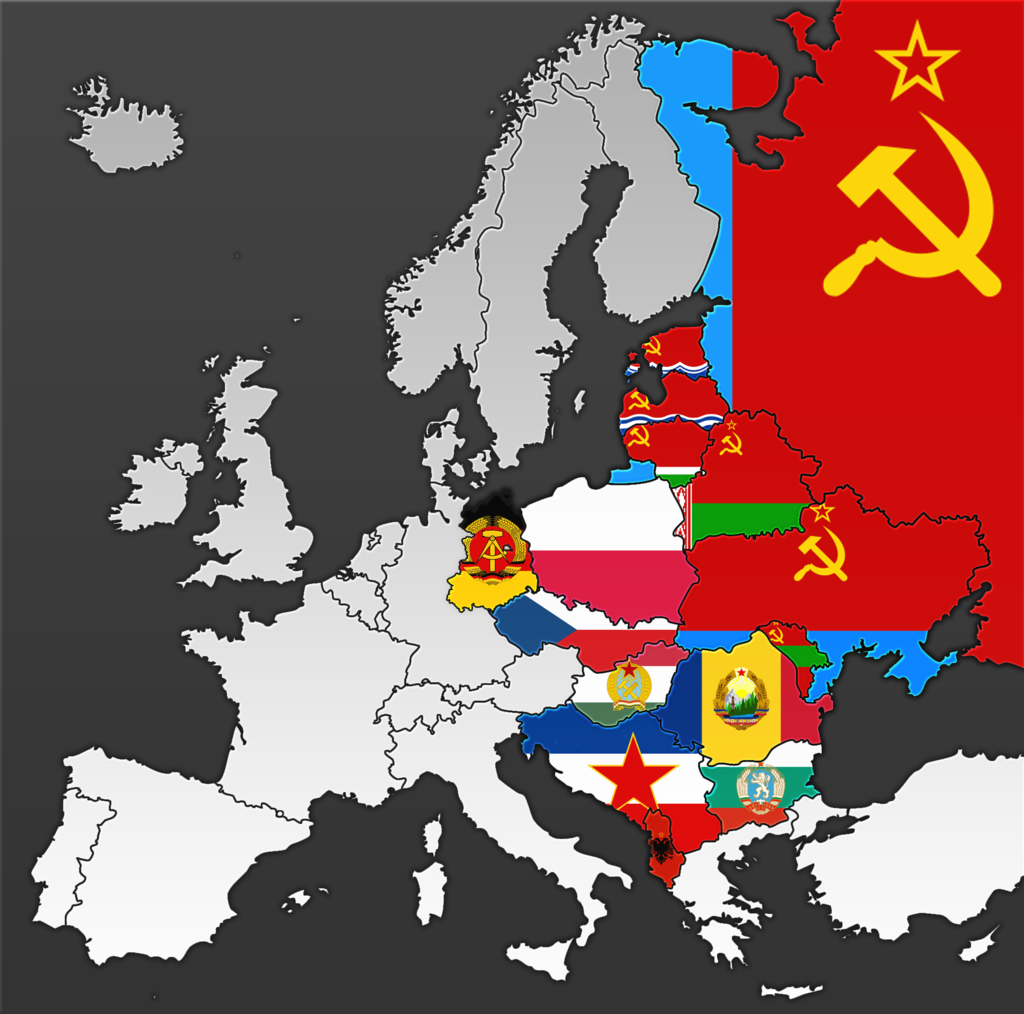
Bandeiras do Bloco do Leste durante a Guerra Fria

Churchill observou que uma "Cortina de Ferro" havia sido desenhada em toda a Europa, separando o leste do oeste. Em setembro de 1947, uma reunião de líderes comunistas do Leste Europeu foi realizada em Szklarska Poręba, Polônia, a partir da qual foi formada a Cominform para coordenar os Partidos Comunistas em toda a Europa Oriental e também na França e Itália. Stalin não compareceu pessoalmente à reunião, enviando Andrei Jdanov em seu lugar. Vários comunistas do Leste Europeu também visitaram o líder soviético em Moscou. Lá, ele ofereceu conselhos sobre suas ideias; por exemplo, advertiu contra a ideia iugoslava de uma federação balcânica que incorporasse a Bulgária e a Albânia. Stalin tinha um relacionamento particularmente tenso com o líder iugoslavo Josip Broz Tito devido aos contínuos apelos deste último à federação dos Bálcãs e à ajuda soviética às forças comunistas na Guerra Civil Grega em curso. Em março de 1948, lançou uma campanha contra Tito, acusando os comunistas iugoslavos de aventureirismo e de desviar da doutrina marxista-leninista. Na segunda conferência do Cominform, realizada em Bucareste em junho de 1948, todos os líderes comunistas do Leste Europeu denunciaram o governo de Tito, acusando-os de serem fascistas e agentes do capitalismo ocidental. Stalin ordenou várias tentativas de assassinato contra a vida de Tito e cogitou invadir a Iugoslávia.
Stalin sugeriu que um estado alemão unificado, mas desmilitarizado, fosse estabelecido, na esperança de que caísse sob a influência soviética ou permanecesse neutro. Quando os EUA e o Reino Unido manifestaram-se contra, tentou forçá-los bloqueando Berlim em junho de 1948. Ele apostou que os outros não arriscariam a guerra, mas transportaram suprimentos para Berlim Ocidental até maio de 1949, quando Stalin cedeu e encerrou o bloqueio. Em setembro de 1949, as potências ocidentais transformaram a Alemanha Ocidental em uma República Federal da Alemanha independente; em resposta, os soviéticos transformaram a região oriental do país na República Democrática Alemã em outubro. De acordo com seus acordos anteriores, as potências ocidentais esperavam que a Polônia se tornasse um estado independente com eleições democráticas livres. Na Polônia, os soviéticos fundiram vários partidos socialistas no Partido Operário Unificado Polonês, e fraude eleitoral foi usada para garantir que ele assegurasse o posto. As eleições húngaras de 1947 também foram fraudadas, com o Partido dos Trabalhadores Húngaros assumindo o controle. Na Checoslováquia, onde os comunistas tinham certo nível de apoio popular, foram eleitos o maior partido em 1946. A monarquia foi abolida na Bulgária e na Romênia. Em toda a Europa Oriental, o modelo soviético foi aplicado, com o fim do pluralismo político, da coletivização agrícola e do investimento na indústria pesada. Foi apontado para autarquia econômica dentro do Bloco Oriental.

#### Ásia
Em outubro de 1949, o líder comunista chinês Mao Tsé-Tung assumiu o poder na China. Com este feito, os governos marxistas agora controlavam um terço da massa de terra do mundo. Em particular, Stalin revelou que havia subestimado os comunistas chineses e sua capacidade de vencer a guerra civil, ao invés disso, encorajando-os a fazer outra paz com o Kuomintang. Em dezembro de 1949, Mao o visitou. Inicialmente, Stalin recusou-se a revogar o Tratado Sino-Soviético de 1945, que beneficiou significativamente a União Soviética sobre a China, embora em janeiro de 1950 ele cedeu e concordou em assinar um novo tratado entre os dois países. Stalin estava preocupado com a possibilidade de Mao seguir o exemplo de Tito, seguindo um curso independente da influência soviética, e deixou claro que, se descontente, retiraria a ajuda da China; os chineses precisavam desesperadamente dessa assistência após décadas de guerra civil.
Ao final da Segunda Guerra Mundial, a União Soviética e os Estados Unidos dividiram a Península Coreana, anteriormente uma possessão colonial japonesa, ao longo do paralelo 38, estabelecendo um governo comunista no norte e outro pró-ocidente no sul. O líder norte-coreano Kim Il-sung visitou Stalin em março de 1949 e novamente em março de 1950; ele queria invadir o sul e, embora o líder soviético inicialmente estivesse relutante em fornecer apoio, acabou concordando em maio de 1950. O Exército Popular da Coreia invadiu o sul em junho de 1950, dando início à Guerra da Coreia, obtendo ganhos rápidos e capturando Seul. Tanto Stalin quanto Mao acreditavam que uma vitória rápida aconteceria. Os EUA foram ao Conselho de Segurança da ONU — que os soviéticos estavam boicotando devido à recusa americana em reconhecer o governo de Mao — e garantiram apoio militar aos sul-coreanos. As forças lideradas pelos Estados Unidos empurraram os norte-coreanos. Stalin queria evitar o conflito soviético direto com os EUA, convencendo os chineses a ajudar o Norte.
A União Soviética foi uma das primeiras nações a estender o reconhecimento diplomático ao recém-criado Estado de Israel em 1948. Quando a embaixadora israelense Golda Meir chegou à URSS, Stalin ficou furioso com as multidões de judeus que se reuniram para saudá-la. Ele ficou ainda mais irritado com a crescente aliança de Israel com os EUA. Depois que Stalin desentendeu-se com Israel, lançou uma campanha antijudaica na União Soviética e no Bloco Oriental. Em novembro de 1948, aboliu o CJA, e julgamentos-espetáculo ocorreram para alguns de seus membros. A imprensa soviética se engajou em ataques ao sionismo, à cultura judaica e ao "cosmopolitismo sem raízes", com níveis crescentes de antissemitismo expressos em toda a sociedade soviética. A crescente tolerância de Stalin ao antissemitismo pode ter se originado de seu crescente nacionalismo russo ou do reconhecimento de que o antissemitismo provou ser uma ferramenta de mobilização útil para Hitler e que ele poderia fazer o mesmo; ele pode ter visto cada vez mais o povo judeu como uma nação "contra-revolucionária" cujos membros eram leais aos EUA. Houve rumores, embora nunca tenham sido comprovados, de que Stalin estava planejando deportar todos os judeus soviéticos para a Região Autônoma Judaica em Birobidjan, no leste da Sibéria.

### Últimos anos: 1950–1953
Em seus últimos anos, Stalin estava com a saúde debilitada. Ele tirava férias cada vez mais longas; em 1950 e novamente em 1951, passou quase cinco meses de férias em sua dacha abecásia. Ele, no entanto, desconfiava de seus médicos; em janeiro de 1952, fez com que um fosse preso depois que sugeriram que deveria se aposentar para melhorar sua saúde. Em setembro, vários médicos do Kremlin foram presos por supostamente conspirar para matar políticos importantes no que foi conhecido como complô dos médicos; a maioria dos acusados eram judeus. Ele instruiu que os médicos presos fossem torturados para garantir a confissão. O julgamento de Slánský aconteceu na Checoslováquia, em novembro, quando 13 figuras importantes do Partido Comunista, 11 deles judeus, foram acusados e condenados por fazerem parte de uma vasta conspiração sionista-americana para subverter os governos do Bloco do Leste. Naquele mesmo mês, um julgamento muito divulgado de judeus acusados de destruidores industriais ocorreu na Ucrânia. Em 1951, teve início o complô mingrélio, um expurgo da facção georgiana do Partido Comunista, que resultou em mais de 11 mil deportações.
De 1946 até sua morte, Stalin fez apenas três discursos públicos, dois dos quais duraram apenas alguns minutos. A quantidade de material escrito que ele produziu também diminuiu. Em 1950, publicou o artigo "Sobre o Marxismo na Linguística", que refletia seu interesse pelas questões da nacionalidade russa. Em 1952, o último livro de Stalin, Problemas Econômicos do Socialismo na URSS, foi publicado. Nele procurou fornecer um guia para liderar o país após sua morte. Em outubro de 1952, fez um discurso de uma hora e meia no plenário do Comitê Central. Lá, ele enfatizou o que considerava qualidades de liderança necessárias no futuro e destacou as fraquezas de vários sucessores em potencial, particularmente Molotov e Mikoyan. Ainda em 1952, eliminou o Politburo e substituiu-o por uma versão maior, que chamou de Presidium.

## Morte, funeral e consequências

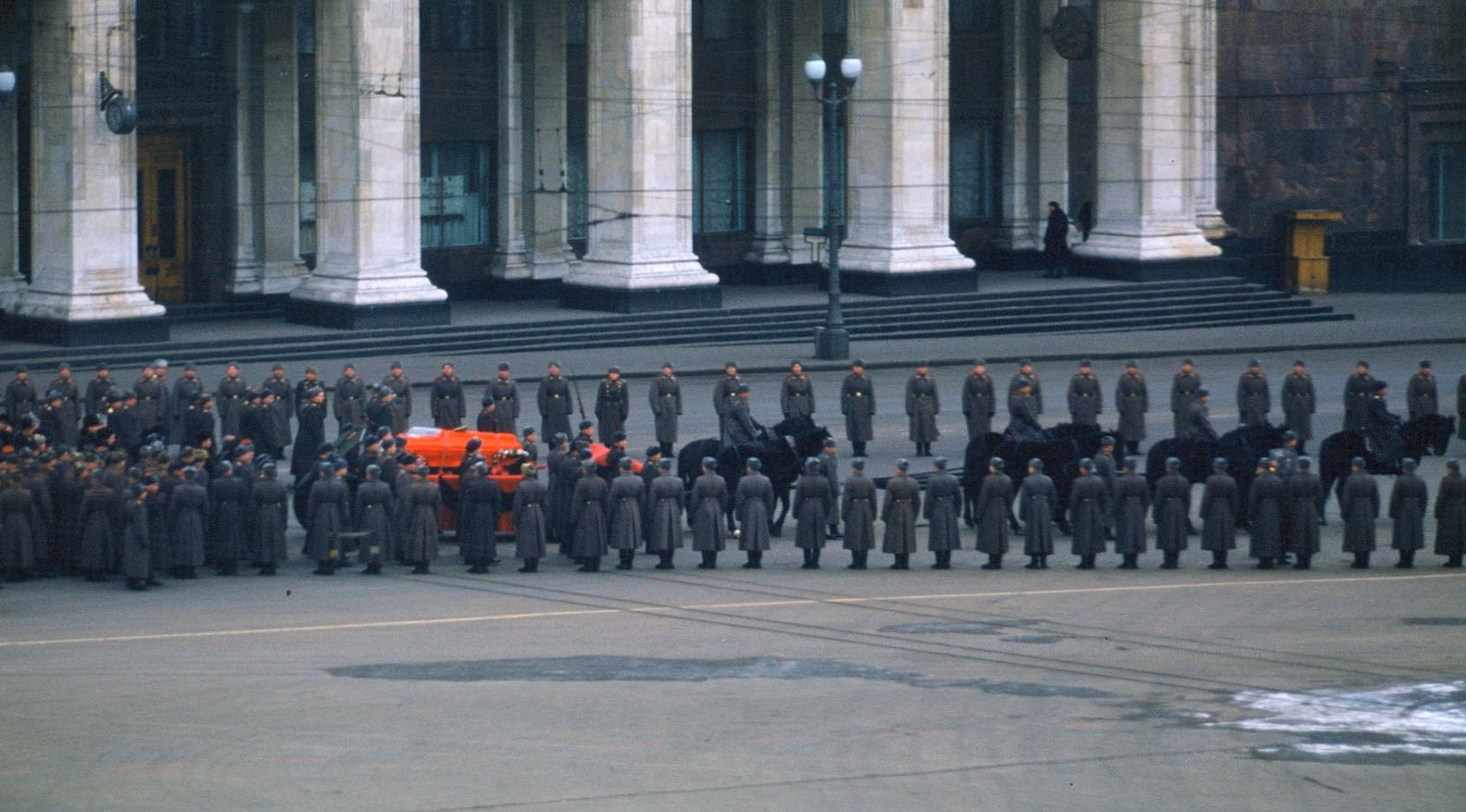
O caixão de Stalin na carruagem de obus puxado por cavalos, filmado pelo assistente do adido militar dos EUA, Major Martin Manhoff, da varanda da embaixada

Em 1.º de março de 1953, a equipe de Stalin o encontrou semiconsciente no chão do quarto de sua dacha em Kuntsevo. Ele sofreu uma hemorragia cerebral. Foi colocado em um sofá e lá permaneceu por três dias. Ele foi alimentado à mão com uma colher, recebeu vários remédios e injeções, e sanguessugas foram inseridas nele. Svetlana e Vasily foram chamados à dacha em 2 de março; o último estava bêbado e gritou furiosamente com os médicos, que o mandaram para casa. Stalin morreu em 5 de março de 1953. De acordo com Svetlana, foi "uma morte difícil e terrível". Uma autópsia revelou que ele havia morrido de hemorragia cerebral e que também sofreu graves danos nas artérias cerebrais devido à aterosclerose. É possível ter sido assassinado. Beria foi suspeito de homicídio, embora nenhuma prova concreta tenha aparecido.
A morte foi anunciada em 6 de março. O corpo foi embalsamado e depois colocado em exibição na Casa dos Sindicatos de Moscou por três dias. As multidões eram tantas que uma aglomeração matou cerca de 100 pessoas. O funeral envolveu o corpo sendo enterrado no Mausoléu de Lenin na Praça Vermelha em 9 de março; centenas de milhares compareceram. Naquele mês, houve um aumento nas prisões por "agitação antissoviética", quando aqueles que celebravam a morte de Stalin chamaram a atenção da polícia. O governo chinês instituiu um período de luto oficial pela morte do líder soviético.
Stalin não deixou um sucessor ungido nem uma estrutura dentro da qual uma transferência de poder pudesse ocorrer. O Comitê Central se reuniu no dia de sua morte, com Malenkov, Beria e Khrushchev emergindo como as principais figuras do partido. O sistema de liderança coletiva foi restaurado e medidas foram introduzidas para evitar que qualquer um de seus membros conseguisse a dominação autocrática novamente. A liderança coletiva incluía os seguintes oito membros seniores do Presidium do Comitê Central do Partido Comunista da União Soviética, listados segundo a ordem de precedência apresentada formalmente em 5 de março de 1953: Geórgiy Malenkov, Lavrenti Beria, Viatcheslav Molotov, Kliment Vorochilov, Nikita Khrushchov, Nikolai Bulganin, Lazar Kaganovitch e Anastas Mikoyan. As reformas no sistema soviético foram implementadas imediatamente. A reforma econômica reduziu os projetos de construção em massa, colocando uma nova ênfase na construção de casas e diminuindo os níveis de tributação do campesinato para estimular a produção. Os novos líderes buscaram uma reaproximação com a Iugoslávia e uma relação menos hostil com os EUA, buscando um fim negociado para a Guerra da Coreia em julho de 1953. Os médicos que estavam presos foram soltos e os expurgos antissemitas cessaram. Uma anistia em massa para os presos por crimes não políticos foi emitida, reduzindo pela metade a população carcerária do país, enquanto a segurança do estado e os sistemas de Gulag foram reformados, com a tortura sendo proibida em abril de 1953.

## Ideologia política

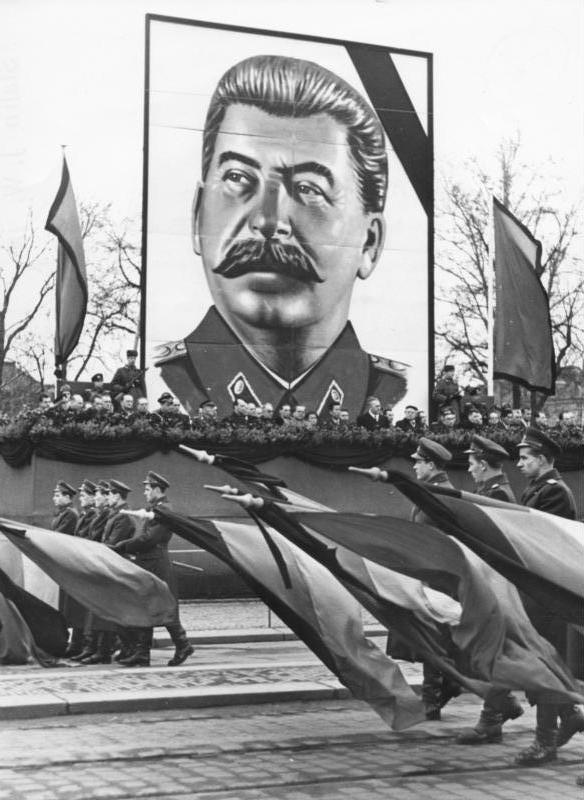
Um desfile de luto em homenagem a Stalin em Dresden, Alemanha Oriental, em 1953

Stalin afirmou ter abraçado o marxismo aos quinze anos, e serviu como filosofia orientadora durante toda a sua vida adulta; de acordo com Kotkin, ele tinha "convicções marxistas zelosas", enquanto Montefiore sugeria que o marxismo tinha um valor "quase religioso" para Stalin. Embora nunca tenha se tornado um nacionalista georgiano, durante sua juventude elementos do pensamento nacionalista local se misturaram ao marxismo em sua perspectiva. O historiador Alfred J. Rieber observou que havia sido criado em "uma sociedade onde a rebelião estava profundamente enraizada no folclore e nos rituais populares". Stalin acreditava na necessidade de adaptar o marxismo às novas circunstâncias; em 1917, ele declarou que "há um marxismo dogmático e um marxismo criador. Eu me situo no terreno do segundo". Volkogonov acreditava que o marxismo de Stalin foi moldado por sua "mentalidade dogmática", sugerindo que isso havia sido instilado no líder soviético durante sua educação em instituições religiosas. Segundo o estudioso Robert Service, as "poucas inovações de Stalin na ideologia foram desenvolvimentos brutos e duvidosos do marxismo". Alguns deles derivaram de conveniência política, em vez de qualquer compromisso intelectual sincero; ele costumava recorrer à ideologia post hoc para justificar suas decisões. Stalin se referia a si como um praktik, o que significa que ele era mais um revolucionário prático do que um teórico.
Como um marxista e um anticapitalista radical, Stalin acreditava em uma inevitável "guerra de classes" entre o proletariado mundial e a burguesia. Ele acreditava que as classes trabalhadoras teriam sucesso nessa luta e estabeleceriam uma ditadura do proletariado, considerando a União Soviética um exemplo de tal estado. Também acreditava que este estado proletário precisaria introduzir medidas repressivas contra "inimigos" estrangeiros e domésticos para garantir o esmagamento total das classes proprietárias, e assim a guerra de classes se intensificaria com o avanço do socialismo. Como uma ferramenta de propaganda, envergonhar os "inimigos" explicava todos os resultados econômicos e políticos inadequados, as dificuldades enfrentadas pela população e os fracassos militares. O novo estado seria então capaz de garantir que todos os cidadãos tivessem acesso a trabalho, comida, abrigo, saúde e educação, com o desperdício do capitalismo eliminado por um novo sistema econômico padronizado. De acordo com Sandle, Stalin estava "comprometido com a criação de uma sociedade que fosse industrializada, coletivizada, planejada central e tecnologicamente avançada".

Stalin aderiu à variante leninista do marxismo. Em seu livro Sobre os Fundamentos do Leninismo, ele afirmou que "o leninismo é o marxismo da época do imperialismo e da revolução proletária". Ele alegou ser um leninista leal, embora — de acordo com Service — não fosse "um leninista cegamente obediente". Respeitava Lenin, mas não acriticamente, e falou quando acreditava que este estava errado. Durante o período de sua atividade revolucionária, considerou algumas das opiniões e ações de Lenin como sendo atividades autoindulgentes de um emigrado mimado, considerando-as contraproducentes para os ativistas bolcheviques com base no próprio Império Russo. Após a Revolução de Outubro, eles continuaram a ter diferenças. Enquanto Lenin acreditava que todos os países da Europa e da Ásia se uniriam prontamente como um único estado após a revolução do proletariado, Stalin argumentou que o orgulho nacional impediria isso, e que diferentes estados socialistas teriam que ser formados; em sua opinião, um país como a Alemanha não se submeteria prontamente a ser parte de um estado federal dominado pela Rússia. O biógrafo Oleg Khlevniuk, no entanto, acreditava que a dupla desenvolveu um "vínculo forte" ao longo dos anos, enquanto Kotkin sugeria que a amizade de ambos era "o relacionamento mais importante na vida de Stalin". Após a morte de Lenin, ele confiou muito nos escritos de seu antecessor — muito mais do que os de Marx e Engels — para guiá-lo nos assuntos de Estado. Stalin adotou a visão leninista sobre a necessidade de uma vanguarda revolucionária que pudesse liderar o proletariado ao invés de ser liderada por ele. Liderando essa vanguarda, acreditava que os povos soviéticos precisavam de uma figura central forte — semelhante a um czar — a quem pudessem se reunir. Em suas palavras, "as pessoas precisam de um czar, a quem possam adorar e para quem possam viver e trabalhar". Ele leu e admirou dois czares em particular: Ivan, o Terrível e Pedro, o Grande. No culto à personalidade construído em torno dele, era conhecido como vozhd, um equivalente ao duce italiano e ao führer alemão.

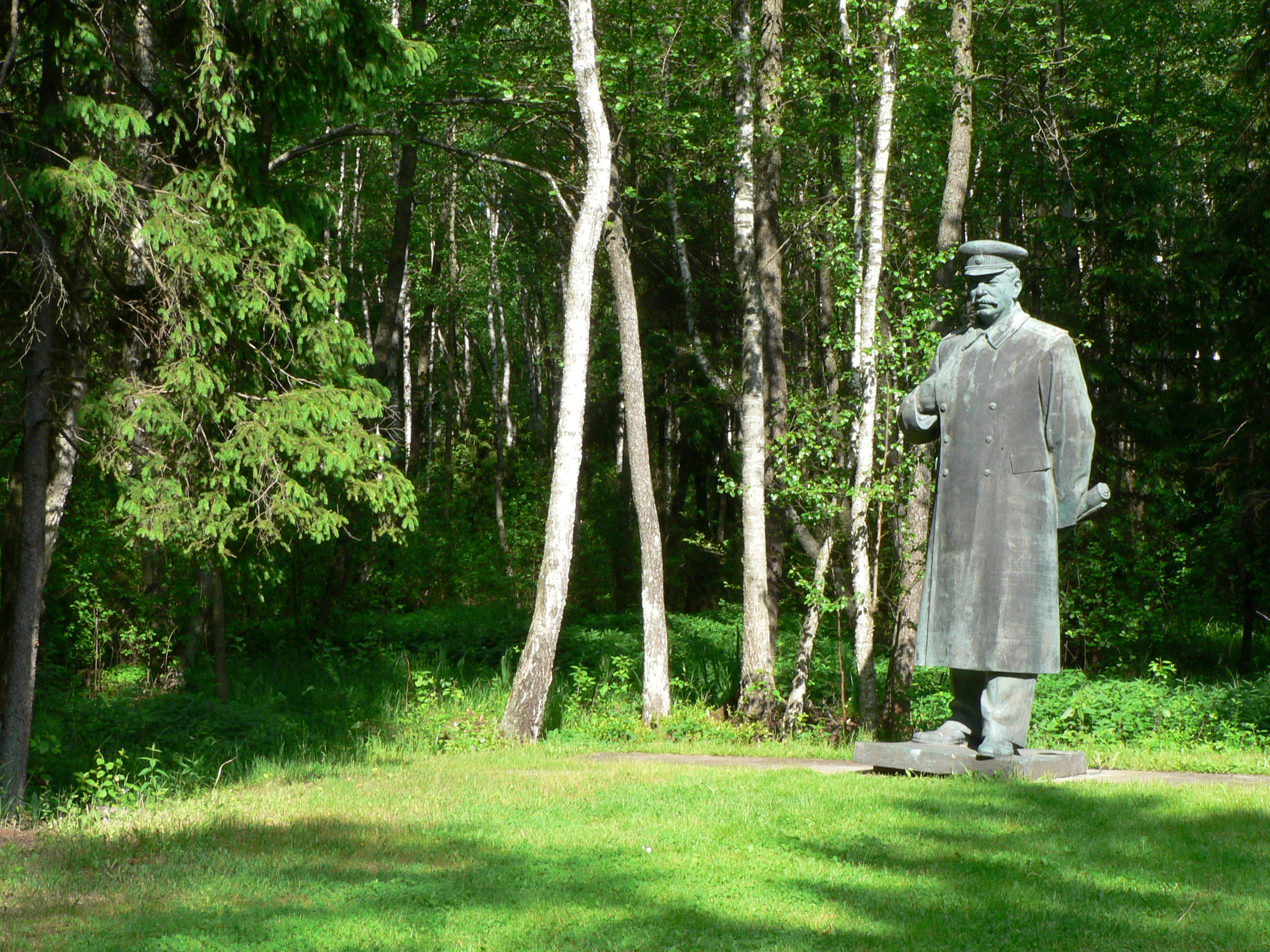
Uma estátua de Stalin no Grūto parkas perto de Druskininkai, Lituânia; originalmente ficava em Vilnius, Lituânia

O stalinismo foi um desenvolvimento do leninismo, e enquanto Stalin evitou usar o termo "Marxismo-Leninismo-Stalinismo", permitiu que outros o fizessem. Após a morte de Lenin, contribuiu para os debates teóricos dentro do Partido Comunista, desenvolvendo nomeadamente a ideia de "Socialismo em um Único País". Este conceito estava intimamente ligado às lutas faccionais dentro do partido, particularmente contra Trótski. Ele desenvolveu a ideia pela primeira vez em dezembro de 1924 e a elaborou em seus escritos de 1925–26. A doutrina de Stalin sustentava que o socialismo poderia ser completado na Rússia, mas sua vitória final no país não poderia ser garantida devido à ameaça da intervenção capitalista. Por esta razão, ele manteve a visão leninista de que a revolução mundial ainda era uma necessidade para garantir a vitória final do socialismo. Embora retendo a crença marxista de que o estado iria definhar à medida que o socialismo se transformasse em puro comunismo, ele acreditava que o estado soviético permaneceria até a derrota final do capitalismo internacional. Este conceito sintetizou as ideias marxistas e leninistas com ideais nacionalistas e serviu para desacreditar Trótski — que promoveu a ideia da "revolução permanente" — apresentando este último como um derrotista com pouca fé nas habilidades dos trabalhadores russos para construir o socialismo.
Stalin via as nações como entidades contingentes formadas pelo capitalismo e que podiam se fundir em outras. Em última análise, acreditava que todas as nações se fundiriam em uma única comunidade humana global e considerava todas as nações como inerentemente iguais. Em seu trabalho, afirmou que "o direito de secessão" deveria ser oferecido às minorias étnicas do Império Russo, mas que elas não deveriam ser encorajadas a fazer essa opção. Possuía a opinião de que, se eles se tornassem totalmente autônomos, acabariam sendo controlados pelos elementos mais reacionários de sua comunidade; como exemplo, citou os tártaros, em grande parte analfabetos, que, segundo ele, acabariam sendo dominados por seus mulás. Stalin argumentou que os judeus possuíam um "caráter nacional", mas não eram uma "nação" e, portanto, não eram assimiláveis. Argumentou que o nacionalismo judeu, particularmente o sionismo, era hostil ao socialismo. De acordo com Khlevniuk, Stalin reconciliou o marxismo com o imperialismo das grandes potências e, portanto, a expansão do império o torna digno dos czares russos. Service argumentou que o marxismo de Stalin estava imbuído de uma grande dose de nacionalismo russo. Já para Montefiore, o abraço de Stalin à nação russa foi pragmático, já que os russos eram o núcleo da população da URSS; não foi uma rejeição de suas origens georgianas. Seu impulso à expansão soviética para o oeste na Europa Oriental resultou em acusações de imperialismo russo.

## Vida pessoal e características
Stalin, de forma brutal, engenhosa, incansável, construiu uma ditadura pessoal dentro da ditadura bolchevique. Depois, iniciou e levou a cabo uma reconstrução socialista sangrenta de todo o antigo império, comandou uma vitória na maior guerra da história da humanidade e levou a União Soviética ao epicentro das questões globais. Mais do que a de qualquer outra figura histórica, até mesmo Gandhi ou Churchill, uma biografia de Stalin […] acaba por se aproximar de uma história do mundo.

—Stephen Kotkin
De etnia georgiana, Stalin cresceu falando a língua nativa e só começou a aprender russo aos oito ou nove anos. Ele permaneceu orgulhoso de sua identidade georgiana e ao longo de sua vida manteve um forte sotaque da região ao falar russo. De acordo com Montefiore, apesar de sua afinidade pela Rússia e pelos russos, ele permaneceu profundamente georgiano em seu estilo de vida e personalidade. Os colegas o descreveram como "asiático", e ele disse a um jornalista japonês: "não sou um homem europeu, mas sim um asiático, um georgiano russificado". Service também observou que ele "nunca seria russo", não poderia se passar por um e nunca tentou fingir que era. Montefiore era da opinião de que, "depois de 1917, [Stalin] se tornou quadrinacional: georgiano por nacionalidade, russo por lealdade, internacionalista por ideologia, soviético por cidadania".
Stalin tinha uma voz suave e, quando falava em russo, falava devagar, escolhendo cuidadosamente a frase. Em particular, ele usava uma linguagem grosseira, embora evitasse fazê-lo em público. Descrito como um orador pobre, de acordo com Volkogonov, seu estilo de fala era "simples e claro, sem voos de fantasia, frases cativantes ou histriônico de plataforma". Ele raramente falava para grandes audiências e preferia se expressar por escrito. Seu estilo de escrita era semelhante, caracterizado pela simplicidade, clareza e concisão. Ao longo de sua vida, usou vários apelidos e pseudônimos, incluindo "Koba", "Soselo" e "Ivanov", adotando "Stalin" em 1912; tinha como base a palavra russa para "aço" e muitas vezes traduzido como "Homem de Aço".

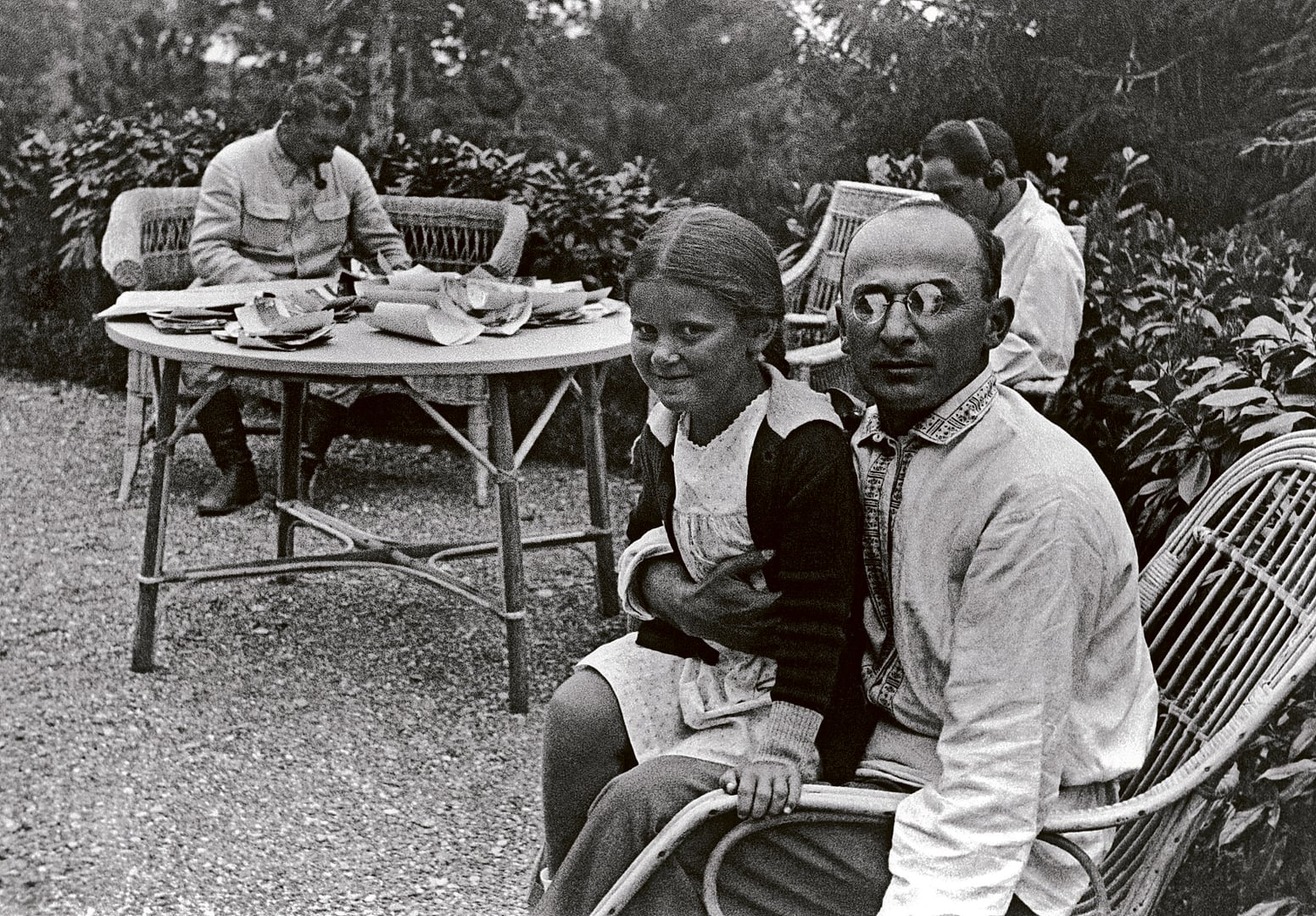
Lavrenti Beria com Svetlana, a filha de Stalin no colo, e o líder soviético sentado ao fundo em sua dacha, perto de Sóchi, meados da década de 1930

Na idade adulta, media 1,63 m de altura. Para parecer mais alto, ele usava sapatos empilhados e ficava em uma pequena plataforma durante os desfiles. Seu bigode apresentava marcas de varíola durante a infância; isso foi retocado a partir de fotografias publicadas. Ele nasceu com sindactilia no pé esquerdo, e seu braço esquerdo foi permanentemente ferido na infância, o que o deixou sem flexibilidade e mais curto que o direito, o que provavelmente foi o resultado de ser atropelado, aos 12 anos, por uma carruagem puxada por cavalos.
Durante a juventude, Stalin cultivou uma aparência desleixada com a rejeição dos valores estéticos da classe média. Em 1907, deixou o cabelo crescer e muitas vezes usava barba; como roupa, costumava usar um chokha tradicional georgiano ou uma camisa de cetim vermelha com um casaco cinza e um chapéu de feltro preto. De meados de 1918 até sua morte, preferiu roupas de estilo militar, em particular, longas botas pretas, túnicas de cor clara sem gola e uma arma. Foi um fumante de longa data, usando cachimbo e cigarros. Tinha poucas demandas materiais e vivia com simplicidade, com roupas e móveis simples e baratos; seu interesse estava no poder, em vez de riqueza.
Como líder soviético, normalmente acordava por volta das 11h, com o almoço servido entre 15h e 17h e o jantar não antes das 21h; ele então trabalhava até tarde da noite. Ele costumava jantar com outros membros do Politburo e suas famílias. Como líder, raramente deixava Moscou, a não ser para ir para uma de suas dachas; ele não gostava de viajar e se recusava a viajar de avião. Sua escolha de casa de férias preferida mudou ao longo dos anos, embora ele tenha passado férias nas partes do sul da URSS todos os anos de 1925 a 1936 e novamente de 1945 a 1951. Junto com outras figuras importantes, tinha uma dacha em Zubalova, a 35 km de Moscou, embora tenha deixado de usá-la após o suicídio de Nadejda em 1932. Depois de 1932, preferiu feriados na Abecásia, sendo amigo de seu líder, Nestor Lakoba. Em 1934, sua nova datcha de Kuntsevo foi construída; a 9 km do Kremlin, tornou-se sua residência principal. Em 1935, ele começou a usar uma nova dacha fornecida por Lakoba em Nova Athos; em 1936, mandou construir a dacha Kholodnaya Rechka na costa da Abecásia, projetada por Miron Merzhanov.

### Personalidade

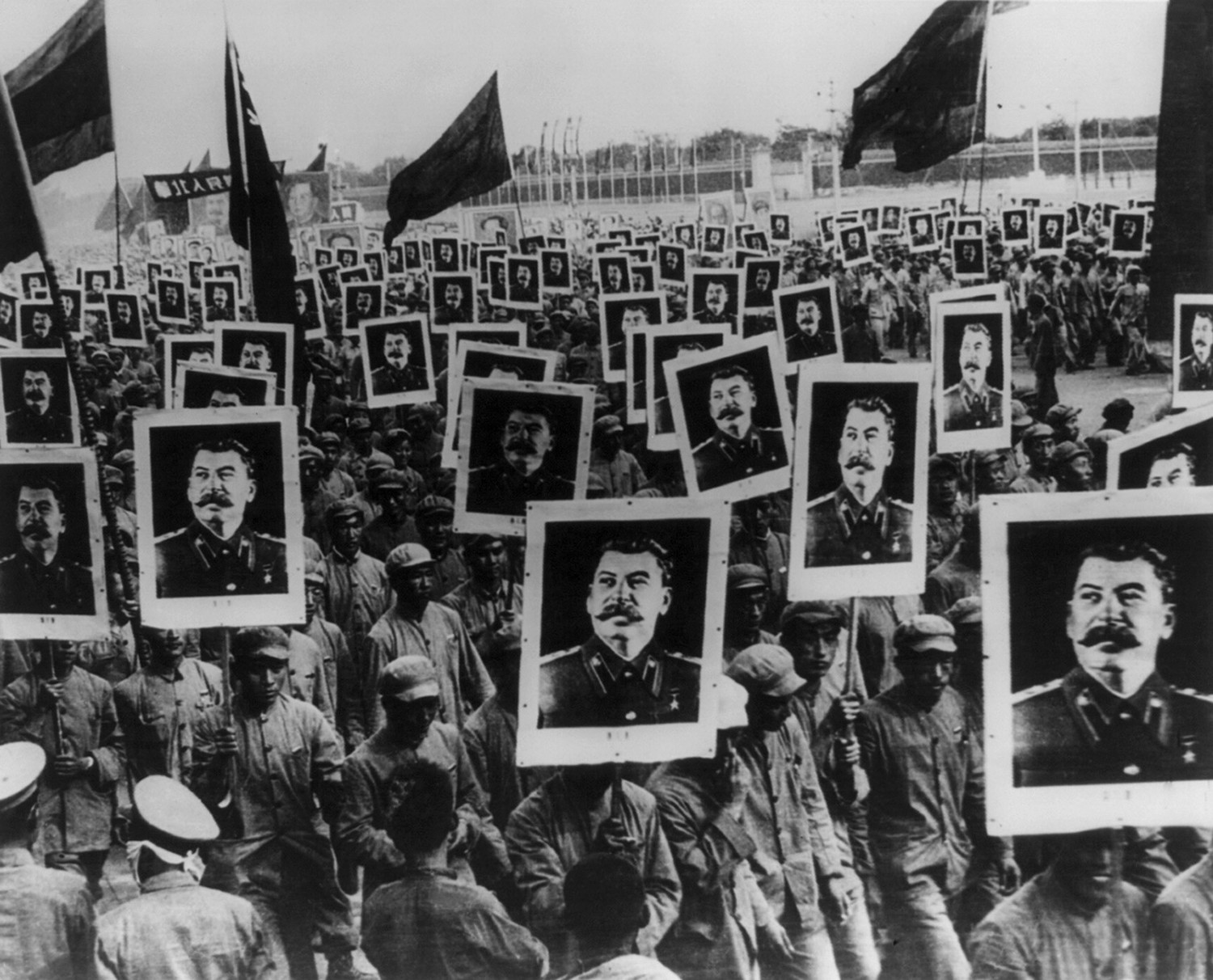
Marxistas chineses comemoram o septuagésimo aniversário de Stalin em 1949

Trótski e várias outras figuras soviéticas promoveram a ideia de que Stalin era uma mediocridade. Isso ganhou ampla aceitação fora da União Soviética durante sua vida, contudo era enganoso. Segundo o historiador Montefiore, "fica claro por testemunhas hostis e amigáveis que Stalin sempre foi excepcional, desde a infância". Tinha uma mente complexa, grande autocontrole e uma excelente memória. Era um trabalhador esforçado e exibia um grande desejo de aprender; quando no poder, examinou muitos detalhes da vida soviética, de roteiros de filmes a planos arquitetônicos e equipamentos militares. De acordo com Volkogonov, "a vida privada de Stalin e a vida profissional eram uma e a mesma"; ele não tirou dias de folga das atividades políticas.
Ele podia desempenhar papéis diferentes para públicos diferentes e era perito em enganar, muitas vezes iludindo os outros quanto a seus verdadeiros motivos e objetivos. Vários historiadores consideraram apropriado seguir a descrição de Lazar Kaganovitch da existência de "vários Stalins" como um meio de compreender sua personalidade multifacetada. Era um bom organizador, com uma mente estratégica e julgava os outros de acordo com sua força interior, praticidade e inteligência. Reconheceu que podia ser rude e insultuoso, mas raramente levantava a voz com raiva; conforme sua saúde se deteriorou mais tarde na vida, ele se tornou cada vez mais imprevisível e mal-humorado. Apesar de sua atitude de durão, conseguia ser muito charmoso; quando relaxado, contava piadas e imitava os outros. Montefiore sugeriu que esse encanto era "a base do poder de Stalin no Partido".
Era implacável, de temperamento cruel e tinha alta propensão para a violência, mesmo entre os bolcheviques. Ele carecia de compaixão, algo que Volkogonov sugeriu que poderia ter sido acentuado por seus muitos anos na prisão e no exílio, embora fosse capaz de atos de bondade com estranhos, mesmo em meio ao Grande Terror. Ele era capaz de uma indignação hipócrita e era ressentido, rancoroso e vingativo, guardando queixas contra os outros por muitos anos. Na década de 1920, também era desconfiado e conspiratório, propenso a acreditar que as pessoas estavam tramando contra ele e que havia vastas conspirações internacionais por trás de atos de dissidência. Ele nunca compareceu a sessões de tortura ou execuções, embora Service achasse que Stalin "obtinha profunda satisfação" em degradar e humilhar as pessoas e gostava de manter até mesmo associados próximos em um estado de "medo absoluto". Montefiore achava que a brutalidade de Stalin o caracterizava como um "extremista natural"; Service sugeriu que ele tinha tendências para um transtorno de personalidade paranoide e sociopata. Outros historiadores relacionaram sua brutalidade não a qualquer traço de personalidade, mas ao seu compromisso inabalável com a sobrevivência da União Soviética e a causa marxista-leninista internacional.

É difícil para mim conciliar a cortesia e consideração que ele me mostrou pessoalmente com a horrível crueldade de suas liquidações por atacado. Outros, que não o conheciam pessoalmente, veem apenas o tirano em Stalin. Eu também vi o outro lado – sua alta inteligência, aquela fantástica compreensão dos detalhes, sua astúcia e sua surpreendente sensibilidade humana que ele era capaz de mostrar, pelo menos nos anos de guerra. Achei-o mais bem informado do que Roosevelt, mais realista do que Churchill, em alguns aspectos o mais eficaz dos líderes de guerra. […] Devo confessar que, para mim, Stalin continua sendo o personagem mais inescrutável e contraditório que conheci – e deixar a palavra final para o julgamento da história.

—W. Averell Harriman, embaixador dos EUA na URSS
Muito interessado nas artes, Stalin admirava o talento artístico. Ele protegeu vários escritores soviéticos, como Mikhail Bulgákov, mesmo quando seu trabalho foi rotulado como prejudicial ao regime. Ele gostava de música, possuía cerca de 2700 discos e frequentava o Teatro Bolshoi durante as décadas de 1930 e 1940. Seu gosto pela música e pelo teatro era conservador, privilegiando o drama clássico, a ópera e o balé sobre o que ele descartou como "formalismo" experimental. Também favoreceu as formas clássicas nas artes visuais, não gostando de estilos de vanguarda como o cubismo e o futurismo. Era um leitor voraz, com uma biblioteca de mais de 20 mil livros. Pouco disso era ficção, embora ele pudesse citar de cor passagens de Alexandre Pushkin, Nikolai Nekrássov e Walt Whitman. Favoreceu os estudos históricos, acompanhando os debates no estudo da história russa, mesopotâmica, romana antiga e bizantina. Autodidata, ele afirmava ler até 500 páginas por dia; Montefiore o considerava um intelectual. Stalin também gostava de assistir filmes tarde da noite nos cinemas instalados no Kremlin e em suas dachas. Ele favoreceu o gênero faroeste; seu filme favorito era Volga-Volga de 1938.
Stalin era um jogador de bilhar afiado e talentoso e colecionava relógios. Ele também gostava de brincadeiras; ele, por exemplo, colocava um tomate no assento dos membros do Politburo e esperava que eles se sentassem nele. Nos eventos sociais, ele incentivou o canto, assim como o consumo de álcool; esperava que outros revelassem embriagadamente seus segredos para ele. Quando criança, Stalin demonstrou amor pelas flores e, mais tarde, tornou-se um jardineiro entusiasta. Seu subúrbio, Volynskoe, tinha um parque de 20 hectares, com Stalin dedicando muita atenção às atividades agrícolas.
Stalin condenou publicamente o antissemitismo, embora tenha sido repetidamente acusado disso. Pessoas que o conheciam, como Khrushchov, sugeriram que ele nutria por muito tempo sentimentos negativos em relação aos judeus, e as tendências antissemitas em suas políticas foram alimentadas ainda mais pela luta contra Trótski. Após a morte de Stalin, Khrushchov afirmou que ele o encorajou a incitar o antissemitismo na Ucrânia, dizendo supostamente a ele que "os bons trabalhadores de fábrica deveriam receber clubes para que pudessem espancar os judeus". Em 1946, teria dito em particular que "todo judeu é um espião em potencial". Conquest afirmou que embora Stalin tivesse associados judeus, ele promoveu o antissemitismo. Service advertiu que "não havia evidência irrefutável" de antissemitismo na obra publicada de Stalin, embora suas declarações privadas e ações públicas fossem inegavelmente uma reminiscência do antagonismo bruto contra os judeus; também acrescentou que durante sua vida, o georgiano "seria amigo, associado ou líder de incontáveis judeus". De acordo com Beria, Stalin teve casos com várias mulheres judias.

### Relacionamentos e família

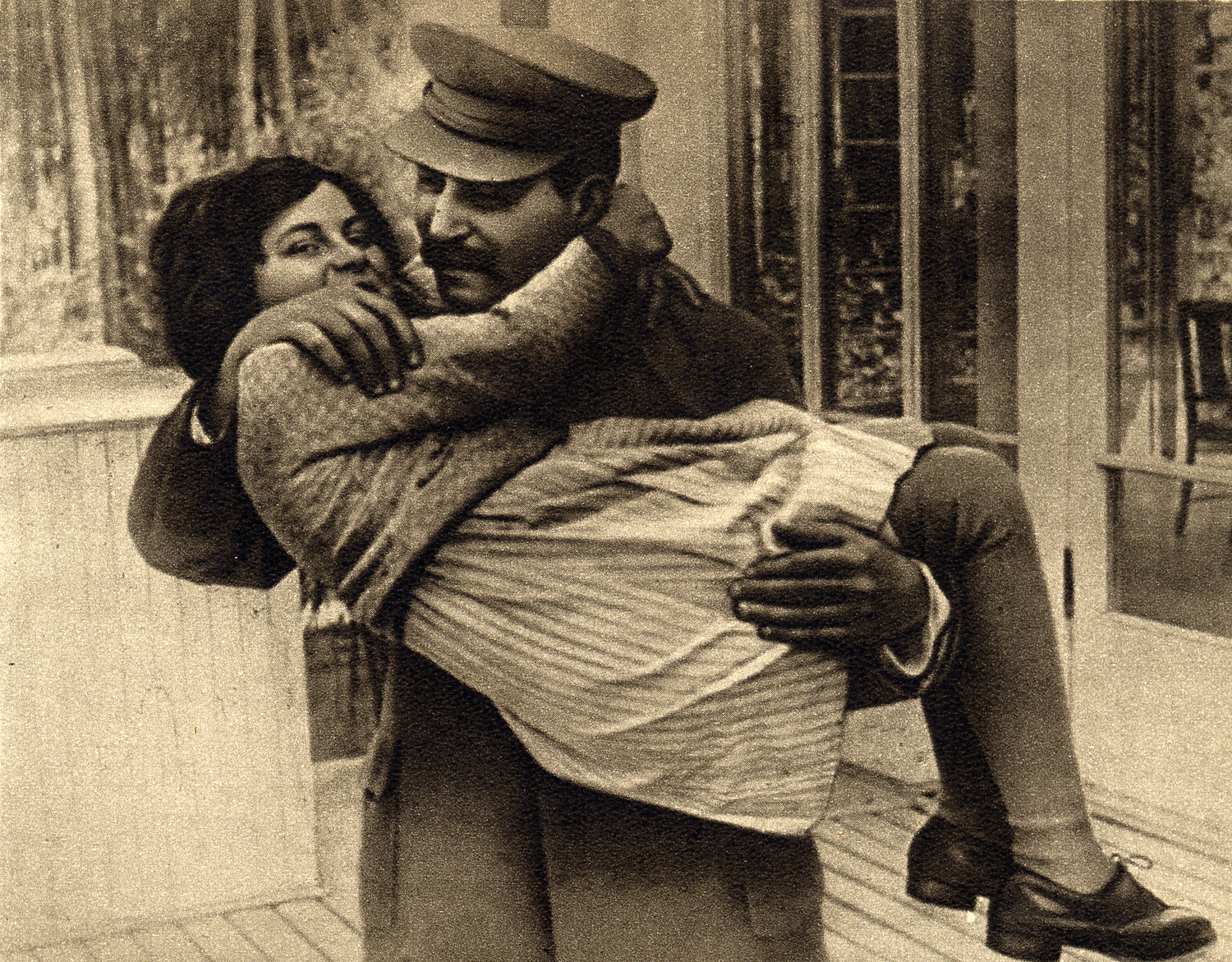
Stalin carregando sua filha, Svetlana

A amizade era importante para Stalin e ele a usava para ganhar e manter o poder. Kotkin observou que ele "geralmente gravitava em torno de pessoas como ele: alpinistas sociais da intelligentsia de origem humilde". Deu apelidos aos seus favoritos, por exemplo, referindo-se a Yezhov como "minha amora". Stalin era sociável e gostava de brincar. De acordo com Montefiore, as amizades dele "serpenteavam entre amor, admiração e ciúme venenoso". Enquanto chefe da União Soviética, manteve contato com muitos de seus velhos amigos na Geórgia, enviando-lhes cartas e presentes em dinheiro.
De acordo com Montefiore, em sua juventude Stalin "raramente parece ter ficado sem namorada". Ele era sexualmente promíscuo, embora raramente falava sobre sua vida sexual. Também observou que os tipos favoritos do georgiano eram "adolescentes jovens e maleáveis ou camponesas rechonchudas", que o apoiariam e não o desafiariam. De acordo com Service, ele "considerava as mulheres um recurso para a gratificação sexual e conforto doméstico". Stalin se casou duas vezes e teve vários filhos.
Casou-se com sua primeira esposa, Ekaterina Svanidze, em 1906. De acordo com Montefiore, foi "um verdadeiro casamento por amor"; Volkogonov sugeriu que ela "provavelmente era o único ser humano que ele realmente amava". Quando ela morreu, Stalin disse: "Esta criatura amoleceu meu coração de pedra". Eles tiveram um filho, Yakov, que muitas vezes frustrava e irritava seu pai. Yakov teve uma filha, Galina, antes de lutar pelo Exército Vermelho na Segunda Guerra Mundial. Ele foi capturado pelo exército alemão e depois cometeu suicídio.
Sua segunda esposa foi Nadejda Alliluyeva; o relacionamento deles não era fácil e muitas vezes brigavam. Tiveram dois filhos biológicos — um menino, Vasili, e uma filha, Svetlana — e adotaram outro filho, Artyom Sergeyev, em 1921. Durante seu casamento com Nadejda, Stalin teve casos com muitas outras mulheres, a maioria das quais eram colegas revolucionárias ou as esposas deles. Nadejda suspeitou que fosse esse o caso e cometeu suicídio em 1932. Stalin considerava Vasili mimado e frequentemente punia seu comportamento; como filho do líder soviético, foi rapidamente promovido nas fileiras do Exército Vermelho e permitiu um estilo de vida luxuoso. Por outro lado, Stalin teve uma relação afetuosa com Svetlana durante sua infância e também gostava muito de Artyom. Mais tarde na vida, ele desaprovou os vários pretendentes e maridos da filha, prejudicando seu relacionamento com ela. Após a Segunda Guerra Mundial, reservou pouco tempo para seus filhos e sua família desempenharam um papel cada vez mais decrescente em sua vida. Após a morte de Stalin, Svetlana mudou seu sobrenome para Alliluyeva e desertou para os EUA.
Após a morte de Nadejda, Stalin tornou-se cada vez mais próximo de sua cunhada Zhenya Alliluyeva; Montefiore acreditava que provavelmente eram amantes. Há rumores não comprovados de que a partir de 1934 ele teve um relacionamento com sua governanta, Valentina Istomina. Teve pelo menos dois filhos ilegítimos, embora nunca os tenha reconhecido como seus. Um deles, Konstantin Kuzakov, mais tarde ensinou filosofia no Instituto Militar Mecânico de Leningrado, mas nunca conheceu seu pai. O outro, Alexandre, era filho de Lidia Pereprygia; ele foi criado como filho de um camponês pescador e as autoridades soviéticas o fizeram jurar que nunca revelaria que Stalin era seu pai biológico.

## Legado

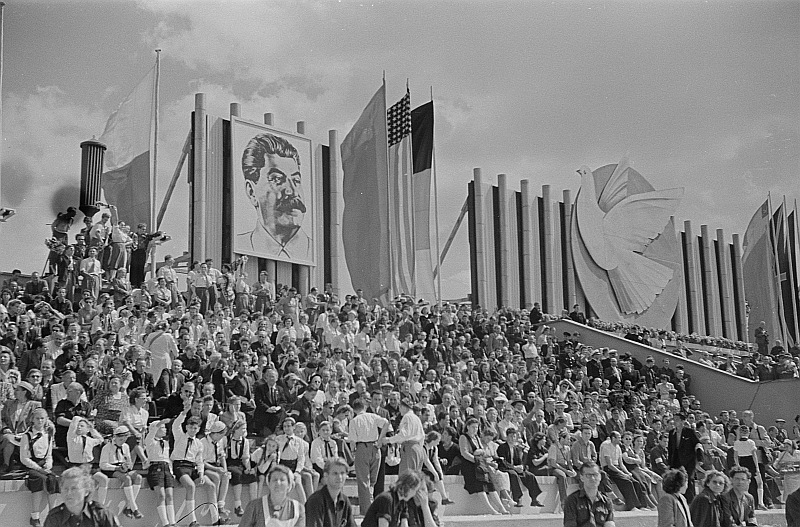
Um cartaz de Stalin no 3.º Festival Mundial da Juventude e dos Estudantes em Berlim Oriental. Alemanha Oriental, 1951

O historiador Robert Conquest afirmou que Stalin talvez tenha "determinado o curso do século XX" mais do que qualquer outro indivíduo. Biógrafos como Service e Volkogonov o consideram um político notável e excepcional; Montefiore o rotulou como "aquela combinação rara: ao mesmo tempo 'intelectual' e assassino", um homem que foi "o político supremo" e "o mais esquivo e fascinante dos titãs do século XX". Segundo o historiador Kevin McDermott, as interpretações sobre Stalin vão desde "o bajulador e adulador ao vitriólico e condenatório". Para a maioria dos ocidentais e russos anticomunistas, ele é visto de maneira esmagadoramente negativa como um assassino em massa; para um número significativo de russos e georgianos, é considerado um grande político e construtor de Estado.
Stalin fortaleceu e estabilizou a União Soviética. Service sugeriu que o país poderia ter entrado em colapso muito antes de 1991 sem ele. Em menos de três décadas, transformou o país em uma grande potência industrial mundial, que poderia "reivindicar conquistas impressionantes" em termos de urbanização, força militar, educação e orgulho soviético. Sob seu governo, a expectativa de vida média soviética cresceu devido às melhores condições de vida, nutrição e cuidados médicos, à medida que as taxas de mortalidade também diminuíram. Embora milhões de cidadãos soviéticos o desprezassem, o apoio a ele foi generalizado por toda a sociedade soviética. Sua necessidade de desenvolvimento econômico para a União Soviética foi questionada, argumentando-se que suas políticas de 1928 em diante podem ter sido apenas um fator limitante.

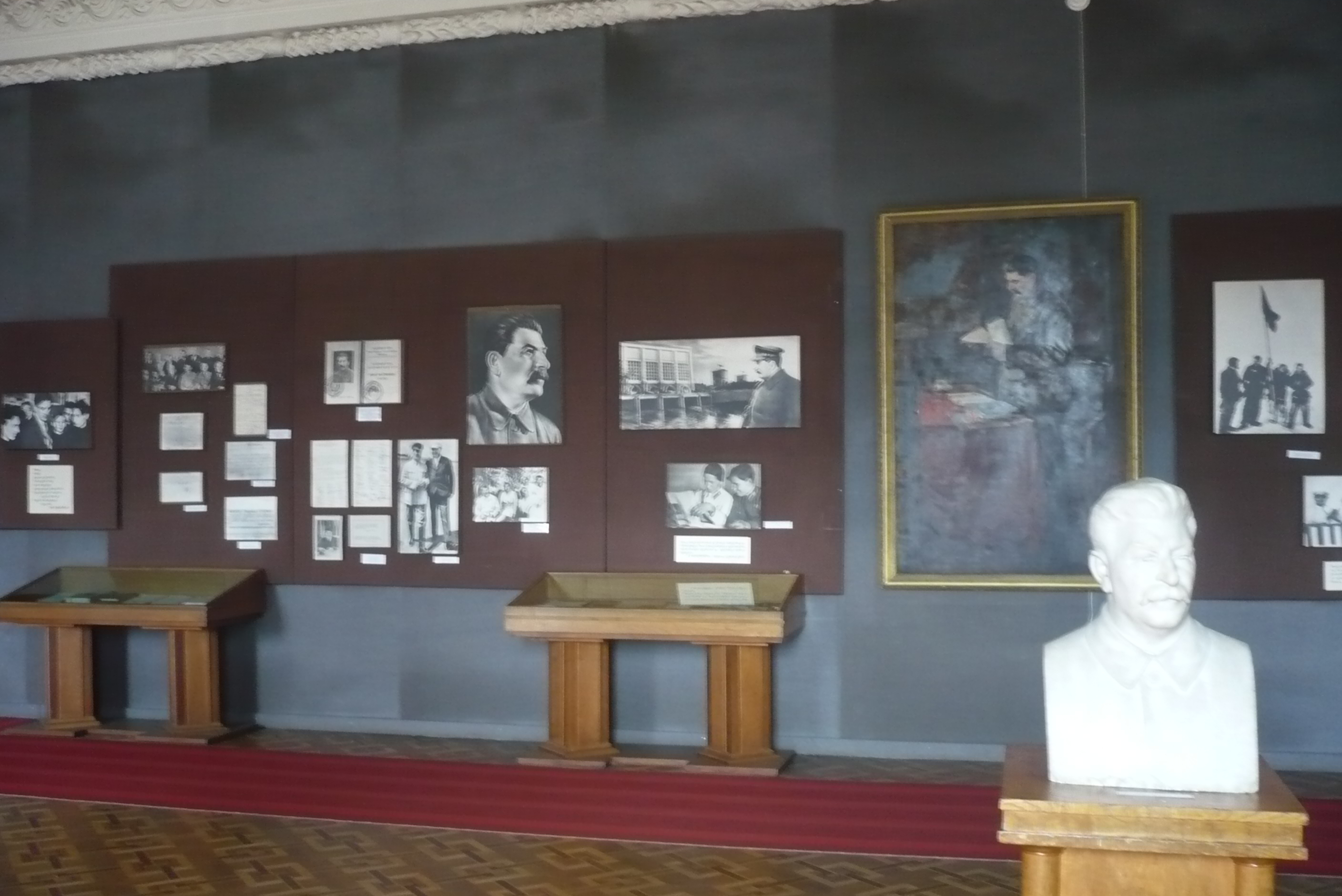
Interior do Museu Josef Stalin em Gori, Geórgia

Sua União Soviética foi caracterizada como um estado totalitário, com ele como um líder autoritário. Vários biógrafos o descreveram como um ditador, um autocrata, ou o acusaram de praticar o cesarismo. Montefiore argumentou que, embora Stalin inicialmente governasse como parte de uma oligarquia do Partido Comunista, o governo soviético se transformou dessa oligarquia em uma ditadura pessoal em 1934, com Stalin apenas se tornando "ditador absoluto" entre março e junho de 1937, quando os militares e figuras do NKVD foram eliminados. De acordo com Kotkin, ele "construiu uma ditadura pessoal dentro da ditadura bolchevique". Tanto na União Soviética quanto em outros lugares, foi retratado como um "déspota oriental". Dmitri Volkogonov o caracterizou como "uma das figuras mais poderosas da história humana". McDermott afirmou que Stalin "concentrou autoridade política sem precedentes em suas mãos". Service afirmou que ele "havia se aproximado do despotismo pessoal mais do que quase qualquer monarca na história" no final dos anos 1930.

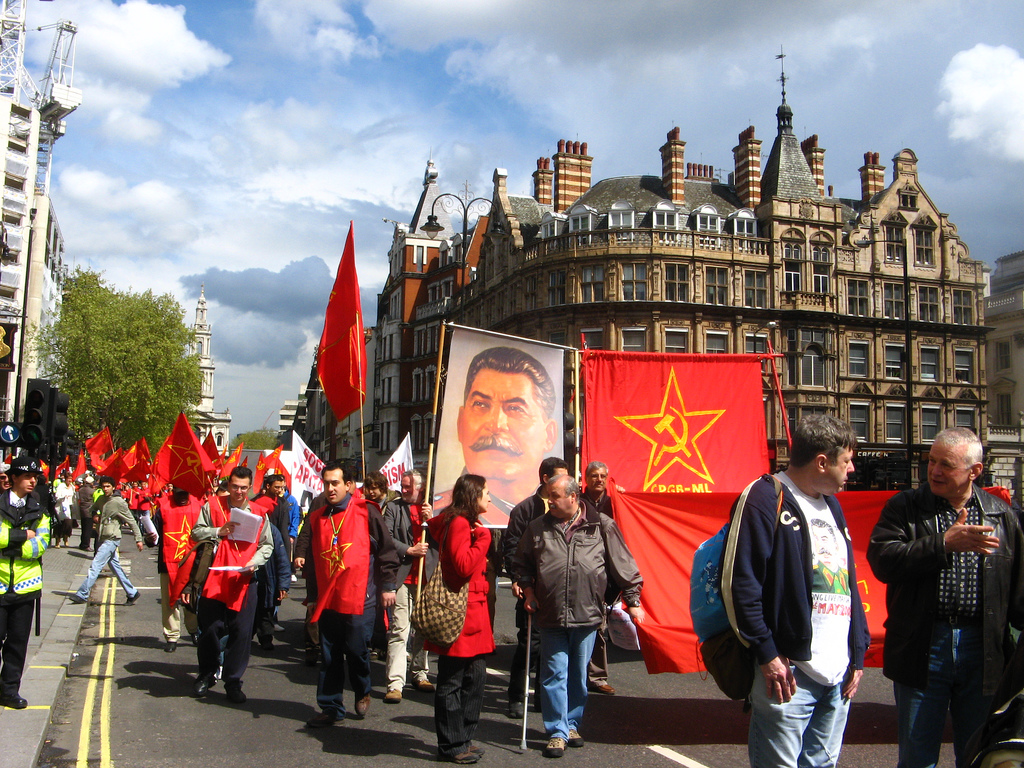
Um contingente do Partido Comunista da Grã-Bretanha (marxista–leninista) carregando uma bandeira de Stalin em uma marcha de 1º de maio em Londres em 2008

McDermott, no entanto, alertou contra os "estereótipos simplistas" — promovidos na ficção de escritores como Alexander Soljenítsin, Vasily Grossman e Anatoli Ribakov — que retratavam Stalin como um tirano onipotente e onipresente que controlava todos os aspectos da vida soviética por meio da repressão e do totalitarismo. Service advertiu da mesma forma sobre a representação dele como um "déspota desimpedido", observando que "embora fosse poderoso, seus poderes não eram ilimitados" e o governo dependia de sua disposição de conservar a estrutura soviética que herdara. Kotkin observou que a capacidade de Stalin de permanecer no poder dependia de ele ter a maioria no Politburo em todos os momentos. Khlevniuk observou que em vários pontos, especialmente quando estava velho e frágil, havia "manifestações periódicas" em que a oligarquia do partido ameaçava seu controle autocrático. Stalin negou aos visitantes estrangeiros que fosse um ditador, afirmando que aqueles que o rotularam assim não entendiam a estrutura de governo soviético.
Uma vasta literatura dedicada a Stalin foi produzida. Durante sua vida, as biografias aprovadas foram de conteúdo fortemente hagiográfico. Ele garantiu que essas obras dessem muito pouca atenção à sua juventude, especialmente porque não queria enfatizar suas origens georgianas em um estado numericamente dominado pelos russos. Desde sua morte, muitas outras biografias foram escritas, embora até a década de 1980 elas dependessem consideravelmente das mesmas fontes de informação. Sob a administração soviética de Mikhail Gorbatchov, vários arquivos previamente classificados sobre a vida de Stalin foram colocados à disposição dos historiadores, ponto em que se tornou "uma das questões mais urgentes e vitais na agenda pública" da União Soviética. Após a dissolução do país em 1991, o restante dos arquivos foi aberto aos historiadores, resultando em muitas novas informações sobre Stalin vindo à tona e produzindo uma enxurrada de novas pesquisas.
Os leninistas continuam divididos em suas opiniões sobre Stalin; alguns o veem como o autêntico sucessor de Lenin, enquanto outros acreditam que ele traiu as ideias de seu antecessor ao se desviar delas. A natureza socioeconômica de sua União Soviética também foi muito debatida, sendo rotulada de forma variável como um tipo de socialismo de estado, capitalismo de estado, coletivismo burocrático ou um modo de produção totalmente único. Escritores socialistas como Volkogonov reconheceram que as ações de Stalin prejudicaram o "enorme apelo do socialismo gerado pela Revolução de Outubro".

### Estimativas do número de vítimas
Com um número excessivo de mortes ocorrendo sob seu governo, Stalin foi rotulado como "uma das figuras mais notórias da história". Essas mortes ocorreram como resultado da coletivização, fome, campanhas de terror, doenças, guerra e taxas de mortalidade no Gulag. Como a maioria das mortes em excesso não foram diretas, o número exato de vítimas do stalinismo é difícil de calcular devido à falta de consenso entre os estudiosos sobre quais mortes podem ser atribuídas ao regime, ainda que, para a historiadora Julia Strauss, a maioria dos especialistas esteja disposta a aceitar o número 20 milhões de vítimas na União Soviética como um todo.

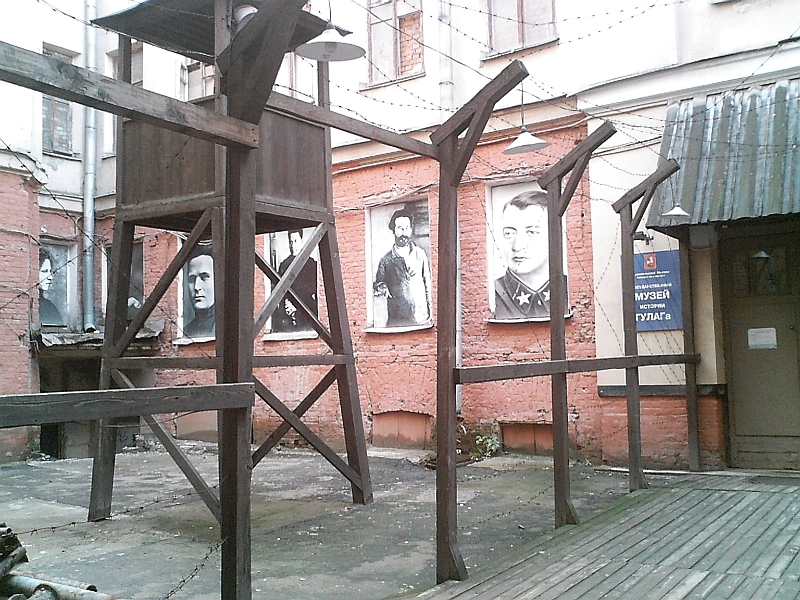
Interior do Museu Gulag em Moscou

Os registros oficiais revelam 799 455 execuções documentadas na União Soviética entre 1921 e 1953; 681 692 delas foram realizadas entre 1937 e 1938, os anos do Grande Expurgo. De acordo com Michael Ellman, a melhor estimativa moderna para o número de mortes por repressão durante o Grande Expurgo é de 950 mil a 1,2 milhão, o que inclui execuções, mortes em detenção ou logo após a libertação. Além disso, embora os dados de arquivo mostrem que 1 053 829 morreram no Gulag entre 1934 e 1953, o consenso histórico atual é que, dos 18 milhões de pessoas que passaram pelo sistema de campos de trabalho de 1930 a 1953, entre 1,5 e 1,7 milhão morreram como resultado de seu encarceramento. O historiador e pesquisador de arquivos Stephen G. Wheatcroft e Michael Ellman atribuem cerca de 3 milhões de mortes ao regime stalinista, incluindo execuções e mortes por negligência criminosa. Wheatcroft e o historiador R. W. Davies estimam as mortes por fome entre 5,5 e 6,5 milhões, enquanto o estudioso Steven Rosefielde apresenta um número de 8,7 milhões. O historiador Timothy Snyder em 2011 resumiu dados modernos feitos após a abertura dos arquivos soviéticos na década de 1990 e afirma que o regime stalinista foi responsável por 9 milhões de mortes, sendo 6 milhões delas deliberadas. Ele afirma ainda que a estimativa é muito inferior às de 20 milhões ou mais que foram feitas antes do acesso aos arquivos.
Os historiadores continuam a debater se a fome ucraniana de 1932–33, conhecida na Ucrânia como Holodomor, deve ser chamada de genocídio. Vinte e seis países o reconhecem oficialmente sob a definição legal. Em 2006, o Parlamento ucraniano declarou que assim era, e em 2010 um tribunal ucraniano condenou postumamente Stalin, Lazar Kaganovitch, Stanislav Kossior e outros líderes soviéticos por genocídio. É popular entre alguns nacionalistas ucranianos a ideia de que Stalin organizou conscientemente a fome para suprimir os desejos nacionais do povo ucraniano. Esta interpretação foi contestada por alguns estudos históricos mais recentes. Estes defendem a visão de que, embora as políticas do líder soviético contribuíssem significativamente para a alta taxa de mortalidade, não há evidências de que Stalin ou o governo soviético arquitetaram conscientemente a fome. A ideia de que este foi um ataque direcionado aos ucranianos é complicada pelo sofrimento generalizado que também afetou outros povos soviéticos na fome, incluindo os russos. Apesar da falta de intenção da parte de Stalin, o historiador Norman Naimark observou que, embora não haja "evidências suficientes para condená-lo em um tribunal internacional de justiça como um genocida […], isso não significa que o evento em si não possa ser julgado como genocídio".

### Na União Soviética e seus estados sucessores
Pouco depois de sua morte, a União Soviética passou por um período de desestalinização. Malenkov denunciou o culto à personalidade de Stalin, que foi criticado posteriormente no Pravda. Em 1956, Khrushchov deu seu "Discurso Secreto", intitulado "Sobre o Culto da Personalidade e suas Consequências", a uma sessão fechada do XX Congresso do Partido. Lá, o novo líder soviético denunciou Stalin por sua repressão em massa e pelo culto à personalidade. Ele repetiu essas denúncias no XXII Congresso do Partido em outubro de 1962. Em outubro de 1961, o corpo foi retirado do mausoléu e enterrado na Necrópole da Muralha do Kremlin em Moscou, local marcado apenas por um simples busto. Stalingrado foi renomeado para Volgogrado.
O processo de desestalinização de Khrushchev na sociedade soviética terminou quando ele foi substituído como líder por Leonid Brejnev em 1964; este introduziu um nível de reestalinização dentro da União Soviética. Em 1969 e novamente em 1979, foram propostos planos para uma reabilitação total do legado de Stalin, mas em ambas as ocasiões foram derrotados pelos críticos dentro do movimento marxista-leninista soviético e internacional. Gorbatchov viu a denúncia total de Stalin como necessária para a regeneração da sociedade soviética. Após a queda da União Soviética em 1991, o primeiro presidente da nova Federação Russa, Boris Iéltsin, continuou a denúncia de Stalin por Gorbatchov, mas acrescentou a ela uma denúncia de Lenin. Seu sucessor, Vladimir Putin, não procurou reabilitar Stalin, mas enfatizou a celebração da conquista soviética sob sua liderança, em vez das repressões stalinistas. Em outubro de 2017, no entanto, Putin abriu o memorial do Muro da Dor em Moscou, observando que o "passado terrível" não seria "justificado por nada" nem "apagado da memória nacional".

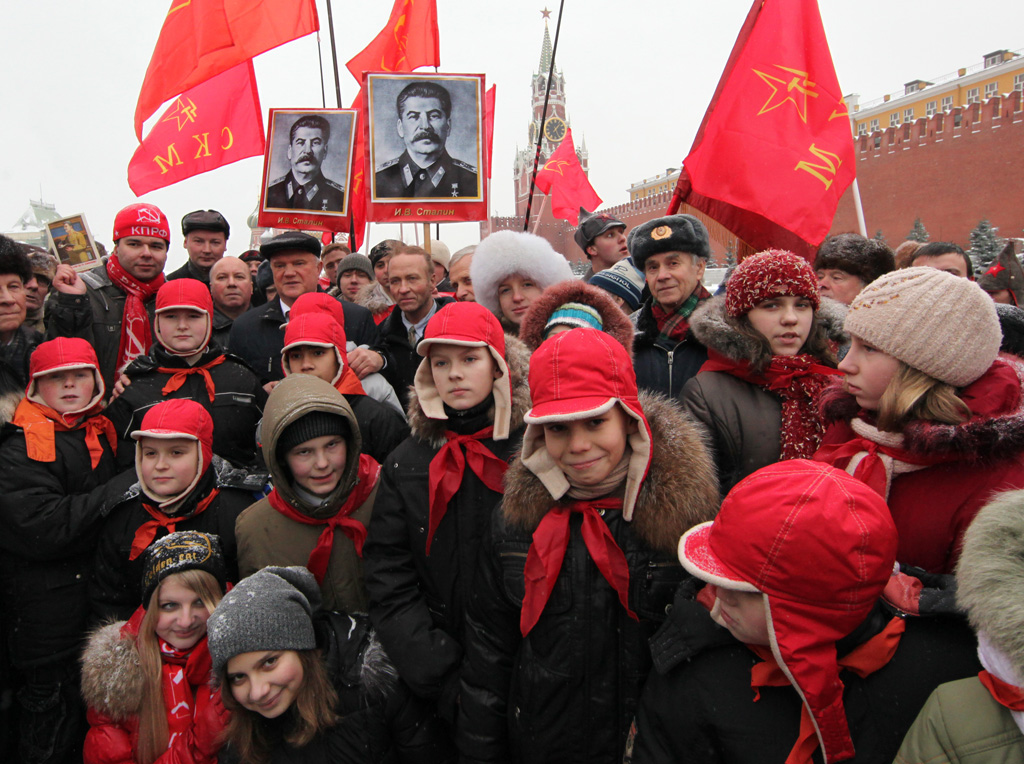
Ativistas marxista-leninistas do Partido Comunista da Federação Russa colocando coroas de flores no túmulo de Stalin em Moscou em 2009

Em meio à turbulência social e econômica do período pós-soviético, muitos russos viam em Stalin uma era de ordem, previsibilidade e orgulho. Ele continua sendo uma figura reverenciada entre muitos nacionalistas russos, que sentem nostalgia da vitória soviética sobre a Alemanha nazista na Segunda Guerra Mundial, e é regularmente invocado com aprovação tanto na extrema-esquerda quanto na extrema-direita da Rússia. No programa de televisão Nome da Rússia de 2008, Stalin foi eleito a terceira personalidade mais notável da história da Rússia. Uma pesquisa do Levada Center sugere que sua popularidade cresceu desde 2015, com 46% dos russos expressando uma opinião favorável sobre ele em 2017 e 51% em 2019. Ao mesmo tempo, houve um crescimento da literatura pró-stalinista na Rússia, muito contando com a deturpação ou fabricação de material original. Nessa literatura, as repressões de Stalin são consideradas uma medida necessária para derrotar os "inimigos do povo" ou o resultado de funcionários de escalão inferior agindo sem o conhecimento dele.
A única parte da ex-União Soviética onde a admiração por Stalin permaneceu consistentemente disseminada é a Geórgia, embora a atitude georgiana esteja muito dividida. Vários georgianos se ressentem das críticas a ele, a figura mais famosa da história moderna de seu país. Uma pesquisa de 2013 da Universidade Estatal de Tiblíssi descobriu 45% dos georgianos expressando "uma atitude positiva" em relação a ele. Uma pesquisa da Pew Research de 2017 teve 57% dos georgianos dizendo que ele desempenhou um papel positivo na história, em comparação com 18% dos que expressaram o mesmo para Mikhail Gorbatchov.
Algum sentimento positivo também pode ser encontrado em outros lugares da ex-União Soviética. Uma pesquisa de 2012 encomendada pelo Fundo Carnegie encontrou 38% dos armênios concordando que seu país "sempre precisará de um líder como Stalin". No início de 2010, um novo monumento a Stalin foi erguido em Zaporíjia, Ucrânia. Em dezembro de 2010, pessoas desconhecidas cortaram sua cabeça e ela foi destruída em uma explosão em 2011. Em uma pesquisa do Instituto Internacional de Sociologia de Kiev em 2016, 38% dos entrevistados apresentaram uma opinião negativa em relação a Stalin, 26% uma atitude neutra e 17% uma atitude positiva, com 19% se recusando a responder.